# Rebelión cantonal
La Rebelión cantonal (o Revolución cantonal) fue una insurrección que tuvo lugar durante la Primera República española entre julio de 1873 y enero de 1874. Sus dirigentes fueron en muchos casos los republicanos federales «intransigentes», que querían instaurar inmediatamente la República Federal de abajo arriba sin esperar a que las Cortes Constituyentes elaboraran y aprobaran la nueva Constitución Federal; esta posición defendían los sectores «centrista» y «moderado» del Partido Republicano Federal (también conocidos en su conjunto como «benevolentes» por oposición a los «intransigentes»), pero los «intransigentes» dudaban de su compromiso con La Federal. La insurrección también respondió «a las expectativas populares puestas en el régimen» republicano.
La rebelión se inició el 12 de julio de 1873 en Cartagena ―aunque tres días antes había estallado la Revolución del Petróleo de Alcoy por iniciativa de la sección española de la Primera Internacional― extendiéndose por las regiones de Valencia, Murcia y Andalucía a partir del 19 de julio, tras conocerse la dimisión del «centrista» Francisco Pi y Margall y la formación del nuevo gobierno presidido por el «moderado» Nicolás Salmerón. Este último, frente a la política de Pi y Margall de combinar la persuasión con la represión, no dudó en emplear al ejército para sofocar la rebelión y nombrar a los generales Arsenio Martínez Campos y Manuel Pavía, opuestos a la República Federal, para comandar las operaciones militares, política que acentuó el siguiente gobierno del también «moderado» Emilio Castelar, que, tras suspender las sesiones de las Cortes, comenzó el asedio y bombardeo de Cartagena, el último reducto de la rebelión, que no caería en manos gubernamentales hasta el 12 de enero de 1874, una semana después del golpe de Pavía que puso fin a la República Federal dando paso a la dictadura de Serrano.
Aunque la rebelión cantonal fue considerada como un movimiento «separatista» por el Gobierno de Emilio Castelar —una percepción compartida por las clases medias y altas—, la historiografía actual destaca que la rebelión únicamente buscaba reformar la estructura del Estado, sin querer en ningún momento romper la unidad de España.
En 2002 Gloria Espigado Tocino señalaba que «el cantonalismo no ha gozado de muchas simpatías entre los historiadores» y que la imagen que prevalecía, como ya había advertido José María Jover en 1991, era la acuñada durante la Restauración sobre la Primera República como «la encarnación viva del desorden y el desgobierno» y cuya «fase más extremista, o cantonal, era asimilada al terror comunalista». También destacaba la paradoja de que esta visión tan negativa hubiera sido asumida por la inmensa mayoría de los republicanos, que renegaban del federalismo.
Veintiún años después, en 2023, Ester García Moscardó insistía de nuevo en que esa visión negativa seguía siendo «la explicación clásica de la revolución cantonal: una insurrección separatista, encabezada por oportunistas despechados ["escasa minoría de frustrados buscadores de empleo", los había llamado el historiador C.A.M. Hennessy] que habían agitado interesadamente a las masas contra la república y que, en última instancia, habrían sido los responsables de su caída». «Una imagen caótica de 1873 que marcó la memoria colectiva durante generaciones». Por su parte Florencia Peyrou se quejaba de que la única monografía existente sobre la rebelión cantonal seguía siendo la publicada en 1998 por José Barón Fernández.
Frente a la explicación clásica que sigue teniendo sus defensores, como Alejandro Nieto o Jorge Vilches, Ester García Moscardó plantea entender «la propuesta cantonal» «como una de las posibles soluciones al problema de la construcción efectiva de la democracia que se planteó tras el triunfo de la Revolución Gloriosa en 1868». En la misma línea renovadora Florencia Peyrou considera que «el cantonalismo constituyó por encima de todo un intento de llevar a cabo la federación, para conjurar el riesgo de involución del proceso revolucionario y para implementar toda una serie de reformas que se vinculaban con el republicanismo más avanzado desde hacía tiempo. Los dirigentes intransigentes... querían implementar un comunalismo municipalista; un modelo de democracia directa...».
Por otro lado, según Ester García Moscardó, «la herida que abrió en el federalismo el enfrentamiento armado entre amigos y correligionarios fue devastadora. La profunda decepción con los ideales y con los hombres se apoderó de muchos republicanos y, después de aquello, fue imposible recomponer el partido». Hasta el punto que algunos sectores republicanos, especialmente los encabezados por Emilio Castelar y por Nicolás Salmerón, abandonaron el federalismo. Alejandro Nieto coincide: «la rebelión cantonalista fue una línea roja que separó para siempre y sin remedio a las dos fracciones federales».

## Antecedentes

### El republicanismo federal
En el siglo XIX se confrontaron en España tres proyectos de construcción del Estado y de la nación: el liberal, el tradicionalista (o carlista) y el republicano federal. El que se impuso en las décadas de 1830 y 1840 fue el liberal basado en la monarquía constitucional (censitaria), la confesionalidad del Estado y el modelo centralizado de organización territorial. Hacia mediados de siglo surgió el republicanismo federal que proponía un modelo radicalmente diferente del liberal: frente a la monarquía constitucional (censitaria), la república democrática (con el sufragio universal masculino como principio fundamental); frente al Estado confesional, el Estado neutro en las relaciones con la Iglesia católica; y frente al Estado centralizado y unitario, el federalismo (aunque interpretado de formas diversas). El republicanismo federal respondía a las aspiraciones de las clases populares y de una parte de las clases medias por lo que no sólo era un proyecto político, sino también social en cuanto se proponía aplicar una serie de reformas que las satisficieran (que incluso podían afectar al derecho de propiedad). Como ha señalado, Manuel Suárez Cortina, «se trataba de dar voz a aquellos sectores de la sociedad española que habían quedado al margen de los procesos de construcción nacional y de articulación del Estado desarrollado bajo la hegemonía del moderantismo liberal».
Florencia Peyrou ha señalado que el federalismo republicano «tuvo más que ver con todo el espectro de cuestiones relacionadas con la democracia y la democratización, que con asuntos técnicos de organización territorial». La democracia, según los republicanos federales, «no se limitaba a la elección de representantes para el gobierno nacional, sino que implicaba decidir, de una manera expedita e inmediata, sobre cuestiones provinciales y locales». En este sentido Peyrou afirma que «el federalismo no era un programa político, sino una forma de hacer política» encaminada a «materializar las aspiraciones de autogobierno» de las clases populares. El problema estribaba en cómo conciliar la soberanía del individuo con la soberanía nacional. «Los republicanos españoles, siguiendo a los padres fundadores americanos, trataron de resolverlo garantizando la autonomía personal a partir de una declaración de derechos individuales ilegislables, así como una estructura federal que permitiera que todos los organismos que formaban el cuerpo social, desde el individuo al Estado, pasando por la familia, la localidad y la provincia, gozaran también de autonomía... Pero no se dijo nada más». Una apreciación que comparte Alejandro Nieto cuando afirma que «antes y durante el año 1873 apenas se había desarrollado una teoría federal sólida».
Por su parte, Alistair Hennessy ya destacó que el republicanismo federal tenía un componente mesiánico. El diputado «intransigente» Navarrete dijo en las Cortes que con la proclamación de la República Federal, «comenzaba un nuevo periodo de luz». Más recientemente Jorge Vilches ha afirmado que «los federales intransigentes encarnaban el mesianismo político».
La identificación entre democracia, república y federación se oficializó con la refundación en 1869 del Partido Democrático, nacido en 1849, como Partido Republicano Democrático Federal —tras la salida del mismo de los cimbrios «accidentalistas» que sí consideraban compatible la monarquía con la democracia, al contrario de lo que pensaba el grueso del partido—. Sin embargo, la forma específica de construcción de la República federal no se acordó hasta la celebración de la I Asamblea Federal del año siguiente, tras un intenso debate. Triunfó la fórmula «pactista» —de construcción de la República federal mediante pactos sucesivos «de abajo arriba», desde el municipio, pasando por el cantón o Estado hasta llegar al poder federal— defendida por Francisco Pi y Margall —gran lector y traductor de la obra de Proudhon—, frente a las tesis «organicistas» de construcción «de arriba abajo» propugnadas por Nicolás Salmerón y Emilio Castelar. En esa Asamblea también se acordó adoptar la vía legalista, frente a la vía insurreccional, que ya se había ensayado en el otoño de 1869, tras la aprobación de la Constitución que establecía la Monarquía como forma de gobierno —de hecho muchos diputados republicanos federales habían abandonado las Cortes en cuanto se promulgó—.
La ruptura interna del partido entre «benevolentes» e «intransigentes» se produjo en el marco de la III Asamblea federal celebrada en 1872. Mientras que los primeros seguían apostando por la vía legalista, los segundos defendían la vía insurreccional, aplicando la tradición del republicanismo que la consideraba legítima en cuanto estuvieran en peligro las libertades individuales que eran inherentes a la dignidad humana y que por tanto estaban por encima de todo ordenamiento jurídico, incluida la Constitución —Pi y Margall, ahora «benevolente», había escrito que «la insurrección es la consecuencia forzosa del hecho de poner condiciones á nuestras libertades»—. En junio de 1872 un grupo de «intransigentes» ya habían abandonado el Casino Republicano de Madrid, presidido por Pi y Margall, al no haber apoyado su propuesta de que el partido tomara «el sendero revolucionario que su origen y tradiciones le marcan». El día 10 de ese mismo mes habían celebrado un gran acto en el Teatro Circo de Madrid en el que habían consumado la ruptura con los «benevolentes» al acordar lo siguiente:

La más absoluta oposición e intransigencia para todos los gobiernos que funcionan en nombre de la institución monárquica, por ser la única conducta conforme al honor, dignidad y razón de ser de partido; rechazando la benevolencia y expectación para con sus enemigos, por ser contraria a las aspiraciones e intereses que la República federal ha de realizar.

Poco después, en el otoño, se producían insurrecciones republicanas federales, encabezadas por los «intransigentes», en Andalucía, Extremadura, Cataluña, Valencia y Aragón, prefigurando «la práctica política observada por los cantonales unos meses después». El día 8 de enero de 1873, sólo tres días antes de que se proclamara la República, el ideólogo de los «intransigentes» Roque Barcia clamaba desde su periódico La Justicia Federal: «Idos a vuestras casas, hombres legales, hombres de curia, hombres viejos y abrid camino a la revolución. Idos a vuestra casa y dejad que pase vuestro pueblo, que es más que vuestras leyes y ranciedades».
Ester García Moscardó ha destacado que «la separación de los intransigentes respecto de la conducta oficial del partido constituye un punto de inflexión fundamental para comprender los sucesos del verano de 1873. La lógica cantonal no fue improvisada, sino que respondía a la experiencia acumulada por los federales en sus luchas por la libertad».

### La proclamación de la República

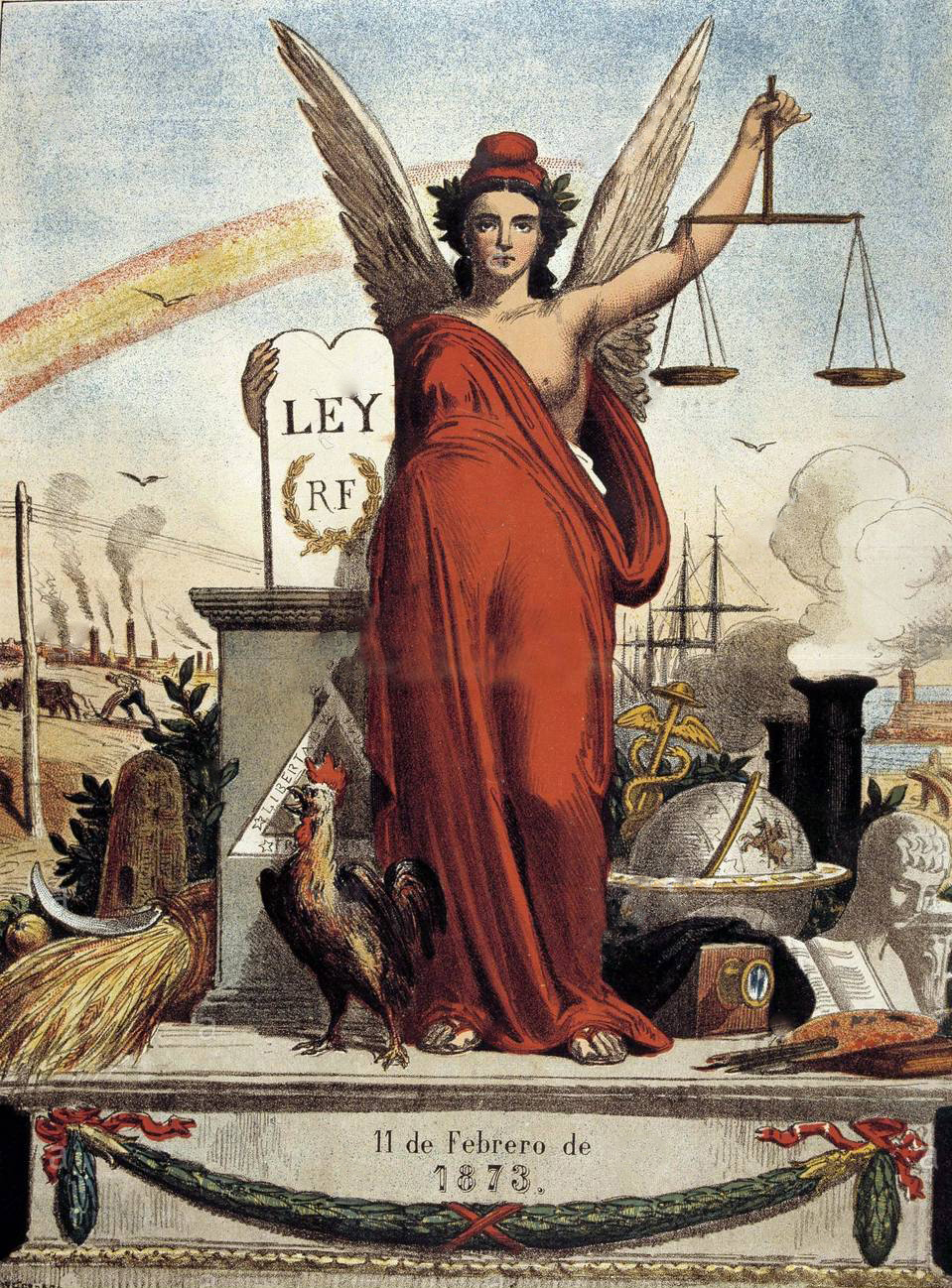
Dibujo alegórico de Tomás Padró publicado en La Flaca el 6 de marzo de 1873 que representa, elevada sobre un pedestal con la fecha del 11 de febrero de 1873, a la República recién proclamada como una matrona vestida con túnica clásica y el gorro frigio de la libertad. Levanta en su mano izquierda la balanza de la justicia y en la derecha sostiene las tablas de la ley en las que aparece el acrónimo "R. F." rodeado de una corona de laurel. Junta a ella el gallo que representa la tradición republicana francesa y el triángulo de la equidad con el lema "Libertad, Igualdad, Fraternidad". En los laterales y al fondo fondo varios elementos que representan el progreso, la ciencia, las artes, el comercio y el trabajo. En el cielo se dibuja la bandera de España en forma de arco iris.

El 11 de febrero de 1873, al día siguiente de la abdicación de Amadeo I, el Congreso y el Senado, constituidos en Asamblea Nacional, proclamaron la República por 258 votos contra 32, pero sin definirla como unitaria o como federal, postergando la decisión a las futuras Cortes Constituyentes. Manuel Suárez Cortina ha señalado que «la república llegó más por el agotamiento de la monarquía que por la propia fuerza política de los republicanos». Por su parte Ester García Moscardó ha indicado que, tras «el fracaso de la vía monárquica de democratización del sistema liberal» y «sin alternativa viable al trono en aquel momento, la república se presentaba como una solución de compromiso para la salvaguarda de los principios revolucionarios de 1868».

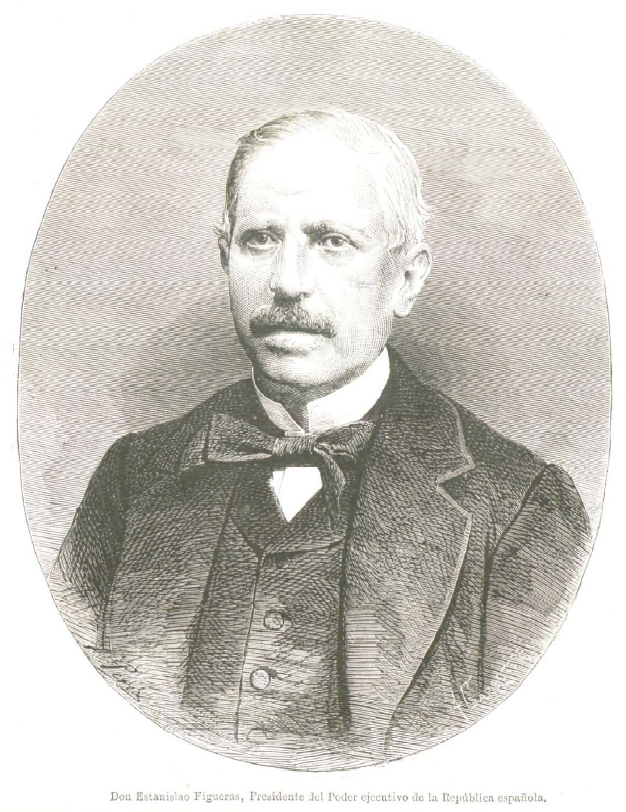
Retrato de Estanislao Figueras, primer presidente del Poder Ejecutivo de la Primera República.

El mismo día 11 de febrero la autoproclamada Asamblea Nacional nombró como presidente del Poder Ejecutivo al republicano federal Estanislao Figueras, cuyo gobierno tuvo que restablecer el orden que estaba siendo alterado por los propios republicanos federales que habían entendido la proclamación de la República como una nueva revolución y se habían hecho con el poder por la fuerza en muchos lugares, donde habían formado «juntas revolucionarias» que no reconocían al gobierno de Figueras, porque era un gobierno de coalición con los antiguos monárquicos del Partido Radical, y tildaban de tibios a los «republicanos de Madrid». «En muchos pueblos de Andalucía la República era algo tan identificado con el reparto de tierras que los campesinos exigieron a los ayuntamientos que se parcelaran inmediatamente las fincas más significativas de la localidad... algunas [de las cuales] habían formado parte de los bienes comunales antes de la desamortización». En casi todos los lugares la República también se identificó con la abolición de las odiadas quintas, promesa que la Revolución de 1868 no había cumplido, como recordaba una copla que se cantaba en Cartagena:

Si la República viene,
No habrá quintas en España,
Por eso aquí hasta la Virgen,
Se vuelve republicana

Eso fue lo que el diputado José Echegaray, del Partido Radical, echó en cara a los líderes republicanos:

[Que sus seguidores entendían el federalismo como] aquí un cortijo que se divide, un monte que se reparte, allá un mínimum de los salarios, más lejos los colonos convertidos en propietarios, es quizás en otra provincia un ariete que abre brecha en las fuerzas legales para que el contrabando pase, el pobre contra el rico, el reparto de la propiedad, el contribuyente contra el Fisco...

El encargado de la tarea de restablecer el orden fue el ministro de la Gobernación Francisco Pi y Margall, el principal defensor del federalismo «pactista» de abajo arriba, pero contrario a la vía insurreccional. Pi consiguió la disolución de las juntas y la reposición de los ayuntamientos que habían sido suspendidos a la fuerza en «una clara prueba de su empeño en respetar la legalidad incluso contra los deseos de sus propios partidarios», según María Victoria López-Cordón Cortezo. Inmediatamente creó el cuerpo armado de los Voluntarios de la República que sustituyó a los Voluntarios de la Libertad, la milicia monárquica fundada en el reinado de Amadeo I, «siguiendo el viejo ideal del ciudadano activo y vigilante». Como dijo el presidente Figueras, tras la proclamación de la República se había puesto fin a la oposición entre el poder y el pueblo.

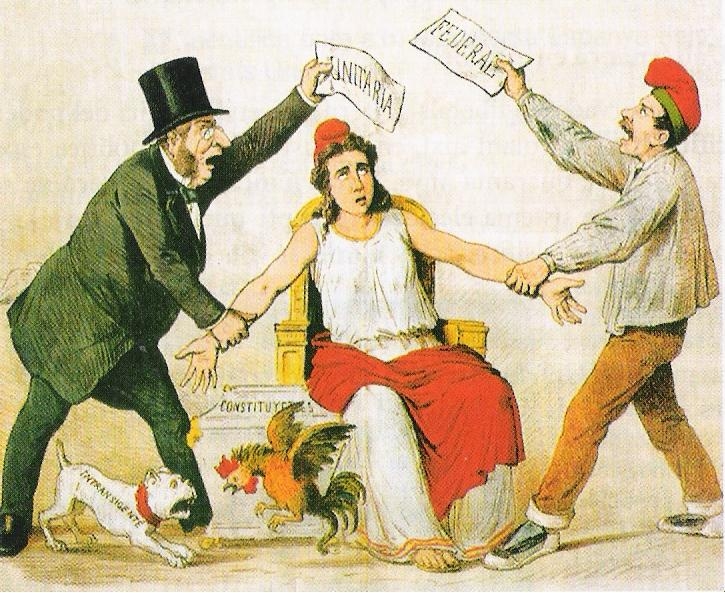
Caricatura de la revista satírica La Flaca del 1 de mayo de 1873 sobre la pugna entre los defensores de la república unitaria (representados por un señor con levita y sombrero de copa), y los que defienden la república federal (representados por un menestral con alpargatas y con barretina, que se asemeja al gorro frigio). A los pies de la angustiada matrona que representa a la República el gallo federal le planta cara al perro que encarna a los federales «intransigentes».

Pi y Margall también tuvo que ocuparse en dos ocasiones de los intentos de proclamar el «Estado catalán» por la Diputación de Barcelona, dominada por los republicanos federales «intransigentes». La primera fue el 12 de febrero, al día siguiente de la proclamación de la República en Madrid, y Pi Margall logró convencerles de que desistieran mediante telegramas que les envió desde Madrid. La segunda se produjo el 9 de marzo, al día siguiente en que en Madrid tenía lugar un intento de golpe de Estado por parte de los radicales que se proponían impedir la convocatoria de Cortes Constituyentes para evitar que la República se proclamara federal. Precisamente, la Diputación de Barcelona en esta ocasión no sólo llegó a debatir la proclamación del «Estado catalán», sino que pidió la disolución inmediata de la Asamblea Nacional de Madrid y la convocatoria de elecciones constituyentes. De nuevo los telegramas de Pi y Margall consiguieron que la Diputación no hiciera la proclamación, pero tuvo que prometer que el presidente del Poder Ejecutivo Estanislao Figueras viajaría a Barcelona. Llegó el 11 de marzo por la mañana. «Figueras logró solo en parte afirmar su autoridad ya que se vio obligado a aceptar la disolución del Ejército. Eso sí, en principio consiguió que la Diputación acatase los tiempos y el calendario fijado por el Poder ejecutivo».

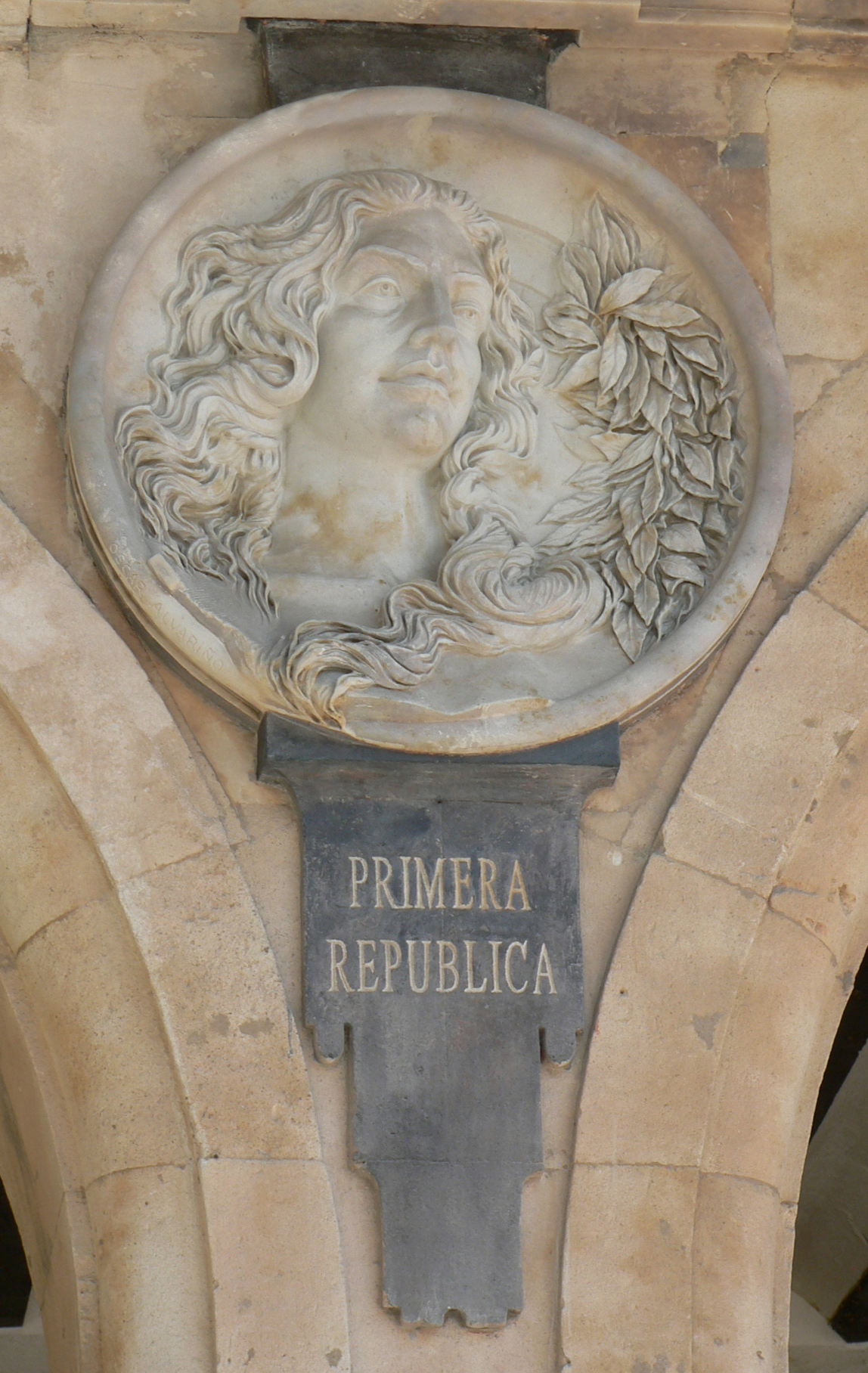
Medallón de la Plaza Mayor de Salamanca que representa a la Primera República española.

Según Ester García Moscardó, en el origen de la fallida proclamación del «Estado Catalán» del mes de marzo estuvo «el temor a un golpe alfonsino que acabara con la república antes de que siquiera se constituyese». Según esta historiadora, «la retórica de la república en peligro se extendió muy pronto», debido a la situación nada fácil con que se encontró: «A la doble guerra colonial» y carlista que provenía de la época anterior se sumó el aislamiento internacional, ya que solo Estados Unidos y Suiza [dos repúblicas federales] reconocieron la Primera República española. No fue ajeno esto a la vinculación simbólica del federalismo con la Comuna de París de 1871. Además, la manifiesta deslealtad de los socios de gobierno radicales, quienes no dejaron de conspirar desde el mismo mes de febrero, agravó aún más el panorama».
Especialmente después del tercer intento de golpe de Estado del Partido Radical para paralizar la convocatoria de las Cortes Constituyentes que tuvo lugar el 23 de abril —desbaratado como en las dos ocasiones anteriores por la rápida actuación del ministro de la Gobernación Pi y Margall—, arreció la presión de los republicanos «intransigentes» y de la prensa afín sobre el gobierno para que proclamara la República Federal sin esperar a la reunión de las Cortes Constituyentes, pero el gobierno se atuvo a la legalidad. El «intransigente» Francisco Rispa dirá más adelante que en aquel momento el gobierno estaba en manos de «hombres insignes, de gran honradez y miras elevadas; pero de acción floja y desmayada, de contemplaciones excesivas y nada a propósito para consolidarla». El ministro de la Gobernación Pi y Margall recibió cientos de telegramas en los que se decía:

Limítense a consagrar la voluntad de los municipios y de las regiones; resultará hecha la Federación de abajo arriba y no será obra de unas Cortes sino la de una nación.

### La proclamación de la República Federal

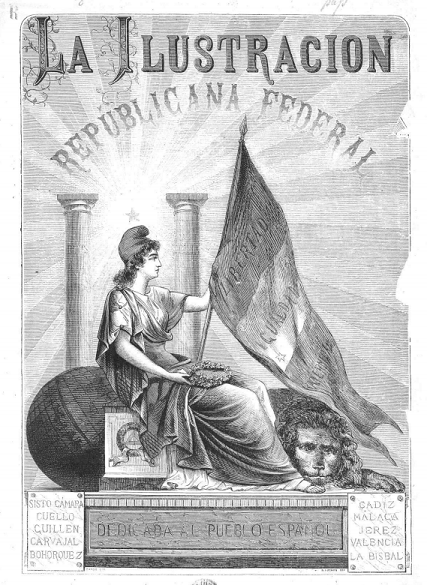
Portada de la revista La Ilustración Republicana Federal, publicada en Madrid entre 1871 y 1872, en la que aparece una alegoría de la República Federal representada por una matrona con el gorro frigio que sostiene una bandera con el lema "Libertad, Igualdad, Fraternidad". A sus pies el león que representa al pueblo español (un símbolo tomado de las alegorías monárquicas) y al fondo las columnas de Hércules incorporadas al Escudo de España tras la Revolución Gloriosa de 1868.

En mayo se celebraron las elecciones a Cortes Constituyentes, que a causa del retraimiento del resto de los partidos supusieron una aplastante victoria para el Partido Republicano Federal. Pero esta situación era engañosa porque en realidad los diputados republicanos federales de las Constituyentes estaban divididos en tres o cuatro grupos según los autores (existía además un grupo integrado por unos 20 diputados monárquicos y republicanos unitarios que constituían la extrema derecha de la Cámara; entre ellos se encontraban Antonio de los Ríos Rosas, Francisco Romero Robledo y Manuel Becerra y Bermúdez):
- Los «intransigentes» («jacobino-socialistas», los llama Román Miguel González) con unos 50 o 60 diputados formaban la extrema izquierda de la Cámara ―y ese era el lugar físico donde se sentaban―. Propugnaban que las Cortes se declararan en Convención, asumiendo todos los poderes del Estado ―el legislativo, el ejecutivo y el judicial― para construir la República Federal de abajo arriba, desde el municipio a los cantones y desde éstos, al poder federal. También defendían la introducción de reformas sociales que mejoraran las condiciones de vida del «cuarto estado». Este sector de los republicanos federales no tenía un líder claro, aunque reconocían como su «patriarca» a José María Orense, el viejo marqués de Albaida. Destacaban dentro de él Nicolás Estévanez, Francisco Díaz Quintero, los generales Juan Contreras y Blas Pierrad, o los escritores Roque Barcia y Manuel Fernández Herrero. Antes de las elecciones ya habían creado el Centro Revolucionario Federal que después pasó a llamarse Centro Republicano Federal Español. Su principal órgano de prensa era La Justicia Federal. Román Miguel González ha destacado que el liderazgo del grupo recayó «en personajes cada vez más demagogos: Casalduero, Barcia, el general Contreras…».[69] Según Manuel Suárez Cortina, los intransigentes eran «portadores de una cultura política pre moderna, de defensa comunitaria y componentes neocarbonarios».[70]
- Los «centristas» («demosocialistas», los llama Román Miguel González) con unos 60 diputados liderados por Francisco Pi y Margall (por lo que en ocasiones también eran llamados «pimargallianos»), que constituían el centro-izquierda de la Cámara, coincidían con los «intransigentes» (o «jacobino-socialistas») en que el objetivo era construir una república federal de abajo arriba, pero que, dado que no se había alcanzado el poder mediante una revolución, había que hacerlo de arriba abajo, es decir, primero había que elaboran la Constitución federal y luego proceder a la formación de los cantones o Estados federados. Dentro de los «demosocialistas» existía un pequeño grupo situado más a la izquierda que intentaba acercar posiciones con los «intransigentes» (o «jacobino-socialistas) y que estaba encabezado por Ramón de Cala, Eduardo Benot y Francisco Díaz Quintero. Paralelamente existía otro grupo situado más a la derecha que proponía el acercamiento a los «demoliberales reformistas» de Nicolás Salmerón y que estaba encabezado por José Cristóbal Sorní y Juan Manuel Cabello de la Vega.
- Los «demoliberales reformistas» (según la categorización de Román Miguel González), integrados por unos 40 o 50 diputados liderados por el «demokrausista» Nicolás Salmerón (Jorge Vilches los encuadra dentro de los «moderados», la derecha de la Cámara, en los que también incluye al grupo de Emilio Castelar). Estos «demoliberales con tendencias reformistas» («de fuertes componentes sociales»)[70] constituían el centro-derecha de la Cámara y en su seno destacaban los también «demokrausistas», como Salmerón, Manuel Pedregal y Cañedo, Eduardo Palanca y Eduardo Chao. Coincidían con los pimargallianos en que la prioridad de las Cortes era aprobar la nueva Constitución ―rechazando, al igual que ellos, convertirlas en una Convención como demandaban los «intransigentes»― y se diferenciaban de los «demoliberales individualistas» de Castelar en que en el nuevo régimen solo cabrían los republicanos «viejos».
- Los «demoliberales individualistas» (según Román Miguel González), integrados por unos 50 o 60 diputados y cuyo líder indiscutible era Emilio Castelar. Constituían la derecha de la Cámara y a veces recibían el apoyo de la extrema derecha (monárquica y republicana unitaria), entre otras razones, porque los «demoliberales individualistas» eran partidarios de la conciliación con los radicales y con los constitucionales para incluirlos en el nuevo régimen. Junto a Castelar destacaban Eleuterio Maisonnave, Buenaventura Abárzuza Ferrer y Miguel Morayta y Sagrario.

A pesar de esta división, no tuvieron problemas en proclamar la República democrática federal el 8 de junio, una semana después de que se abrieron las Cortes Constituyentes bajo la presidencia del veterano republicano «intransigente» José María Orense, por 218 votos contra dos:

Artículo único. La forma de gobierno de la Nación española es la República democrática federal.

### La oposición de los «intransigentes» al gobierno de «Orden y Reformas» de Pi y Margall
En cuanto se reunieron las Cortes Constituyentes el primer presidente del Poder Ejecutivo de la República Estanislao Figueras devolvió sus poderes a la Cámara y propuso que se nombrara para sustituirlo a su ministro de la Gobernación Francisco Pi y Margall, pero los «intransigentes» se opusieron y lograron que Pi desistiera de su intento. Entonces Figueras tuvo conocimiento de que el general «intransigente» Juan Contreras preparaba un golpe de Estado para iniciar la República federal desde abajo al margen del Gobierno y de las Cortes, lo que le hizo temer por su vida, sobre todo después de que Pi y Margall no se mostrara muy dispuesto a entrar en su gobierno. El 10 de junio Figueras, que sufría una fuerte depresión por la muerte de su mujer, huyó a Francia. Según Jorge Vilches, Figueras se marchó «porque se sintió abandonado por todos».
El intento de golpe de Estado se produjo al día siguiente cuando una masa de republicanos federales instigados por los «intransigentes» rodeó el edificio del Congreso de los Diputados en Madrid mientras el general Contreras al mando de la milicia de los Voluntarios de la República tomaba el ministerio de la Guerra. Entonces los «moderados» Emilio Castelar y Nicolás Salmerón propusieron que Pi y Margall ocupara la presidencia vacante del Poder Ejecutivo pues era el dirigente con más prestigio dentro del partido republicano. Finalmente los «intransigentes» aceptaron la propuesta, aunque bajo la condición de que fueran las Cortes las que eligieran a los miembros del gobierno que iba a presidir Pi y Margall. El 11 de junio Pi y Margall fue elegido por las Cortes presidente del Poder Ejecutivo de la República, asumiendo al mismo tiempo el ministerio de la Gobernación.

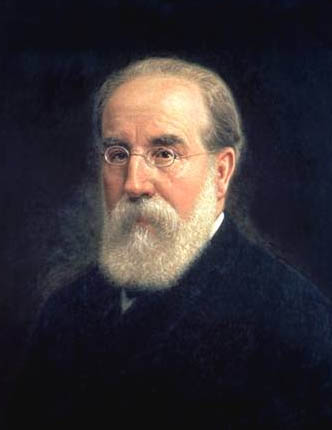
Retrato de Francisco Pi y Margall, segundo presidente del Poder Ejecutivo de la República.

El programa de gobierno que presentó Pi y Margall, bajo el lema «Orden y Reformas» que intentaba conciliar a todas las fracciones republicanas federales de las Cortes, se basaba en la necesidad de acabar con la guerra carlista, la separación de la Iglesia y el Estado, la abolición de la esclavitud y las reformas en favor de las mujeres y los niños trabajadores. También incluía la devolución a los pueblos de los bienes comunales mediante una ley que modificara la desamortización de Pascual Madoz de 1855, pero la norma no llegó a ser aprobada. Tampoco llegó a aprobarse otra ley que tenía como objeto la cesión vitalicia de tierras a los arrendatarios a cambio del pago de un censo. La que sí fue aprobada fue una ley de 20 de agosto que dictaba reglas «para redimir rentas y pensiones conocidas con los nombres de foros, subforos y otros de igual naturaleza». Por último el programa incluía como prioridad la elaboración y aprobación de la nueva Constitución de la República Federal.
El gobierno de Pi y Margall, quien en su breve discurso de presentación del gabinete dijo que alcanzada la libertad «la insurrección no solo deja de ser un derecho, sino que es un crimen», se encontró inmediatamente con la oposición de los «intransigentes» entre otras razones porque en su programa no se habían incluido algunas de las reivindicaciones históricas de los federales como «la abolición del estanco del tabaco, de la lotería, de los aranceles judiciales y de los consumos repuestos en 1870 por ausencia de recursos». Así lo manifestó en las Cortes el «intransigente suave» José María Orense: el programa de gobierno debería haber incluido «grandes y profundas reformas económicas», única forma de consolidar la República.
Mientras tanto la prensa conservadora difundía una imagen catastrófica de la situación que vivía el país. La Gaceta Popular publicó lo siguiente:

Las casas arden; las máquinas, esa última palabra de los adelantos materiales, caen rotas en pedazos; la piqueta internacional mina ya los cimientos de la civilización; del seno de la sociedad surgen sus más encarnizados enemigos; si son vencidos, nuevos arroyos de sangre correrán por el país; si vencen, la barbarie y la estupidez borrarán en su triunfo toda huella de saber, todo el producto del trabajo, todo germen de progreso.

El 15 de junio, solo cuatro días después de la formación del gobierno, los «intransigentes» ya cuestionaban la legitimidad de la Asamblea Constituyente alegando que eran ellos los «verdaderos» representantes del «Pueblo» frente a la nueva «oligarquía de falsos republicanos federales», abriendo así la vía de la insurrección. Ese día el Centro Republicano Federal Español (CFRE), el club de los «intransigentes», se autoproclamaba «el centinela avanzado de las reformas y el fiscal inexorable de las deliberaciones y acuerdos de la Asamblea» y se definía como «la vanguardia revolucionaria y reformista que abre el camino por el que el gobierno debe marchar si es consecuente». Poco después el CFRE aprobaba, a propuesta del diputado Casalduero, la siguiente resolución: «El Centro Republicano Federal Español, en vista de la actitud de las Constituyentes, acuerda que está dispuesto a consumar la Revolución para que la República Federal sea un hecho y una verdad positiva». En su discurso Casalduero había dicho que era el momento de «levantar y excitar el espíritu revolucionario del pueblo, para que éste, imponiéndose a la Cámara, apoyara la política de los tres o cuatro diputados únicos que hacían política intransigente»; que la Asamblea estaba llena de «reaccionarios en grado mucho más alto que lo había sido los monárquicos» y que «el programa aprobado por el gobierno tenía tan solo por objeto engañar y alucinar la opinión pública con las reformas sociales».
El 19 de junio se le abría otro frente al gobierno de Pi y Margall en Cataluña. Ese día por la noche —el 6 de junio ya se había producido una insurrección de soldados en Igualada, apoyados por dos centenares de civiles, al grito de «Viva la federal y mueran el general y los oficiales», que finalizó el día 8 cuando se supo que las Cortes habían proclamado la República Federal— se formó en Barcelona un Comité de Salvación Pública tras la manifestación que se celebró en la ciudad para intentar impedir la ejecución de seis soldados en Sagunto por haber matado a un superior y que acabó con la toma del Ayuntamiento. El Comité lo presidía el «internacionalista» José García Viñas, pero, falto de apoyos entre los comandantes de los siete batallones de Voluntarios de la República, se transformó en una Comisión de Vigilancia de la Federación y la Democracia, cuya única finalidad sería evitar el fusilamiento de los soldados de Sagunto.
Similar gravedad revistieron los incidentes que se produjeron en Sevilla en la última semana de junio, durante la cual los «intransigentes» formaron una junta revolucionaria. El 24 de junio grupos de «intransigentes», que llevaban tiempo reclamando armas ante los rumores de conspiraciones antirrepublicanas, asaltaron la Maestranza de Artillería y exigieron la retirada de todas las fuerzas militares de cuya lealtad desconfiaban, y de las que se decía que iban a proceder a desarmar a las milicias de los Voluntarios de la República. Al día siguiente el alcalde intentó calmar los ánimos afirmando en un comunicado que «no ha existido jamás la idea de semejante desarme y cúmpleme así manifestarlo como hombre honrado y formal». Pero el día 27 el gobernador civil publicó un manifiesto en el que aseguró que contaba con «fuerza suficiente» para restablecer el orden, lo que fue interpretado por los «intransigentes» y por los Voluntarios de la República como una amenaza directa contra ellos y la ciudad se llenó de barricadas. Al día siguiente se pactó la salida de la ciudad de las fuerzas leales al gobierno, por lo que Sevilla quedó en manos de los insurrectos que contaban con entre 5000 y 8000 hombres, a los que sumaron unos 1000 voluntarios procedentes de Málaga y de Córdoba. El nuevo gobernador civil enviado por el gobierno, Gumersindo de la Rosa, intentó controlar la situación prometiendo la aplicación de algunas reformas, pero el día 30 los «intransigentes» formaron una junta revolucionaria que destituyó al ayuntamiento. Sin embargo, De la Rosa, decidido a «poner término a la tortura y la angustia a que cuatro aturdidos están sometiendo a esta pacífica y honrada capital», consiguió finalmente restablecer el orden con el apoyo de voluntarios que desmantelaron algunas barricadas y tras conseguir que los milicianos de Córdoba y de Málaga volvieran a sus ciudades de origen (previo pago de 2 pesetas y media por persona, cantidad aportada por varios capitalistas sevillanos). Los miembros de la junta revolucionaria fueron encarcelados y los batallones de voluntarios involucrados quedaron disueltos.
La inoperancia práctica del gobierno («tanto en la elaboración del proyecto de Constitución como en la promulgación de las reformas sociales») a causa de la heterogeneidad de su composición y su dependencia de la derecha, según Román Miguel González, o de la labor de bloqueo que realizaban los ministros «intransigentes», según Jorge Vilches, hizo que se presentara en las Cortes una proposición encabezada por Castelar ―que dijo que no toleraría que «las impaciencias juveniles» le llamaran «conservador y reaccionario» y que sostenía al gobierno «a pesar de no hallarme conforme con varias de sus ideas sociales»― para que se concediera al presidente del Poder Ejecutivo la facultad de nombrar y destituir libremente a sus ministros. La aprobación de la misma le permitiría a Pi sustituir a los miembros «intransigentes» del gabinete por otros del sector «moderado», naciendo así un gobierno de coalición entre los «centristas» pimargalianos y los «moderados» de Castelar y de Salmerón.
La respuesta de los «intransigentes» fue reclamar que las Cortes, mientras se redactaba y aprobaba la nueva Constitución Republicana federal, se constituyeran en Convención de la cual emanaría una Junta de Salud Pública que detentaría el poder ejecutivo, propuesta que fue rechazada por la mayoría de diputados que apoyaba al gobierno, y a continuación el 27 de junio los «intransigentes» presentaron un voto de censura contra el gobierno, que incluía la paradójica petición de que su presidente Pi y Margall se pasara a sus filas. La crisis se resolvió al día siguiente, como temían los «intransigentes», con un giro a la derecha. Entraron en el gobierno los «demoliberales individualistas» Eleuterio Maisonnave en Estado y Joaquín Gil Berges en Gracia y Justicia y el «demoliberal reformista» José Carvajal en Hacienda, además de reforzar la presencia de los «demosocialistas» pimargalianos con Francisco Suñer en Ultramar y Ramón Pérez Costales en Fomento. El ministerio de la Gobernación continuó en manos del propio Pi y Margall. Los diputados Francisco Díaz Quintero y Ramón de Cala, «demosocialistas» partidarios del acercamiento a los «intransigentes», declinaron la oferta de Pi y Margall de entrar en el gobierno.

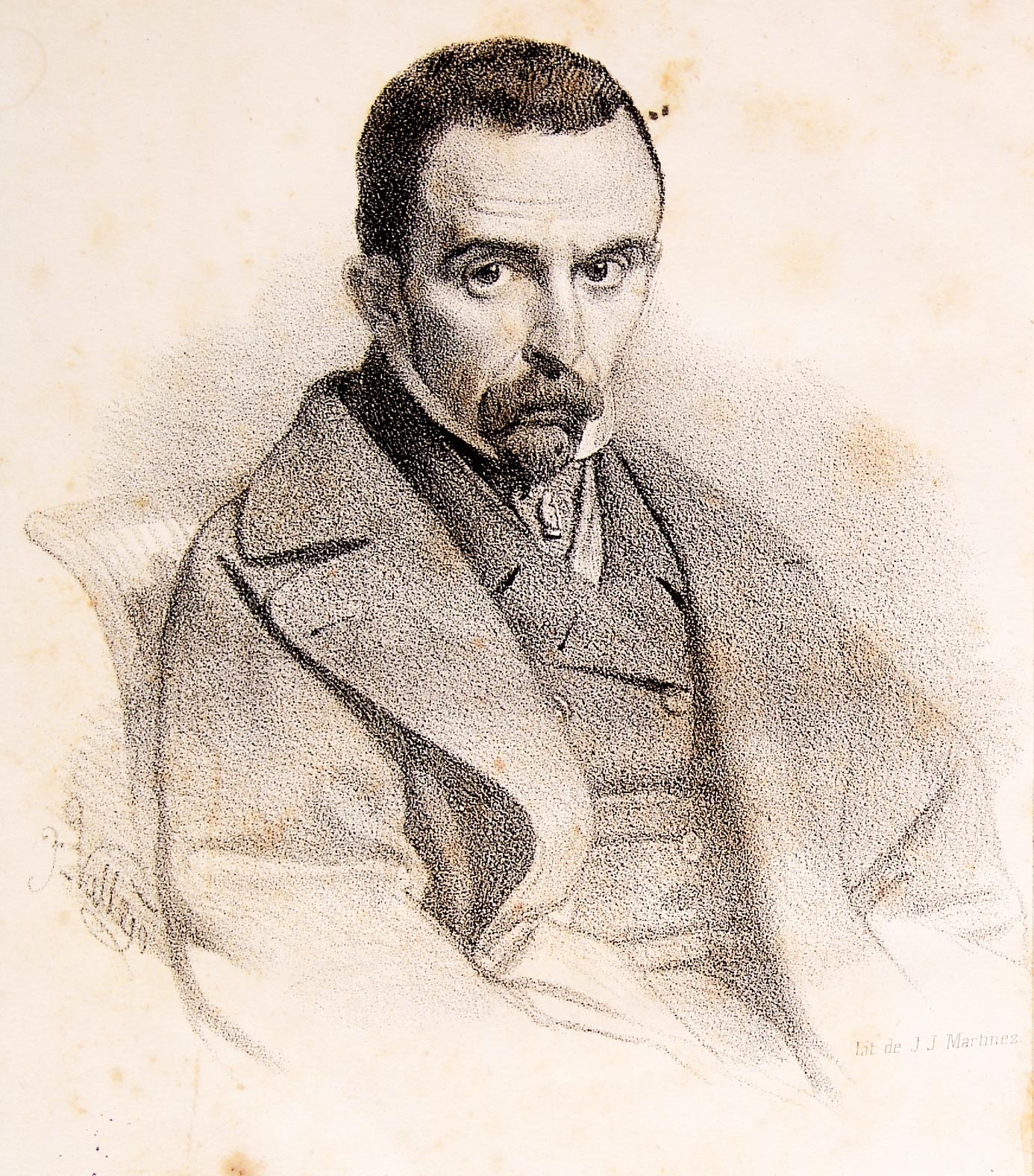
Roque Barcia, el principal ideólogo de los «intransigentes», en 1856.

Mientras tanto en el seno del Centro Republicano Federal Español (CRFE) se había creado una comisión presidida por Roque Barcia, diputado de la constituyente por Vinaroz —pero que se había negado a integrarse en ella al negar su representatividad— y director del periódico La Justicia Federal que tenía una gran audiencia entre los «intransigentes», para que, siguiendo el modelo de la Comuna de París, «constituir el municipio revolucionario de la ciudad de Madrid, invitando a todos los pueblos que por su naturaleza parecen llamados a constituir este cantón federal, a hacer otro tanto». Poco después, el 29 de junio, la comisión consiguió que el CRFE crease «un comité de salud pública que sobrepusiese al gobierno y a la Asamblea, cuyos acuerdos no tendrán para nada en cuenta». Lo presidía el propio Roque Barcia.
Según Jorge Vilches, la constitución de Comité de Salud Pública de Madrid fue una respuesta de los «intransigentes» a la formación el 20 de junio de la Comisión Constitucional que debía elaborar y presentar el proyecto de Constitución federal —cuyos miembros habían vetado a Roque Barcia para que formara parte de ella, lo que provocó el rechazo de los «intransigentes»— y a la convocatoria de elecciones municipales y provinciales que publicó la Gaceta de Madrid el 26 (y que se celebrarían entre el 12 y el 15 de julio, las municipales, y entre 6 y el 9 de septiembre, las provinciales), porque eran dos pasos importantes para construir La Federal de arriba abajo y no de abajo arriba, como ellos defendían. Ester García Moscardó coincide con Vilches en el segundo motivo —aunque también lo relaciona con el rechazo de la Asamblea constituyente a la propuesta «intransigente» de que esta se constituyera en Convención—: «Parece claro que fue el anuncio por parte del gobierno de que entre el 12 y el 15 de julio se celebrarían elecciones a ayuntamientos y diputaciones provinciales lo que empujó a los intransigentes madrileños a la acción». De hecho el mismo día 20 de junio en que el gobierno convocó las elecciones Roque Barcia desde las páginas de La Justicia Federal las desautorizaba como un proceso «monstruoso» ajeno al espíritu liberal y hacía un llamamiento para la constitución de «juntas de gobierno para realizar la soberanía administrativa y económica de los Estado particulares». Ese mismo día 21 el Centro Republicano convocaba una reunión para debatir la constitución del «Cantón o estado de Castilla la Nueva», que incluía Madrid, y cuyo primer paso fue «constituir el municipio revolucionario de Madrid».
El 30 de junio Pi y Margall pidió a las Cortes facultades extraordinarias para acabar con la guerra carlista, aunque limitadas al país vasco-navarro y a Cataluña. Los «intransigentes» se opusieron activamente porque entendían la propuesta como la imposición de la «tiranía» y la «pérdida de la democracia», a pesar de que el gobierno les aseguró que solo se aplicaría a los carlistas y no a los republicanos federales. Aprobada la proposición por las Cortes el gobierno publicó un manifiesto en el que después de justificar los poderes extraordinarios que había recibido, anunció la llamada al Ejército de las quintas y de la reserva, pues «la patria exige el sacrificio de todos sus hijos, y no será liberal ni español, el que no lo haga en la medida de sus fuerzas». Según Jorge Vilches, «el asunto era que el Gobierno temía un levantamiento en Madrid protagonizado por los voluntarios federales, cuyo objetivo sería tomar el Palacio del Congreso». El diputado de centro-izquierda Díaz Quintero, partidario del acercamiento a los «intransigentes», criticó duramente la propuesta porque se pretendía establecer «una especie de dictadura ilimitada» y lanzó una advertencia: cuando «se coartan los derechos individuales, hay derecho a la insurrección; vosotros lo habéis dicho».
Ese mismo día 30 de junio el gobernador civil de Madrid ―según Jorge Vilches, el nuevo capitán general de Madrid, el general Hidalgo― publicó un bando anunciando que se tomarían medidas excepcionales, como la entrada de la policía en los domicilios particulares «en bien de la seguridad pública» o la reclusión de los vecinos en sus casas ―los que no lo hicieran «serían considerados perturbadores y tratados como tales»―, en caso de alteración del orden público en la capital. Los «intransigentes» lo interpretaron como una provocación y una amenaza directa hacia ellos. Ese mismo día el diario La Igualdad, el periódico más leído e influyente entre los republicanos federales, intentaba calmar los ánimos tras reconocer la existencia de una «gran agitación de las provincias en pro de las reformas». «La tierra de promisión, el juicio final de todas las injusticias y el comienzo de una era de regeneración y de dicha… el sueño de oro, tanto tiempo acariciado, se ha visto realizado al fin: España es República Federal de derecho, y pronto lo será de hecho», afirmaba el diario, aunque advertía a continuación sobre «las desastrosas consecuencias que un desengaño traería en pos de sí».

## La rebelión de Cartagena y la dimisión de Pi y Margall

### El abandono de las Cortes por los «intransigentes»

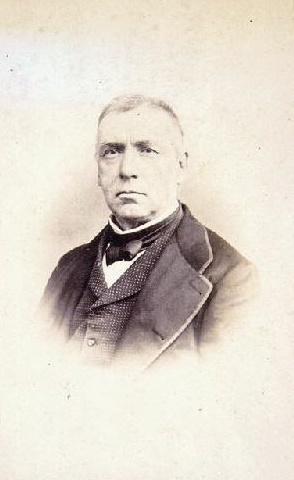
José María Orense (hacia 1865), considerado el «patriarca» de los «intransigentes».

La respuesta de los «intransigentes», identificados como centro reformista, a la asunción de poderes excepcionales por parte del Gobierno de Pi y Margall y al bando del gobernador civil de Madrid que limitaba las garantías de los derechos individuales fue abandonar las Cortes el 1 de julio. José María Orense, portavoz de los «intransigentes», dijo que «visto lo que sanciona esta Cámara y la conducta del Gobierno, la minoría se retira», y a continuación unos treinta diputados abandonaron el edificio de las Cortes. El periódico «intransigente» La Justicia Federal celebró la retirada de la minoría porque con ella «se han salvado la República y España». En el Manifiesto que hicieron público al día siguiente mostraron su determinación «de plantear inmediatamente las reformas que habían venido sosteniendo el Partido Republicano en su incansable propaganda» justificada porque a su juicio:

Separadamente el Gobierno de la República y la mayoría han emprendido en sus últimas determinaciones una marcha funesta, han destruido de un solo golpe el edificio de nuestra propaganda y rasgado la bandera de la libertad y justicia, a cuyo nombre hemos combatido contra tantas reacciones, y no era digno del centro reformista sancionar con su presencia propósitos que, aunque fueran honrados, son de seguro, ciegos, trastornadores y liberticidas.

Solo quedó en las Cortes el diputado José de Navarrete quien ese mismo día 2 de julio explicó los motivos del retraimiento acusando al gobierno de Pi y Margal de falta de energía y de haber contemporizado e incluso claudicado frente a los enemigos de la República Federal. Pi y Margall le contestó en esa misma sesión:

Lo que pretende el Sr. Navarrete y sus epígonos es que el Gobierno debería haber sido un gobierno revolucionario, que debería haberse arrogado una cierta dictadura, dejando de contar con las Cortes Constituyentes. [...] Si la República hubiese venido de abajo-arriba, se habrían constituido los cantones, pero el período habría sido largo, trabajoso y pleno de conflictos, al paso que ahora, por medio de las Constituyentes, lo traemos la República federal, sin grandes perturbaciones, sin estrépito y sin sangre

Tras el abandono de las Cortes los «intransigentes» —que llegaron a considerarse como «los únicos federales genuinos»— el Comité de Salud Pública, presidido por Roque Barcia, hizo un llamamiento a la inmediata y directa formación de cantones. Poco después, el 8 de julio, hizo público un manifiesto específico, redactado por Barcia, para constituir el «cantón de Castilla la Nueva» que incluía Madrid. En él se decía «que si la República realista se amotinase contra este Comité, este Comité se amotinaría contra aquella República amotinada, porque hemos resuelto amotinarnos contra el amotinador». Inmediatamente varios diputados y agentes «intransigentes» partieron de Madrid para alentar la sublevación en diferentes provincias.
Sin embargo, el llamamiento insurreccional no fue secundado —excepto en Cartagena— «ya que fue contenido rápidamente por Pi y Margall, quien había accedido a la Presidencia del Poder Ejecutivo el 11 de junio». Según Román Miguel González, «el límite de espera y de la confianza de la mayor parte de los federalistas españoles, respecto del espíritu reformista de la Asamblea constituyente no lo marcaban los socialistas jacobinos [los «intransigentes»], sino que el símbolo de que el espíritu reformista se mantenía vivo era la presencia de Pi y Margall al frente del gobierno». De ahí que el movimiento cantonal, la «revolución popular federalista» como lo llama Román Miguel González, no se iniciara realmente hasta después de la caída del gobierno de Pi y Margall. De hecho el periódico republicano catalán La Campana de Gracia había publicado el 29 de junio una caricatura en la que se veía a Pi y Margall de guardagujas evitando que el tren de la «República Democrática Federal» descarrilara. El pie de la imagen decía (en catalán): «Tengamos confianza en el guardagujas que él nos conducirá por el buen camino».
Tras la crisis abierta por el retraimiento de los «intransigentes», el centro-derecha «demoliberal reformista» de Salmerón y sobre todo la derecha «demoliberal individualista» de Castelar (contando esta última con el apoyo de la extrema derecha monárquica y republicana unitaria) iniciaron, según Román Miguel González una campaña de «acoso y derribo al gobierno de Pi y Margall» alertando sobre la «amenaza socialista». En su defensa el centro-izquierda «demosocialista», contando con el importante apoyo del diario La Igualdad, organizó el Centro Independiente como grupo parlamentario y además pidieron a los «intransigentes» que volvieran a la Cámara. En el manifiesto que hizo público el Centro Independiente el 5 de julio, que se correspondía con las Bases para la reforma social aprobadas por la Asamblea Republicana Federal de marzo de 1872, se decía lo siguiente:

Toda revolución política envuelve una revolución social, y sólo cuando se establecen condiciones para que ésta se realice entra el pueblo con pleno derecho en la vida de la libertad. […] Las Cortes deben plantear aquellas reformas de carácter general y urgente que hoy son aceptadas por casi todos nuestros correligionarios… señalando tan sólo como de inmediata aplicación en el presente aquellas soluciones que los individualistas aceptan como necesidad histórica… a saber: la instrucción primaria gratuita y obligatoria… los jurados mixtos para dirimir las contiendas entre el capital y el trabajo… la determinación de máximum de las horas de trabajo… la reglamentación del trabajo que prestan las mujeres y los niños… la redención forzosa de las cargas perpetuas que afectan a la propiedad [foros, censos…].

### La proclamación del Cantón Murciano en Cartagena

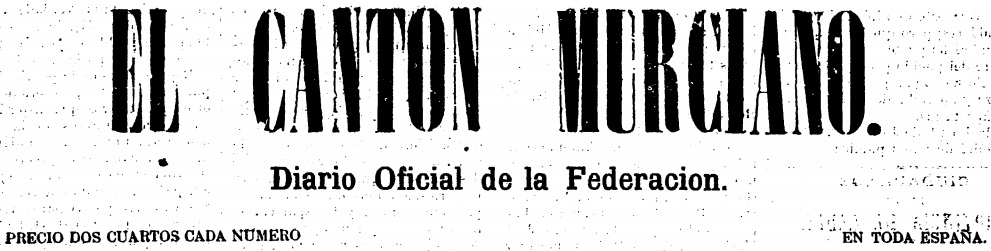
Cabecera del periódico El Cantón Murciano, editado en Cartagena en 1873.

Tras el abandono de las Cortes el 1 de julio de 1873 de los diputados republicanos federales «intransigentes», el Comité de Salud Pública bajo la presidencia de Roque Barcia, pensó en trasladarse a Cartagena, «porque ninguna ciudad poseía no sólo unas defensas naturales representadas por las características de su puerto, bien abrigado y defendido por una serie de fuertes y castillos poderosamente artillados que hacían de Cartagena invulnerable tanto por mar como por tierra, sino que a ellos se agregaba la escuadra». El Comité de Salud Pública constituyó la Comisión de Guerra, presidida por el general Juan Contreras que se comprometió a sublevar Cartagena, Valencia, Barcelona, Sevilla y Murcia. De la Comisión de Guerra también formaba parte el diputado murciano Antonio Gálvez Arce, Antonete.

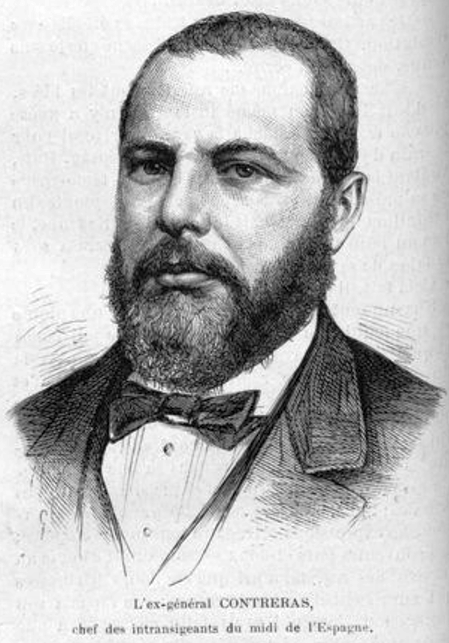
Retrato del general Juan Contreras publicado por Le Monde Illustré (1873).

Según Florencia Peyrou, la decisión de iniciar la insurrección de Cartagena no la tomó el Comité de Salud Pública de Madrid, que en realidad había recomendado esperar unos días, sino los «intransigentes» locales tras conocer su derrota en las elecciones municipales, de la que culparon a las intrigas de los republicanos «moderados». Comenzó a las cinco de la madrugada del 12 de julio siguiendo las instrucciones de una Junta Revolucionaria de Salvación Pública que se había constituido una hora antes por iniciativa del enlace con el Comité de Madrid, el estudiante de medicina Manuel Cárceles Sabater, y bajo la presidencia de Pedro Gutiérrez. La señal para la sublevación la dio el castillo de Galeras que lanzó un cañonazo avisando que el regimiento de África, que iba a relevar a la guarnición de voluntarios, se había retirado. Según otras versiones el cañonazo era la señal previamente acordada, para indicar a la fragata Almansa que se habían tomado las defensas y podía sublevarse junto al resto de la escuadra.

Bandera del Imperio Otomano, izada según la leyenda sobre el castillo de Galeras y luego teñidas de rojo la media luna y la estrella para formar la bandera roja cantonal.

Según Juan Soler Cantó, en su obra Leyendas de Cartagena, el jefe de la guarnición de voluntarios del fuerte, el cartero Sáez, «en su afán de enarbolar una bandera roja y al no contar con ella, mandó izar la turca creyendo que no se vería la media luna, pero el comandante de Marina la divisó, comunicándolo al ministro de Marina (el telegrama decía: El castillo de Galeras ha enarbolado bandera turca). Un voluntario, velando por el prestigio de la causa, se abrió una vena con la punta de su navaja y tiñó con su sangre la media luna, sustituyendo así a la bandera de Turquía».
A esa misma hora, las 5 de la madrugada del 12 de julio, un grupo de voluntarios al mando de Cárceles invadió el ayuntamiento, instalando en los bajos la Junta Revolucionaria de Salvación Pública mientras otros grupos ocupaban las puertas de la muralla de la ciudad. Avisado por el alcalde, al día siguiente llegó a Cartagena el gobernador civil de Murcia Antonio Altadill acompañado del diputado federal murciano Antonio Gálvez Arce, conocido como Antonete. Después de valorar que los insurrectos controlaban la ciudad el gobernador aconsejó al Ayuntamiento que dimitiera, cosa que hizo «en presencia del gobernador de la provincia, por su consejo y bajo su presidencia». Poco después la Junta izó la bandera roja en el Ayuntamiento y proclamó el Cantón Murciano, nombrando a continuación a Antonete Gálvez comandante general de las fuerzas del Ejército, Milicia y Armada. En el Manifiesto que hizo público en la tarde del 12 de julio la «Junta de Salvación Pública», constituida «por la voluntad de la mayoría del pueblo republicano de esta localidad» justificó la proclamación del Cantón Murciano como un acto de defensa de la República Federal. De hecho, reconoció expresamente la autoridad de las Cortes Constituyentes, cuya soberanía «reconocemos y acatamos». «Nuestra actitud es solo la ejecución de uno de sus acuerdos» —este acatamiento duraría hasta el 21 de julio, cuando el gobierno de Nicolás Salmerón declaró «piratas» a los buques de la Armada atracados en Cartagena—.

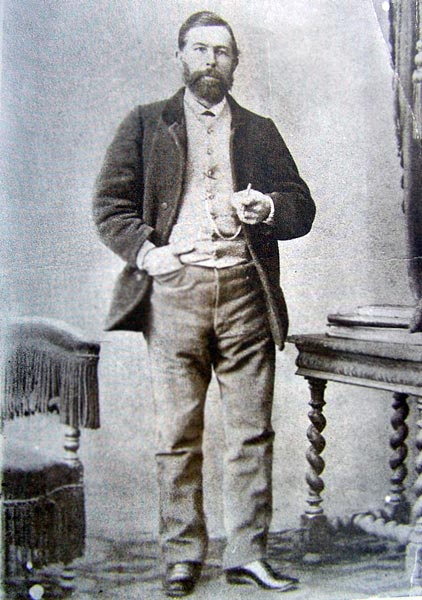
Antonio Gálvez Arce, Antonete.

A continuación comandados, por Antonete Gálvez y por el general Juan Contreras, presidente del Comité de Guerra que se había desplazado desde Madrid, se apoderaron de los barcos de guerra de la base naval sin causar víctimas.
A las cinco de la tarde del 12 de julio el gobernador militar de Cartagena envió un telegrama al ministro de la Guerra Eulogio González Íscar en el que le comunicaba que el regimiento Iberia, estacionado a ocho kilómetros, estaba preparado para intervenir, pero el «gobernador civil me ruega que suspenda su entrada por temor a un conflicto». Pi y Margal respaldó al gobernador y después se supo que dos compañías se habían indisciplinado y se habían negado a marchar contra los cantonales. De hecho acabaron sumándose a los insurrectos y entraron en Cartagena el día 15 al mando del coronel Pernas. Lo mismo haría el batallón de cazadores de Mendigorría, compuesto por más de 500 soldados bajo el mando del general Félix Ferrer, que llegó a Cartagena el 20 julio (como el regimiento de Iberia su destino inicial era Málaga).

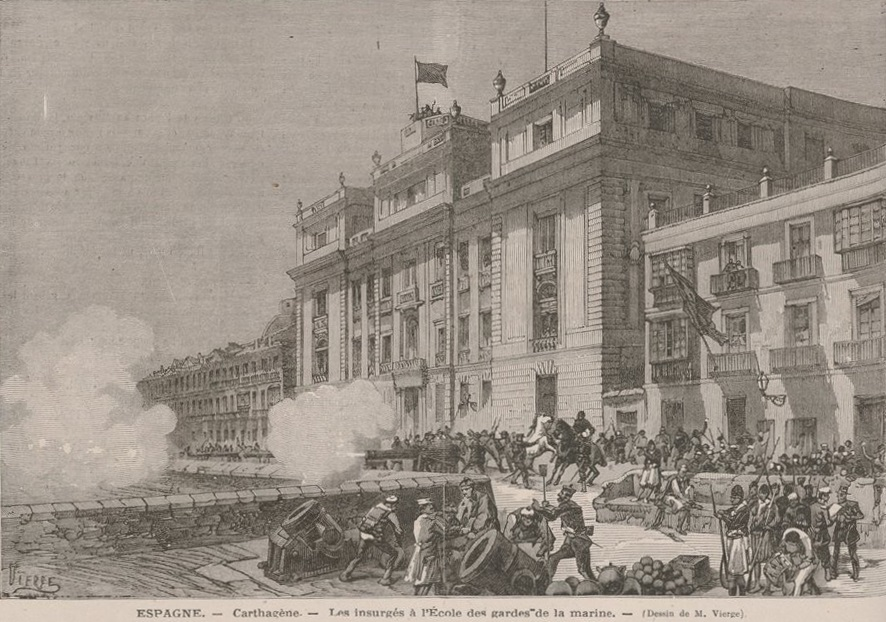
Grabado sobre un dibujo de Daniel Vierge publicado por Le Monde Illustré el 27 de septiembre de 1873 que muestra el asalto de los sublevados a la Escuela de Guardiamarinas de Cartagena.

Por su parte el gobernador civil Altadill telegrafió al presidente del Poder Ejecutivo Francisco Pi y Margall que ni los Voluntarios de la República ni la Guardia Civil obedecían ya sus órdenes por lo que abandonó Murcia para dirigirse a Madrid, pero fue detenido por los insurrectos en la estación de Alguazas, a 20 kilómetros de la capital murciana. Así en la mañana del 15 de julio se constituyó la «Junta revolucionaria» de Murcia, presidida por el diputado Jerónimo Poveda, quien izó la bandera roja en el Ayuntamiento y luego en el palacio arzobispal que quedó convertido en sede de la Junta. En el Manifiesto que hizo público, la «Junta revolucionaria» de Murcia expuso las primeras medidas que había tomado («indulto para todos los reos políticos», «la incautación de los bienes que el cardenal Belluga legó a favor de los establecimientos de beneficencia», la incautación del Seminario de San Fulgencio a donde se trasladarán «las oficinas públicas establecidas en casas arrendadas», la incautación «de las armas y efectos de guerra que existan en la capital, posesionándose de los cuarteles», la sujeción a un jurado de «los propaladores de alarmas» y «de los que, con dañadas intenciones abandonen la población») y explicó los motivos de su constitución:

Murcianos: la demora del Gobierno en constituir a esta región definitivamente en federación, y el nombramiento de cargos militares a jefes desafectos a dicha región, han obligado a los republicanos a proclamar el Cantón Murciano. [...] Deseando devolver a las familias la paz tanto tiempo perturbada, hacemos las siguientes manifestaciones: reconocemos y acatamos la soberanía de las Cortes Constituyentes y declaramos que nuestra actitud es sólo la ejecución de uno de sus acuerdos. Aceptamos la lucha a la que la patria nos llama y nos oponemos a todo movimiento de motín o desorden, contrarios y siempre nocivos a la libertad y al país.

En el manifiesto la Junta revolucionaria de Murcia establecía que las «Juntas revolucionarias de los pueblos organizarán en los mismos la administración municipal con arreglo al sistema federal» y además anunciaba que iba a nombrar una comisión que «atienda el armamento y las defensas del Cantón Murciano» y otra que «establezca relaciones con las provincias limítrofes». Ambas estarían «bajo las órdenes del general Contreras y el ciudadano Antonio Gálvez», con lo que establecía implícitamente la subordinación de la Junta de Murcia a la de Cartagena en la dirección del Cantón Murciano, que quedó así constituido.
El 15 de julio el general Juan Contreras hacía público un Manifiesto en que comunicaba que se acababa de levantar en armas al grito de ¡Cantones federales! y hacía ostentación de las fuerzas que le apoyaban, especialmente de la Armada, y pedía a los jefes y oficiales de las fuerzas «centralistas» ―así llama a las que permanecen fieles al gobierno de Pi y Margall y a la legalidad― que no dispararan «ni contra el pueblo ni contra sus hermanos de armas». Además promete que:

No envainaré mi espada hasta que el pueblo tenga su soñada federación. Nuestra conducta será ayudar a los pueblos que deben ser libres.

### La respuesta del gobierno de Pi y Margall y su sustitución por Nicolás Salmerón

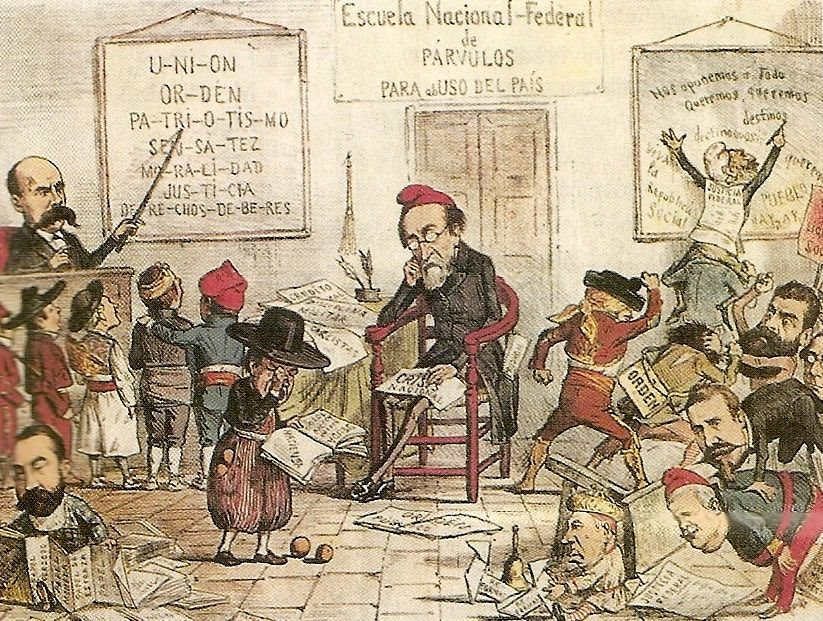
Caricatura de Tomás Padró publicada en la revista satírica La Flaca el 9 de julio de 1873 con el título "¡Señor maestro, ojo con esos nenes!". En la "Escuela Nacional-Federal de PARVULOS PARA abUSO DEL PAÍS" aparece en el centro un Pi y Margall medio dormido desbordado por el cantonalismo, representado por el alboroto de diversas figuras que representan a los «intransigentes» (se pueden reconocer al general Juan Contreras, a Antonete Gálvez y a Roque Barcia que lleva una pancarta que pone "Viva la liquidación social"). En cambio a su derecha Emilio Castelar consigue imponer el orden señalando con un puntero los valores por los que se deben regir los niños ataviados con diversos trajes regionales que ellos muy atentos recitan: U-NI-ON, OR-DEN, PA-TRI-O-TIS-MO, SEN-SA-TEZ, MO-RA-LI-DAD... En la esquina inferior izquierda un Nicolás Salmerón ensimismado permanece ajeno a lo que está sucediendo.

Pi y Margall condenó la vía que estaban siguiendo los «intransigentes» de poner en práctica el federalismo de abajo arriba, que él mismo había defendido, porque estaba pensada para una ocupación del poder «por medio de una revolución a mano armada» no para una «República [que] ha venido por el acuerdo de una Asamblea, de una manera legal y pacífica». Una insurrección no tenía razón de ser en la medida en que había «una Asamblea soberana, producto del sufragio universal, y pueden todos los ciudadanos emitir libremente sus ideas, reunirse y asociarse», dijo Pi y Margall.
Un problema añadido a la rebelión de Cartagena fue la marcha de la tercera guerra carlista, ya que los partidarios de don Carlos ocupaban amplias zonas de las Vascongadas, Navarra y Cataluña, salvo las capitales, y extendían su acción por Aragón, Valencia y otras regiones a través de partidas, mientras que el pretendiente Carlos VII —que había entrado en España el 16 de julio— había formado en Estella un embrión de Estado con su propio gobierno, que comenzaba incluso a acuñar moneda y emitir sellos para su propio servicio de correo. Sin olvidar que la guerra de Cuba continuaba.
Otro foco de conflicto para el gobierno de Pi y Margall fue la Revolución del Petróleo que se había iniciado en Alcoy el 7 de julio con una huelga en la industria papelera. A este conflicto se añadieron los disturbios sociales y cantonales en Andalucía, como en Carmona, San Fernando, Sanlúcar de Barrameda, Sevilla y Málaga.
A raíz de los acontecimientos de Alcoy y, sobre todo, de Cartagena, el núcleo duro de la derecha «demoliberal» arreció su campaña de acoso y derribo de Francisco Pi y Margall, atemorizada por el fantasma de la Comuna de París, y aprovechando las crecientes manifestaciones a favor de un «gobierno fuerte y enérgico» que tuviese como prioridad el orden público. La presión la tenía Pi y Margall dentro de su propio gobierno porque los tres ministros «demoliberales» encabezados por el «individualista» Eleuterio Maisonnave no sólo exigían que se tomaran medidas represivas enérgicas, sino que atacaban directamente al presidente al que acusaban de connivencia con los cantonales.
Pero Pi y Margall, apoyado por los ministros «demosocialistas», se negó a aplicar las medidas de excepción que le proponían sobre todo los «demoliberales individualistas» de Castelar, que incluían la suspensión de las sesiones de las Cortes, porque confiaba en que la rápida aprobación de la Constitución federal y la vía del diálogo ―la "guerra telegráfica" que ya le funcionó cuando la Diputación de Barcelona proclamó el Estado catalán― haría entrar en razón a los sublevados. No obstante, Pi y Margall no dudó en reprimir a los sublevados como lo prueba el telegrama que envió como ministro de la Gobernación a todos los gobernadores civiles el 13 de julio, nada más tener conocimiento de la proclamación en Cartagena del Cantón Murciano el día anterior:

[...] Obre V.S. en esa provincia enérgicamente. Rodéese de todas las fuerzas de que disponga, principalmente de las de "Voluntarios" y sostenga el orden a todo trance. Los de Madrid, con todos los comandantes sin excepción, han ofrecido su apoyo a las Cortes y al gobierno para salvar la República federal. Las insurrecciones carecen hoy de toda razón de ser puesto que hay una Asamblea soberana, producto del sufragio universal y pueden todos los ciudadanos emitir libremente sus ideas, reunirse y asociarse. Cabe proceder contra ellas con rigurosa justicia. V.S. puede obrar sin vacilación y con perfecta conciencia.

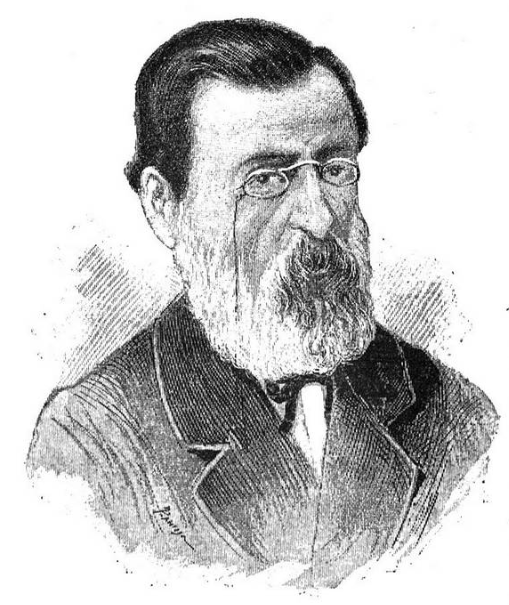
Antonio Altadill, gobernador civil de la provincia de Murcia.

Y al mismo tiempo en la madrugada del 14 de julio Pi y Margall le envió un largo telegrama al gobernador civil de Murcia Antonio Altadill para que intentara convencer a los insurrectos de que lo que estaban haciendo no era defender la República federal, sino ponerla en peligro ―si les hacía llegar el mensaje, «estoy seguro de que permanecerán fieles a la Asamblea», le decía Pi a Altadill―:

El sufragio universal constituye la legalidad de todos los poderes. Las actuales Cortes, producto del sufragio universal más libre que se ha conocido, deben ser acatadas por todo buen republicano, como no queramos ponernos en abierta contradicción con nuestros principios. Es un verdadero crimen el querer organizar un estado federal sin que las Cortes hayan determinado previamente las atribuciones y los límites del poder de la nación. [...] El camino para la realización de la República federal es sencillo. No lo compliquemos por la impaciencia de unos hombres más atentos, quizá a su vanidad, que a los intereses de la patria. [...] Sírvase V.S. manifestarles, amplificándolas, estas observaciones

La política de Pi y Margall de combinar la persuasión y la represión para acabar con la rebelión cantonal se aprecia también en las instrucciones que dio al general republicano Domingo Ripoll en su cometido de acabar con la rebelión cantonal en Andalucía al frente de un ejército de operaciones con base en Córdoba compuesto por 1677 infantes, 357 caballos y 16 piezas de artillería:

Confío tanto en la prudencia de Vd. como en su temple de alma. No entre en Andalucía en son de guerra. Haga Vd. comprender a los pueblos que no se forma un ejército sino para garantizar el derecho de todos los ciudadanos y hacer respetar los acuerdos de la Asamblea. Tranquilice Vd. a los tímidos, modere a los impacientes; manifiésteles que con sus eternas conspiraciones y frecuentes desórdenes están matando a la República. Mantenga siempre alta su autoridad. Apele, ante todo, a la persuasión y al consejo. Cuando no basten no vacile en caer con energía sobre los rebeldes. La Asamblea es hoy el poder soberano

El 14 de julio tuvo lugar un debate en las Cortes a propuesta del diputado por Cartagena Prefumo, de la derecha «demoliberal individualista», quien después de afirmar que «he estado siempre al lado de la política que representaba el Sr. Pi y Margall» le acusó de haberse cruzado de brazos —«¡Gran manera de hacer orden!», le dijo―. Prefumo comenzó lamentándose de que en aquel momento Pi y Margall no estuviera presente en la Cámara, a lo que un diputado de su grupo gritó: «¡Está conspirando!» ―«expresión que demostraba que la derecha republicana estaba decidida a echar a Pi y Margall», apostilla Jorge Vilches―. A continuación criticó la actuación del gobernador Altadill que calificó de «alevosa traición» y le recriminó a Pi y Margall que no lo hubiera destituido. También le echó en cara que no hubiera impedido que el general Contreras se trasladara a Cartagena, aunque Pi había enviado telegramas a las estaciones del recorrido para que lo detuvieran, pero nadie lo hizo. Finalmente pidió su dimisión ―«deje ese banco», le dijo―.
Pi, ya presente en la Cámara, le replicó a Prefumo que había enviado a Cartagena al ministro de Marina «para apoderarse de los buques» ―lo que no consiguió― y que «el Gobierno no ha tenido debilidad, lo que faltan son medios materiales». Cuando Prefumo acusó a Pi y Margall de no acudir a la Asamblea porque desde el telégrafo del ministerio de la Gobernación estaba dirigiendo la insurrección cantonal, salió en su defensa el ministro de centro-derecha José Carvajal asegurando la lealtad del presidente del Poder Ejecutivo a la Constituyente.

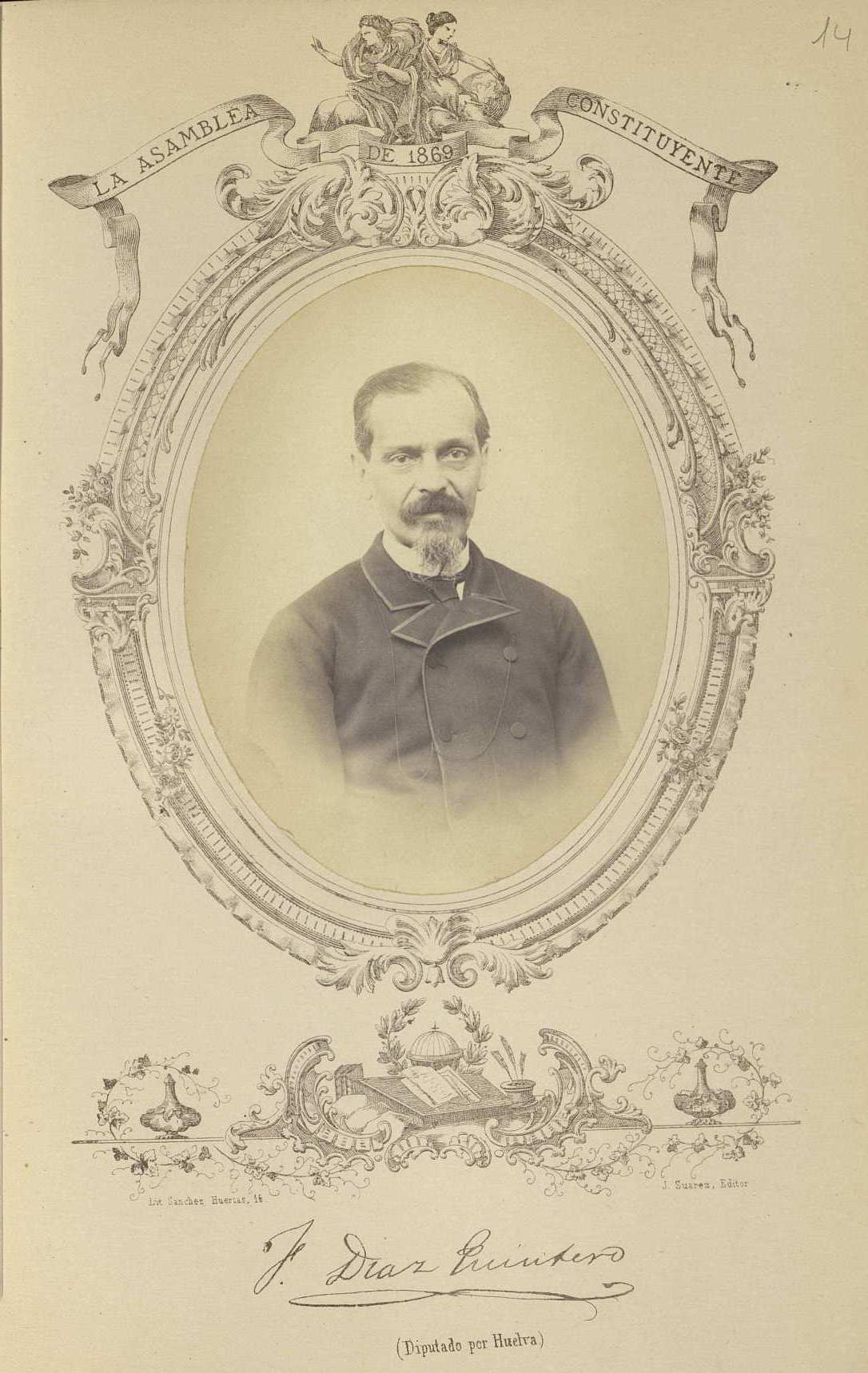
Francisco Díaz Quintero (en 1869), uno de los tres diputados proponentes del proyecto de Constitución federal alternativo al presentado por Emilio Castelar en el que se reconocía la soberanía de los cantones.

Al día siguiente Pi y Margall pidió a las Cortes que se discutiera y aprobara rápidamente la nueva Constitución para así frenar la extensión de la rebelión cantonal. Dos días después, el 17 de julio, se dio lectura al Proyecto de Constitución Federal de la República española que había redactado en 24 horas Emilio Castelar, aunque los tres diputados «demosocialistas» cercanos a los «intransigentes» que eran miembros de la Comisión constitucional (Ramón de Cala, Francisco Díaz Quintero y Eduardo Benot) presentaron un proyecto alternativo, aunque lo retiraron para no dificultar los debates. Según Rubén Pérez Trujillano, entre los «intransigentes» el proyecto de Constitución presentado por Castelar «sentó como un jarro de agua fría», ya que no reconocía la soberanía de los cantones, como sí lo hacía el proyecto de Cala, Díaz Quintero y Benot.
Ante el acoso al que estaba siendo sometido dentro incluso de su propio gobierno, Pi y Margall intentó formar uno nuevo que agrupara a todos los sectores de la Cámara, incluido el formado por diputados «intransigentes» no implicados en la insurrección de Cartagena y que habían vuelto a la Cámara rompiendo el retraimiento, para lo que pidió el voto de confianza, pero el resultado le fue adverso al obtener el apoyo de solo 93 diputados, frente a los 119 que obtuvo el «demoliberal reformista» Nicolás Salmerón. Lo que había sucedido era que como la política de Pi y Margall de «persuasión y represión» no había conseguido detener la rebelión, el sector «moderado» ―contando también con el apoyo de la extrema derecha no republicana federal― había votado a favor de Nicolás Salmerón. Al día siguiente Pi y Margall dimitió, tras 37 días de mandato. En su despedida Pi Margall afirmó que su política había sido objeto «no ya de censuras, sino de ultrajes y calumnias».
El mismo día de su dimisión, 18 de julio, intervino el diputado «intransigente» Casalduero que acusó a Pi y Miargall de haber traicionado las ideas que hasta entonces había defendido —la construcción de la Federación de abajo arriba— y que se había dejado arrastrar por el sector «moderado» que propugnaba la represión.

¿Qué habéis hecho del diputado Pi? ¡Ah!, vosotros le habéis perdido, porque habéis querido que gobierne con vuestros principios y en contra de las ideas que ha profesado toda su vida.
 Estos desórdenes nacen de que el país no está constituido: constitúyase el país y vendrá el orden: no necesitáis generales, esa es una equivocación. Es un grave error querer establecer el orden por medio de la fuerza, porque el mal depende de que no está constituida la República. Esta es la gran diferencia que separa a los unos de los otros: unos quieren que el orden se haga antes que nada, y nosotros creemos que el orden será producto del Gobierno republicano y de la consolidación de la República federal.[…]
Debemos plantear cuanto antes la República federal para que la sociedad española se salve; y si así no se salva, entonces habrá que confesar dolorosamente que no es la República federa la forma de gobierno que conviene a España.

También ese mismo día 18 de julio el Comité de Salud Pública de los «intransigentes» proclamaba desde Madrid:

[Que] en todos los puntos en donde el partido federal tenga la fuerza necesaria, se formen Comités de Salud Pública, representantes de la imprescindible soberanía del pueblo.
[Que] bajo la autoridad de estos comités revolucionarios se proclame la autonomía administrativa y económica del Municipio, de la provincia y del Cantón, al cual corresponde la elección de los jueces, ayuntamientos, diputaciones o legislaturas, gobernadores, grandes asambleas cantonales y agentes económicos y administrativos.
 Que esos comités no se disolverán hasta quince días después de haber promulgado el pacto federal, para evitar que el pueblo sea engañado, como ha sucedido hasta aquí.

Mes y medio después de haber dimitido, y cuando las Cortes estaban a punto de suspenderse a propuesta del nuevo presidente Emilio Castelar, Pi y Margall explicó el 6 de septiembre a la Cámara por qué en aquellos momentos había defendido la construcción federal de arriba abajo, y no de abajo arriba como siempre lo había hecho, y por lo que algunos le habían acusado de haber sido el promotor ideológico de la rebelión cantonal:

Desde los bancos de la oposición había yo tenido el valor, estando en armas mis correligionarios, de declarar que la insurrección dejaba de ser un derecho y pasaba a ser un crimen desde el instante en que el libre pensamiento podía realizarse por medio del sufragio universal; desde el banco ministerial había sostenido que la insurrección no sólo era un crimen, sino el más grande de los crímenes bajo el régimen de la libertad, porque los demás afectan sólo intereses privados, y el de rebelión afecta a los altos intereses de la sociedad y de la patria.
 Han atribuido algunos estas acusaciones al hecho de haber predicado que la República federal debe venir de abajo arriba y no de arriba abajo. Es cierto: yo había defendido esa doctrina, y la había sostenido y la había acariciado; pero teniendo en cuenta la unidad de la Patria, y deseando que no se la quebrantara ni por un solo momento, hablaba siempre de la necesidad de un poder central para que mientras se constituyeran en estados las provincias. Abandoné después esa teoría. ¿Por qué? Porque yo no soy árbitro de la marcha de los acontecimientos, porque yo sostenía esta teoría en el concepto de que mi partido viniese a ocupar el poder por medio de una revolución a mano armada. Habría sido entonces natural que la revolución se hiciese de abajo arriba; pero la República ha venido por el acuerdo de una Asamblea, de una manera legal y pacífica. Fui yo el primero que al redactar la proposición por la cual se proclamba la República como forma de gobierno, acepté que unas Cortes Constituyentes viniesen a definir y a organizar la República.

Al año siguiente, cuando la República Federal ya no existía como consecuencia del golpe de Pavía, Pi y Margall escribiría que el procedimiento de arriba abajo era «más propio de una nacionalidad ya formada como la nuestra y en su aplicación mucho menos peligroso. No había por él solución de continuidad en el poder, no se suspendía ni por un momento la vida de la nación; no era de temer que surgieran graves conflictos entre las provincias; era la obra más fácil, más rápida, menos expuesta a contratiempos y vaivenes».

## El gobierno de Nicolás Salmerón y la expansión del movimiento cantonal: la represión de la rebelión

### La expansión del movimiento cantonal

Bandera cantonal.

Ramón Miguel González ha señalado que la caída de Pi y Margall provocó «lo que no había conseguido el movimiento jacobino-socialista. Se lanzó la Revolución popular federalista para hacer lo que no había llevado a cabo la Asamblea, aunque reconociendo su autoridad: la organización federal del Estado que daría paso a las reformas sociales». Esas masas federales que protagonizaron la rebelión se nutrieron de «un imaginario que estaba constituido por una cultura política sincrética, federal-socialista, que permitió la convergencia de aspiraciones plurales, jacobinas, internacionalistas, en una red compartida de clubs y casinos, donde se debatía la naturaleza de la oposición al orden establecido». Una posición similar sostiene Rubén Pérez Trujillano cuando afirma que con la salida del gobierno de Pi y Margall «se rompió el equilibrio entre instituciones republicanas y movimientos republicanos» y «como respuesta, los cantones se multiplicaron y radicalizaron».
En efecto, a partir del 19 de julio la rebelión cantonal se extendió fuera de Cartagena porque muchos republicanos federales, no sólo los «intransigentes», pensaron que con Nicolás Salmerón al frente del gobierno sería imposible ni siquiera alcanzar la República Federal «desde arriba», con lo que a través de la vía de la insurrección cantonal conseguirían finalmente instaurar «desde abajo» La Federal, proclamada el 8 de junio por las Cortes Constituyentes. El mismo Pi y Margall así lo constató meses después de haber perdido el gobierno: «A mi caída, era natural no solo que la insurrección creciera, sino también que se me tomara como pretexto para legitimarla y difundirla». Jorge Vilches ha propuesto una interpretación algo diferente: «La rebelión no se produjo durante los últimos días de Pi y Margall ―blando con los cantonales―, sino cuando se supo que Salmerón formaría un Gobierno dispuesto a no tolerar rebeliones ni indisciplinas».
Entre el 19 y el 23 de julio el movimiento cantonal se generalizó por las regiones de Andalucía, de Murcia y de Valencia, e incluso por las provincias de Salamanca y Ávila, lo que añadido al conflicto carlista, supuso que en treinta y dos provincias había focos rebeldes levantados en armas. Así lo comunicó Santiago Soler y Pla, ministro de Estado de Estado del Gobierno de Salmerón, en una circular a los embajadores españoles: en el momento de constituirse el nuevo gobierno treinta y dos provincias «alzaban bandera de insurrección».
La historiografía sobre la rebelión cantonal ha dado la siguiente lista de diecisiete cantones que se proclamaron entre el 18 y el 22 de julio, tras la proclamación del de Cartagena el 12 de julio: Murcia, Sevilla, Cádiz, Valencia, Alicante, Almansa, Torrevieja, Castellón, Granada, Ávila, Salamanca, Málaga, Bailén, Andújar, Tarifa y Algeciras. Sin embargo, según Gloria Espigado los estudios más recientes «proponen una geografía cantonal más extensa, que afecta a un número importante de poblaciones donde se formaron juntas o donde hubo desórdenes públicos reflejo de la insurrección cantonalista». Espigado señala los casos de Jerez de la Frontera, localidad disputada por los cantones de Cádiz y de Sevilla; el de Osuna, que resistió la incorporación al cantón de Sevilla, o el de Lorca, que se opuso a su integración en el Cantón Murciano. Después están los casos en que la proclamación del cantón se produce como resultado de una presión cantonalista exterior y que se deshacen en cuanto esa presión desaparece, como fue el caso del cantón de Alicante, que solo duró tres días, tras el abandono de la ciudad por la expedición del cantón de Cartagena. O los casos especiales de los cantones de Torrevieja y de Orihuela que pidieron incorporarse al cantón murciano, a pesar de pertenecer a la provincia de Alicante. Por su parte Quintín Casals Bergés ha propuesto añadir los cantones de Linares, Arjona, Camuñas y Béjar.
No hubo un centro organizativo de la rebelión, sino «lo que prevaleció», como ha destacado María Victoria López-Cordón Cortezo, «fue la iniciativa de los federales locales, que se hicieron dueños de la situación en sus respectivas ciudades». Con la excepción de Cartagena, «los emisarios de Madrid no tuvieron demasiada influencia, ni en el inicio ni en el desarrollo de los acontecimientos», ha advertido Ester García Moscardó. Florencia Peyrou es aún más contundente: «el comité madrileño no tuvo una influencia decisiva en el desarrollo de los acontecimientos y tampoco los agentes que se habían desplazado a algunos puntos». «El malestar y los planes revolucionarios, por tanto, eran previos, y respondían al ansia de reformas y a la desconfianza que los federales locales (un conglomerado interclasista integrado por pequeños comerciantes e industriales, profesionales liberales, trabajadores, jornaleros y artesanos) sentían hacia los republicanos en el poder. Los estallidos se materializaron en función de las dinámicas sociopolíticas de cada localidad. [...] Se trataba de sectores que veían en la organización federal del país el advenimiento de la emancipación y la justicia, la armonía y el progreso». Aunque hubo casos como el del cantón de Málaga en que las autoridades locales fueron las que encabezaron la sublevación, en la mayoría se formaron juntas revolucionarias —algunas bajo la denominación de comités de salud pública—, «siguiendo la arraigada tradición juntista vinculada a la cultura de la insurrección que provenía del soberanismo gaditano».
Fue un fenómeno fundamentalmente urbano, aunque los entornos rurales también se sumaron en ocasiones, como el caso del cantón de Cádiz. Por otro lado, Ester García Moscardó ha señalado que «la inconcreción de los límites cantonales fue una característica del movimiento, derivada de la escasa definición y de la diversidad de criterios [regional o provincial] que encontramos en los diferentes proyectos federales».
Que hubiera lugares en los que, a pesar de tener una fuerte implantación republicana federal, no se produjera ningún conato insurreccional o este fracasara ―como Barcelona, Jerez de la Frontera, Córdoba o Valladolid―, se debió, según Gloria Espigado, «a dos circunstancias fundamentales no excluyentes: el cantonalismo no sale adelante en poblaciones que sufren el hostigamiento carlista más de cerca y, por otra parte, resulta un obstáculo insalvable el hecho de encontrar fuerza militar resistente en la localidad». Esta última sería la circunstancia que explicaría el fracaso de la insurrección en Jerez de la Frontera o en Córdoba. La primera sería la que explicaría la inexistencia del movimiento cantonal en Cataluña. Pere Gabriel apunta un segundo factor: «el peso [en Cataluña] del republicanismo moderado y hasta qué punto un sector relevante de la intransigencia huía del alboroto y el desorden».

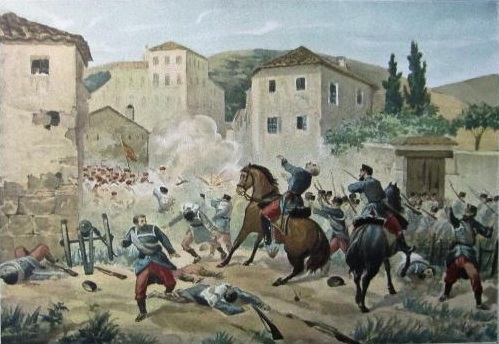
Grabado que reproduce la batalla de Alpens del 9 de julio de 1873 en la que los carlistas derrotaron a las fuerzas gubernamentales. La noticia causó una honda conmoción entre los republicanos federales catalanes.

En efecto, en Cataluña el 12 de junio, coincidiendo con la toma de posesión de Pi y Margall como nuevo presidente del Poder Ejecutivo, ya había habido una concentración obrera y miliciana en la plaza de Cataluña de Barcelona para protestar por la inoperancia oficial contra los carlistas, justo el mismo día en que las tropas gubernamentales habían sufrido una contundente derrota en Oristá que consolidaba el control carlista del interior de Cataluña. Casi un mes más tarde, el 9 de julio, se producía una nueva victoria carlista en la batalla de Alpens, durante la cual murió el general José Cabrinetty. En cuanto se conoció la noticia se celebró una gran manifestación obrera en Barcelona para exigir mayor contundencia en la lucha contra los carlistas y el día 14 se convocó una huelga general, que también tenía por objeto protestar por la represión de los sublevados en Alcoy. El 18 de julio se formaba la Junta de Salvación y Defensa de Cataluña, de la que formaban parte las cuatro diputaciones provinciales, que se hizo cargo de la dirección de la guerra. Ordenó la compra de 50 000 fusiles y el reclutamiento forzoso de 40 000 hombres de entre 20 y 40 años, aunque fueron los batallones de Voluntarios de la República, integrados por obreros en su mayoría, los que llevaron el peso de las operaciones militares —en aquel momento solo había desplegados unos 7000 soldados en toda Cataluña—. Algunos pidieron la proclamación del «Estado catalán», pero esta no se produjo porque se dio prioridad a ganar la guerra. La Junta de Salvación se disolvió el 28 de julio a petición del nuevo gobierno presidido por Nicolás Salmerón.
Región valenciana
El cantón de Valencia se proclamó en el paraninfo de la Universidad de Valencia a las once de la noche del 18 de julio, mientras que a lo largo del día, tras conocerse la caída de Pi y Margall, la milicia de los Voluntarios de la República había ocupado los puntos estratégicos de la ciudad. El día anterior se había organizado frente al gobierno civil de Valencia un acto multitudinario de homenaje a los Voluntarios de la República que habían regresado en tren de combatir a los internacionalistas de la AIT que se habían sublevado en la Revolució del Petroli de Alcoy, y durante el cual el gentío allí congregado, arengado por el diputado Juan Feliu, gritó "¡Viva el Cantón valenciano!". De hecho el gobernador civil telegrafió a Madrid esa misma noche que el cantón valenciano se proclamaría en veinticuatro horas. Lo mismo hizo el gobernador militar con un telegrama dirigido al ministro de la Guerra: «Acabo de saber que los oficiales de tres batallones de voluntarios están comprometidos».

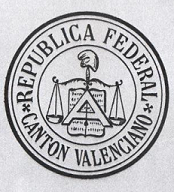
Escudo del Cantón de Valencia. Aparecen los típicos símbolos republicanos federales: el gorro frigio, que simboliza la libertad; el triángulo, la igualdad; y la balanza, la justicia. Al fondo las tablas de la ley.

El 19 de julio se eligieron a los 27 miembros de la "Junta Revolucionaria" del Cantón —dos de ellos dirigentes internacionalistas, uno bakuninista y otro marxista— que fue presidida por el catedrático de la Escuela de Bellas Artes de San Carlos Pedro Barrientos ―según Jorge Vilches, fue el marqués de Cáceres quien la presidió―, mientras que el gobernador civil Castejón huía a Alcira en tren. El 22 de julio, cuando ya se habían adherido al Cantón 178 pueblos de la provincia de Valencia, el presidente de la Junta Pedro Barrientos hizo la proclamación oficial del Cantón Valenciano en la plaza de la catedral de Valencia, que fue rebautizada como Plaza de la República Federal. Desfilaron a continuación 28 batallones de milicianos sin armas y se tocó el himno de La Marsellesa. En una alocución la Junta Revolucionaria reafirmó su compromiso con el mantenimiento del orden:

No se trata de hacer la revolución social, ni atentar contra los intereses económicos, ni conculcar los sentimientos morales o religiosos... Tratamos de fundar el derecho y la libertad y, ante todo, afirmamos el orden y el respeto a cuanto sea legítimo

Un día antes, el 21 de julio, había salido de Valencia el diputado federal Francisco González Chermá, al mando de 100 voluntarios, dos compañías de carabineros y una de infantería para proclamar el Cantón de Castellón. Cuando llegó a la ciudad de La Plana disolvió la Diputación Provincial y proclamó el Cantón, pero a diferencia de lo ocurrido en la provincia de Valencia los pueblos de la provincia de Castellón se opusieron al cantonalismo, ya que muchos de ellos eran carlistas especialmente los de la zona del Maestrazgo. Esto hizo posible la rápida actuación de las fuerzas gubernamentales que entraron en Castellón y disolvieron la "Junta revolucionaria". González Chermá logró escapar en tren hasta Valencia. Era el final del efímero cantón de Castellón, que solo había durado cinco días, del 21 al 26 de julio de 1873. González Chermá explicó su actuación ante las Cortes culpando de la proclamación del cantón al gobernador civil interino que quiso que los jefes de los voluntarios firmaran una declaración de lealtad al Gobierno lo que «irritó los ánimos», además de pedir tropas para mantener el orden. Eso fue lo que indujo a ir Castellón desde Valencia y proclamar el cantón.
En la región se constituyeron otros tres cantones, que no tuvieron ninguna relación con el cantón valenciano. El cantón de Alicante se formó el 20 de julio por la presión del cantón de Cartagena que había enviado a su puerto a la fragata Vitoria, comandada por el líder del «Cantón Murciano» Antonete Gálvez —de hecho en la ciudad de Alicante los republicanos federales «intransigentes» eran bastante minoritarios: solo controlaban tres de las nueve compañías de Voluntarios de la República—. Un caso similar al de Alicante fue el del cantón de Orihuela. En cambio, la proclamación del cantón de Torrevieja sí fue una iniciativa de los «intransigentes» locales, encabezados por una mujer, Concha Boracino. El 22 de julio recibió la visita del vapor Vigilante capitaneado por Antonete Gálvez siendo recibido por Boracino y la junta revolucionaria en pleno. Desde un balcón Gálvez arengó a la multitud que se había congregado a su llegada y a continuación se dirigió al Ayuntamiento, donde se formalizó la decisión de «ingresar en el Cantón Murciano», a pesar de que Torrevieja pertenecía a la provincia de Alicante. Sin embargo, cuando se conoció que el Vigilante había sido apresado por una fragata alemana cuando regresaba a Cartagena, el cantón de Torrevieja se disolvió y de Concha Boracino y del resto de miembros de la junta revolucionaria, nada más se supo.
Andalucía
Según Rubén Pérez Trujillano, los cantones andaluces buscaban, en primer lugar, «el reconocimiento de una serie de derechos y la reparación de los daños ocasionados por las injusticias capitalistas... En segundo lugar, la formación de cantones andaluces estaba pensada como el modo de ejercer el poder constituyente... Ningún cantón andaluz era separatista ni negó la legitimidad de las Cortes Constituyentes... En tercer lugar, pese a que la división interna se tornara violenta en ocasiones (como pasó con el choque entre el cantón de Sevilla y el de Utrera), los cantones andaluces presentaron una conciencia de identidad común...».
En Sevilla, según Florencia Peyrou, «se puede constatar de manera clara la continuidad entre la conflictividad sociolaboral que había brotado desde comienzos de la república y la proclamación del cantón». El cantón de Sevilla (también denominado «cantón andaluz») se constituyó el 18 de julio por la noche, nada más conocerse la caída del gobierno de Pi y Margall, tal como habían acordado las autoridades locales dos días antes si esto sucedía. Se nombró un comité de salud pública y el gobernador civil Gumersindo de la Rosa, que se negó a colaborar, abandonó la ciudad, junto con las fuerzas de orden público. El ayuntamiento y la diputación provincial fueron disueltos. Varias localidades de la provincia de Sevilla se adhirieron al cantón, mientras que Utrera no quiso sumarse por lo que el 21 de julio allí se produjeron enfrentamientos armados con un cuerpo de voluntarios desplazados desde Sevilla que se saldaron con varios muertos y bastantes heridos. Cuando se supo que las fuerzas del general Pavía se dirigían hacia Sevilla «miles de familias», según el cónsul francés, abandonaron la ciudad temiendo «toda clase de atrocidades por parte de [los] insurgentes». El periódico La Andalucía había justificado así la constitución del cantón:

No vemos medio de salir del laberinto en que nos han metido los desaciertos del gobierno y los criminales intentos de muchos que apellidándose republicanos son enemigos del de la libertad y de la democracia. [...] ¿Hay que hacer revolucionariamente la federación? Pues hagámosla en seguida, rompamos todo lazo de obediencia con Madrid que es la causa eficiente de todas nuestras desventuras; defendamos nuestro territorio contra toda agresión extraña y conservémonos para la patria, hasta que se constituya un gobierno fuerte y enérgico que con una mano haga el orden y con otra plantee todas las consecuencias del federalismo.

El 19 de julio se proclamó el cantón de Cádiz nada más conocerse que se había formado el Gobierno de Salmerón, según relató el cónsul de Estados Unidos en la ciudad en el informe que envió a su gobierno calificando lo sucedido como «una auténtica revolución». El Comité de Salud Pública, presidido por Fermín Salvochea, el muy popular alcalde de la ciudad, comunicó que se había constituido «con objeto de salvar a la República federal, secundando el movimiento iniciado en Cartagena, Sevilla y otras poblaciones» y «para salvar al pueblo español de todas las tiranías». «Unámonos todos los hombres de corazón, amantes del progreso de la humanidad y todos inspirados por el bien del pueblo concurramos a llevar a cabo la salvación de la patria», se decía también en el manifiesto del Comité. Tanto el gobernador civil como el militar se sumaron a la insurrección y la bandera roja cantonal comenzó a ondear en todos los edificios oficiales. Del Cantón de Sevilla recibieron abundante material de guerra y su posición se vio reforzada con la incorporación al cantón de La Línea de la Concepción y de San Fernando —y de otras localidades de la provincia como Medina Sidonia, Chiclana, Puerto Real, Conil, Puerto de Santa María, San Roque y Sanlúcar de Barrameda—, pero no así la base naval cuyo comandante «no reconoce la autoridad del Comité... [ya que] los barcos de guerra dependen del poder central», por lo que «espera órdenes de Madrid», según relató el cónsul estadounidense. Cuando desde La Carraca se bombardeó Cádiz, el Comité de Salud Pública acusó en un Manifiesto a los marinos de que lo que pretendían era «tiranizar al pueblo, concluir con las libertades patrias y obtener ascensos y condecoraciones a costa de nuestra sangre». «En los primeros momentos, el fervor cantonal fue considerable. Sin embargo, para el 2 de agosto el ambiente había cambiado», tras conocerse la caída del cantón de Sevilla el 31 de julio.
El 20 de julio se proclama el cantón de Granada, formándose a continuación un Comité de Salud Pública que asumió el poder y expulsó a las autoridades gubernamentales que no se sumaron a la rebelión. Como en otros cantones se decretaron nuevos impuestos a los principales contribuyentes, se prohibieron los actos religiosos y se aprobaron reformas laborales, entre otras medidas. La mayoría de las localidades de la provincia se unieron al cantón, pero otras se negaron como Guadix, Baza y Loja. El 25 de julio salió de Granada una columna de varios miles de voluntarios que iban a unirse a otras dos procedentes de los cantones de Sevilla y Cádiz con el objetivo de marchar sobre Madrid y acabar con el gobierno de Salmerón. Pero en cuanto se supo que Sevilla había caído en manos de las tropas «centralistas» del general Pavía la expedición se deshizo. El general Pavía en la obra que publicó en 1878 con el título de Pacificación de Andalucía en la que relató su actuación para acabar con el cantonalismo andaluz escribió que en Granada imperaba la «anarquía», que «la mayoría de las personas que tenían algo que perder habían abandonado la ciudad» y que los cantonales habían impuesto una contribución «amenazando con el incendio si no se les pagaba».
El 21 de julio se proclama el cantón de Málaga, aunque desde hacía tiempo la ciudad ya era prácticamente independiente del poder central gracias al pacto no escrito entre Francisco Solier, diputado a Cortes allegado al ministro de Ultramar, el «centrista» Eduardo Palanca, y el gobierno de Pi y Margall, que después de nombrar a Solier gobernador civil, solo exigió a cambio que mantuviera relaciones normales con el Gobierno. Lo que había sucedido era que el 5 de julio los «intransigentes» malagueños encabezados por Eduardo Carvajal, con el apoyo de algunos «internacionalistas», habían obligado al pleno del ayuntamiento a dimitir ―el alcalde había sido asesinado unos días antes en un enfrentamiento con jóvenes que protestaban por el sorteo de quintos― y se habían hecho con el poder municipal en nombre de la «República Democrática Federal Social». Hubo enfrentamientos armados —las clases acomodadas abandonaron la ciudad— y el gobierno de Pi y Margall nombró el 11 de julio a Francisco Solier como nuevo gobernador civil (interino) con la orden de disolver el ayuntamiento presidido por Carvajal y desarmar a sus partidarios. Tras la dimisión de Pi y Margall, Solier proclamó el cantón de Málaga, desobedeciendo las instrucciones del nuevo ministro de la Gobernación Eleuterio Maisonnave, alegando que lo hacía para preservar la paz. De hecho Solier declaró la lealtad al gobierno y tras un enfrentamiento armado que duró varias horas detuvo a cuarenta y cinco «intransigentes» y los deportó a Melilla. «Fue un cantón, por tanto, absolutamente leal al gobierno». Sin embargo, la guarnición, la guardia civil y los carabineros fueron obligados por Sorlier a salir de Málaga, según Jorge Vilches, para facilitar el contrabando «que sirvió para financiar a los cantonales». Solier envió el siguiente telegrama al resto de capitales andaluzas:

Málaga a las capitales de Andalucía: Se ha proclamado el cantón federal malagueño independiente. Ha concurrido toda la Milicia republicana federal de esta capital y la de los pueblos más inmediatos. Gran entusiasmo, orden y tranquilidad.

Otros levantamientos se produjeron en Andalucía con las proclamaciones de los cantones de Bailén, Andújar, Arjona, Tarifa y Algeciras.
Murcia, Castilla y León (y Extremadura)
En la Región de Murcia histórica hubo proclamaciones de cantones en Almansa y en Jumilla, aunque sobre este último caso existen serias dudas de que realmente existiera.
En Castilla y en León se proclamaron cuatro cantones: dos en la provincia de Salamanca (cantón de Salamanca; cantón de Béjar), uno en la de Ávila (cantón de Ávila) y uno en la de Toledo (Camuñas). En su defensa los diputados Pedro Martín Benitas y Santiago Riesco, que habían encabezado el cantón de Salamanca, dijeron en las Cortes cuando se debatía la concesión del preceptivo suplicatorio para que fueran juzgados por rebelión —se aprobó por un estrecho margen: 66 diputados a favor y 63 en contra— que habían actuado «en nombre del derecho revolucionario... y para establecer de hecho la república federal que habéis proclamado».
En Extremadura se produjeron intentos de constituir cantones en Coria, Hervás y Plasencia y se publicó el periódico El Cantón Extremeño (fundado por Hernández González y continuado por Evaristo Pinto Sánchez), en cuyas páginas se animaba a la creación del cantón ligado a Lusitania y se instaba a los lectores a tomar las armas, de ser necesario, para defender los ideales promulgados.[cita requerida]

#### Los motivos de la rebelión y las formas de movilización
Según Gloria Espigado, «si nos fiamos de la palabra dada por los cantonales el móvil de la insurrección cantonal tenía como objetivo defender el federalismo del régimen», o bien porque se creyó en peligro tras la dimisión de Francisco Pi y Margall como presidente del Poder Ejecutivo el 18 de julio, o bien porque un sector del Partido Republicano Democrático Federal, los llamados «intransigentes», desconfiaban de las verdaderas intenciones del resto de sectores, llamados «benevolentes», para implantar la República Federal proclamada el 6 de junio. «En última instancia es la inoperancia de la Cámara central [las Cortes] para establecer el sistema federativo desde arriba lo que mueve a las provincias a afrontarlo a la inversa, desde abajo, no tanto por convicción o asimilación del modelo teórico pimargalliano… [sino por] una desconfianza hacia la gestión gubernamental de la derecha republicana, una vez se ha hecho con el poder, de asumir el compromiso federal con las provincias, demarcación preferida por la izquierda republicana, y los restantes puntos programáticos de carácter social defendidos igualmente por ésta», ha añadido Gloria Espigado. Por otro lado, esta historiadora ha recordado que para los grupos sociales que lo apoyaban ―clases trabajadoras, pequeña burguesía―, «la defensa de la democracia directa, participativa, cercana al individuo, es la expresión genuina del federalismo garante de la gestión del ciudadano dentro de su entorno más cercano».
Quintín Casals Bergés coincide con Gloria Espigado cuando afirma que el movimiento cantonal fue «provocado por la dubitativa actitud y lentitud de los primeros gobiernos republicanos a la hora de aplicar de forma efectiva la República federal». También coincide con Espigado al señalar que tuvo un apoyo social interclasista. Ester García Moscardó sostiene la misma tesis: «Si bien todos los cantones reconocieron —o al menos no negaron— la autoridad de las Cortes constituyentes [con la excepción del cantón de Cartagena que rompió con la Asamblea a raíz de la promulgación del decreto de piratería del 21 de julio], también argumentaron que, ante el inmovilismo institucional, estaban realizando legítimamente el acuerdo adoptado por la Asamblea con la proclamación de la República Federal». El periódico La Andalucía justificó así la constitución del cantón de Sevilla:

No vemos medio de salir del laberinto en que nos han metido los desaciertos del gobierno y los criminales intentos de muchos que apellidándose republicanos son enemigos del de la libertad y de la democracia. [...] ¿Hay que hacer revolucionariamente la federación? Pues hagámosla en seguida, rompamos todo lazo de obediencia con Madrid que es la causa eficiente de todas nuestras desventuras; defendamos nuestro territorio contra toda agresión extraña y conservémonos para la patria, hasta que se constituya un gobierno fuerte y enérgico que con una mano haga el orden y con otra plantee todas las consecuencias del federalismo.

Por su parte, Florencia Peyrou ha subrayado la ansiedad e impaciencia de las bases republicanas provocada por el temor constante a que la República fuera bastardeada o eliminada por los enemigos de la situación —en algunas ciudades se habían organizado «comités de defensa ciudadana» o de «vecinos honrados» integrados por las clases acomodadas— y por «la vinculación de la república federal con un cambio inmediato». Esta historiadora ha señalado también que la rebelión cantonal es absolutamente indisociable «del contexto de agitación sociolaboral que venía de años anteriores, se multiplicó con la proclamación de la república y se recrudeció a partir del mes de junio», por lo que hay que resaltar «que los estallidos revolucionarios que se produjeron constituyeron la culminación —allí donde se dieron las condiciones para ello— de una conflictividad rampante, derivada de la situación de apertura política generada por el cambio de régimen».
Aunque cada cantón realizó sus propias proclamas, los sublevados «más allá de las lógicas particularidades locales» perseguían unos mismos fines: «la sustitución de todo tipo de autoridades gubernativas o jurisdiccionales, la abolición de impuestos especialmente impopulares (los consumos o el estanco del tabaco y de la sal), la secularización de las propiedades de la Iglesia, las reformas sociales favorables a la gran masa de desposeídos que no tenían otro bien que su fuerza de trabajo, el indulto por delitos políticos, la desaparición del ejército regular y su sustitución por tropas milicianas o la creación de juntas y comités de salud pública, como órganos de gobierno de naturaleza popular». Estas reivindicaciones defendidas fundamentalmente por las clases populares urbanas ya habían aparecido durante la revolución de 1868, pero los gobiernos sucesivos no las habían satisfecho.
Tras la proclamación de la Junta de Salud Pública y la declaración de principios federales, la primera medida que tomaron los insurrectos fue destituir a las autoridades civiles y militares que no se hubieran sumado a la rebelión. A continuación se solían acordar las medidas económicas conducentes al mantenimiento del cantón ―como empréstitos obligatorios requeridos a la burguesía local o el apremio para el pago inmediato de impuestos pendientes, y que incluían la incautación de los fondos públicos― seguidas de las destinadas a asegurar los abastecimientos ―en algún caso se emitió moneda propia como los vales cantonales de San Fernando, reintegrables al final del conflicto, o los duros cantonales de Cartagena―. Casi al mismo tiempo eran abolidos los odiados consumos y los estancos, así como las quintas y las matrículas de mar. Les seguían medidas que intentaban mejorar las condiciones de vida de la «clase menesterosa» que iban desde el reparto de donativos y la contratación para la realización de obras públicas hasta la regulación de la jornada laboral de ocho horas o el establecimiento de jurados mixtos para mediar en los conflictos entre capital y trabajo, aunque no se puso en cuestión el derecho de propiedad, con la excepción del cantón de Cartagena en el que se presentó una propuesta para diferenciar la propiedad adquirida de forma «justa» o «injusta» (en este segundo caso los bienes serían confiscados por el cantón). También se prohibió el trabajo infantil, se propuso la revisión de las ventas de bienes comunales por la aplicación de la desamortización de Madoz de 1855 y se promovieron las cooperativas de producción y de consumo, como en el caso del Cantón Murciano.
Prácticamente todos los cantones coinciden en la adopción de medidas para la laicización del Estado y del espacio público, como «la secularización de los cementerios, el cambio del nomenclátor de calles y escuelas públicas, la erradicación de todo vestigio religioso de las calles y exterior de los edificios, aun cuando fueran iglesias, la supresión de la enseñanza de la religión en los colegios municipales, el fin de la participación de las autoridades municipales en ritos de culto público como el Corpus, desamortización de todos los edificios religiosos a excepción de los lugares de culto representados por las parroquias, adjudicación de estos edificios para fines laicos (algunos para escuelas de adultos, institutos o sede de centros obreros, etc.), empleo de mano de obra parada en el derribo de conventos en ruinas, incautación de los archivos parroquiales a favor de un registro civil y municipal para el futuro…». Probablemente el cantón más radical en este ámbito fue el de Cádiz que exclaustró a todos los religiosos y religiosas por considerar que el celibato era «contrario a la naturaleza humana». En San Lúcar de Barrameda también fueron exclaustrados los frailes escolapios, teniendo que ser defendidos por las autoridades cantonales del intento de agresión por parte de la población. Asimismo se derribaron conventos pretextando su mal estado de conservación. En Murcia la Junta se incautó del Palacio Episcopal, que pasó a ser su nueva sede. En Cartagena se prohibieron las manifestaciones externas del culto católico y se retiraron de las calles todos los símbolos religiosos.
El 22 de agosto, cuando ya solo mantenían la rebelión los cantones de Málaga y de Cartagena, el diputado del sector «intransigente» Casalduero intervino en las Cortes para explicar que la sublevación no era ilegal y sediciosa, sino que había sido el resultado de la puesta en práctica de la verdadera ideal federal, de abajo arriba, de que es el cantón el que legitima a la federación y no al revés:

Y así es que esta cámara, después que declaró que la forma de gobierno fuese la República federal, a mi juicio y con arreglo a mis principios..., no tiene facultades más que para elegir al poder central, pero no para fijar los cantones y los municipios, una vez que se le reconoce su autonomía, ni tampoco para limitar los derechos individuales.
Los cantones, que estaban en su derecho, a mi juicio, al constituirse tales dentro de su soberanía, porque la tienen en sí, han podido hacerlo sin permiso del poder central, que no es el que da vida a los cantones, sino que, por el contrario, los cantones son los que dan vida al poder central; y esta es la diferencia entre lo que vosotros creéis y lo que nosotros creemos; pues si el poder central nace de la delegación de los cantones, ¿cómo queréis que el delegado sea el que dé facultades al delegante? Pues yo sostengo más. Ese movimiento cantonal no ha sido en modo alguno... un movimiento de ruina, de muerte y de desolación, como suponéis, sino un movimiento que es consecuencia natural de la República federal que habéis proclamado.

El peso de la movilización en apoyo del cantón lo llevaron los Voluntarios de la República, identificados por el gorro frigio y en ocasiones por unas cintas rojas en las que figuraba el nombre de la República Federal escrito en letras azules. En cuanto a los «métodos galvanizadores» de la población destacan «las banderas rojas y republicanas, con la incorporación de la banda morada en recuerdo de los comuneros, el himno, el de Riego principalmente, los mítines públicos y el pasquín anunciador». Estos métodos tenían un efecto positivo entre los partidarios del cantón, pero también provocaron que «desde los primeros momentos, riadas humanas abandonen temerosas la ciudad… hasta el extremo de que las nuevas autoridades terminan por regular la salida de la ciudadanía, impidiendo la pérdida de productos de consumo y la marcha de propietarios y comerciantes, sujetos a empréstitos forzosos dictador para la supervivencia cantonal». Por otro lado, las mujeres participaron muy activamente en el movimiento cantonal, entre las que destacaron la maestra anarquista Guillermina Rojas y Orgis que participó en la defensa del Cantón Murciano; Concha Boracino, que lideró el cantón de Torrevieja; o Francisca Gente, conocida activista del cantón de Cádiz.

### Las primeras medidas del gobierno de Salmerón y la constitución en Cartagena del Gobierno Provisional de la Federación Española

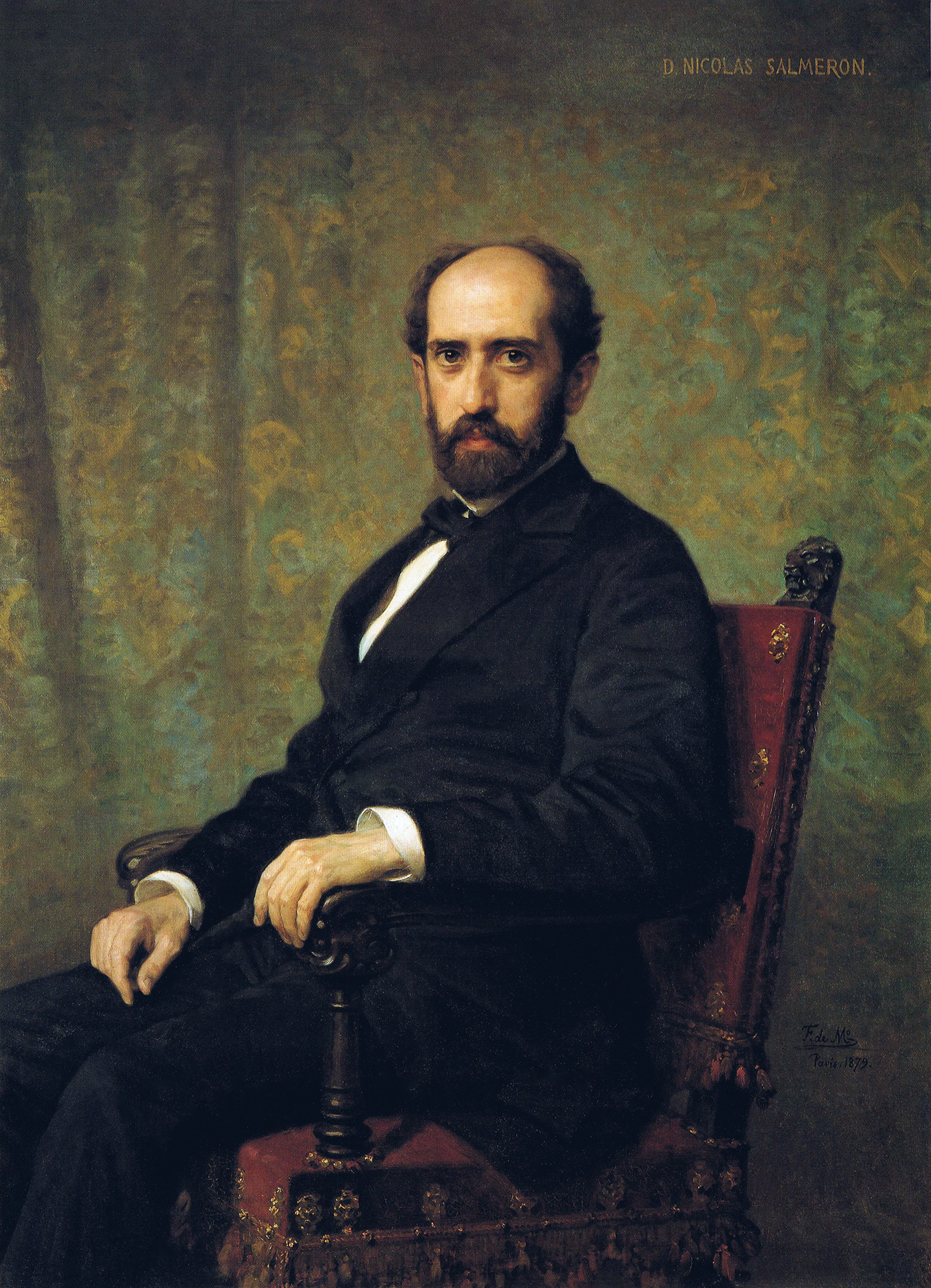
Nicolás Salmerón Alonso, tercer presidente del Poder Ejecutivo de la Primera República.

El nuevo presidente del Poder Ejecutivo Nicolás Salmerón era un «moderado» que defendía la transición gradual hacia la república federal. El lema de su gobierno fue «imponer a todos el imperio de la ley» y situó como prioridad acabar con la rebelión cantonal, para después ocuparse de los carlistas. En su discurso de investidura dijo sobre los cantonales:

…que han llevado sus torpes propósitos, […] su obcecación, su verdadero delirio, que toca en el paroxismo, a declarar estados independientes y erigirse en cantones, rompiendo la unidad de la patria, algunos de ellos profanando la noble investidura del diputado, […] ofendiendo la majestad de estas Cortes Constituyentes y haciendo punto menos que imposible la obra de la federación.

Nada más tomar posesión del cargo Salmerón sustituyó al general republicano Domingo Ripoll ―nombrado por Pi y Margall, y que «carecía de energía», según Jorge Vilches―  por el general Manuel Pavía, de dudosa fidelidad a la República Federal, al frente del ejército expedicionario de Andalucía, apostado en Córdoba. Cuando el 19 de julio Salmerón se reunió con Pavía para ofrecerle el puesto le dijo, según relata el propio Pavía: «si consigue Vd. que un soldado dispare su fusil contra un cantonal, se habrá salvado el orden», lo que contrastaba con las instrucciones que le dio Pi y Margall a Ripoll, ha advertido José Barón Fernández.
Al día siguiente, 20 de julio, Salmerón firmó un decreto, al que se opusieron los «intransigentes« y también el centro-izquierda porque consideraban que violaba la soberanía de la nación, por el que se declaraban «piratas» a los barcos de guerra de la base Cartagena que se habían sumado a la insurrección, lo que suponía que cualquier barco extranjero podía atacarlos y apresar a sus tripulantes. La respuesta no se hizo esperar. El 22 de julio los cantonalistas de Cartagena declaraban que Salmerón y sus ministros habían cometido el delito de «traición a la patria y a la República Española» por lo que debían ser apresados por las autoridades cantonales «para someterlos inmediatamente al severo castigo al que se han hecho acreedores». Llegaría a haber frente a las costas de Cartagena catorce buques de guerra extranjeros.

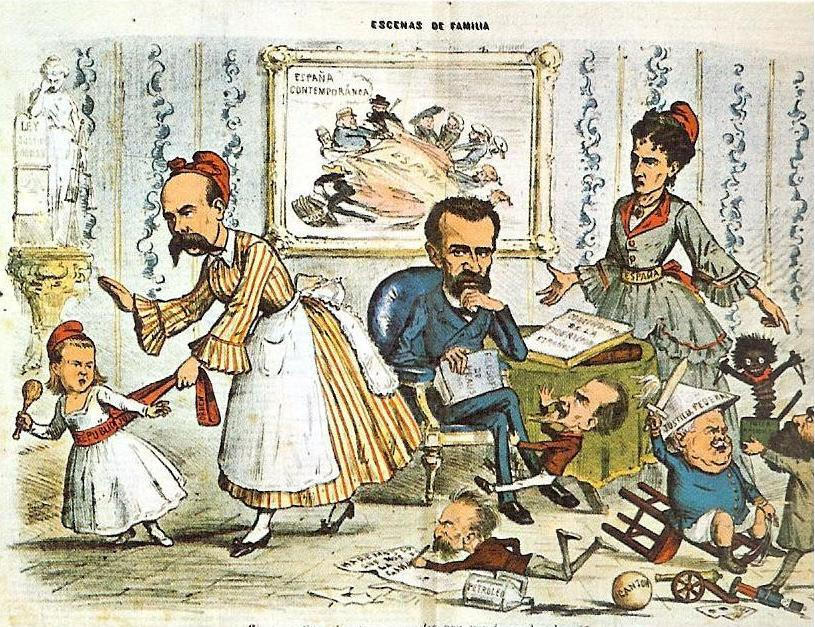
Caricatura de la revista La Flaca titulada "Escenas de familia". En el centro aparece un Nicolás Salmerón meditando (en la mano derecha sostiene un libro titulado Filosofía de Krause) que es reprendido por una señora que representa a España, mientras unos niños alborotan a sus pies sin que este les diga nada (son los líderes del cantón de Cartagena: Roque Barcia, el general Juan Contreras y Antonete Gálvez). A su derecha Emilio Castelar intenta sujetar a una niña rebelde que representa a la República.

El 24 de julio, de acuerdo con los diputados «intransigentes» allí presentes y con la Junta de la ciudad, se creó en Cartagena el Directorio Provisional como autoridad superior para dar unidad y cohesión al movimiento cantonal, y extenderlo con la formación de nuevos cantones. El Directorio estaba compuesto por tres miembros: Juan Contreras, Antonete Gálvez y Eduardo Romero Germes. Dos días después el Directorio provisional se amplió a nueve componentes, incorporándose los diputados a Cortes José María Pérez Rubio, Alberto Araus y Alfredo Sauvalle, el mariscal de campo Félix Ferrer y el miembro de la Junta de Salud Pública de Madrid Nicolás Calvo Guayti.
Finalmente el 27 de julio el Directorio Provisional se transformó en el Gobierno Provisional de la Federación Española, con los siguientes ministerios: Juan Contreras, presidente y Marina; Antonete Gálvez, Ultramar; Eduardo Romero Germes, Fomento; Alberto Araus y Pérez, Gobernación; Alfredo Sauvalle y Gil de Avalle, Hacienda; Félix Ferrer, Guerra; Nicolás Calvo Guayti, Estado e interino de Justicia; y José María Pérez Rubio, Secretario general del Gobierno. La presidencia definitiva del Gobierno Provisional de la Federación Española la asumió Roque Barcia quien, tras anunciar la suspensión provisional de su periódico La Justicia Federal, había abandonado Madrid el 26 de julio para dirigirse a Cartagena.
Por su parte Salmerón recibió el apoyo de la prensa republicana, incluidos dos de los periódicos más influyentes (La Igualdad y La Campana de Gracia) que dieron «un giro conservador en sus planteamientos y cerra[ron] filas en torno al gobierno de Salmerón, que era el legítimamente elegido por la Asamblea». Este «giro conservador» Román Miguel González lo ha relacionado con «la superposición de ambos movimientos cantonales, el cartagenero y el del 19 de julio, [que] generó un clima de tensión en el que el miedo a la amenaza socialista y la demagogia anti-socialista llegaron a su paroxismo». Esto es lo que también explicaría que el proyecto del Centro Independiente en la Asamblea no saliera adelante y que el lema «Orden y Reformas» del gobierno de Pi y Margall fuera sustituido por el de «Orden» a secas o como mucho «Orden y Constitución». «Sólo se podía ser republicano de orden o cantonal», ha apuntado Miguel González. De ahí que los tibios, muy especialmente Pi y Margall, fueran objeto de duros ataques por parte sobre todo de la prensa republicana «moderada», como La República de Madrid o La Independencia de Barcelona, periódicos en los que se los calificaba de «antipatriotas» por no apoyar abiertamente al gobierno de Nicolás Salmerón, al que La República llamaba «el salvador de la República y el redentor de España», mientras que Pi y Margall recibía los apelativos de «hombre de mármol», «autómata político», «funesto proudhoniano» o «jesuita de la República» y su gobierno era considerado «tan simpático a los insurrectos cantonales como odiado por las gentes pacíficas». La prensa internacional también se ensañó con los cantonales. El diario conservador británico The Times los calificó como «ragamuffins» (literalmente, 'harapientos').
Un firme partidario de la política de Salmerón fue Emilio Castelar, quien le sucedería en el cargo. El 30 de julio lanzó un duro ataque en las Cortes contra «el movimiento cantonal» del que dijo que «es una amenaza insensata a la integridad de la Patria, al porvenir de la libertad». En su discurso abjuró del federalismo, asoció el cantonalismo con el socialismo y defendió la República «posible».
En una línea completamente diferente, Juan Manuel Cabello de la Vega, uno de los diputados tibios (o fronterizos entre el centro-derecha y el centro-izquierda), afirmó en las Cortes el 9 de agosto, cuando ya solo sobrevivían los cantones de Málaga y de Cartagena, que él había «deplorado ese movimiento [cantonal] por prematuro e inconveniente… pero de éste ¿quién tiene la culpa? ¿han hecho los gobiernos que se han sucedido tras el advenimiento de la República algo para satisfacer las justas y legítimas aspiraciones del pueblo? ¿no han esperado en vano esas reformas que un día y otro les hemos ofrecido desde la oposición?». Por su parte el periodista Joaquín Carbonell escribió en la conservadora Revista de España:

En el mayor número de ciudades insurrectas, los comités de salud pública ó juntas directivas, se han formado exclusivamente con individuos del cuarto estado, y (…) dan al levantamiento republicano, el carácter de una guerra del cuarto estado contra las clases superiores, más que el de una revolución política.

A principios de agosto el Gobierno pidió a las Cortes un suplicatorio para poder procesar por «rebelión y sedición» a 29 diputados «intransigentes», entre los que se encontraban Roque Barcia, Francisco Casalduero, Juan Contreras, Antonio Gálvez Arce Antonete o Fernando Pierrad.
Por otro lado, el gobierno de Nicolás Salmerón también intentó neutralizar el movimiento cantonal con la adopción de ciertas medidas sociales que les restaran apoyos, entre las que destacó el proyecto de ley de Jurados mixtos, para la resolución de los conflictos laborales, presentado en las Cortes el 14 de agosto —«una medida reformista, de inspiración krausista, que buscaba armonizar los intereses de trabajadores y patronos, muy alejada de las aspiraciones revolucionarias de las masas obreras y campesinas», según Manuel Suárez Cortina—. En el preámbulo del proyecto de ley se decía lo siguiente:

Respondiendo a esta necesidad de los tiempos, y cediendo de buen grado a los clamores de la opinión unánime, que demanda reformas sociales que, sin destruir las bases en que el edificio social descansa, ni lastimar derechos adquiridos, ni quebrantar violentamente respetables tradiciones, faciliten a las clases trabajadoras los medios necesarios para mejorar su condición y elevar el nivel de su bienestar moral y material, el Ministro que suscribe [ José Fernando González, ministro de Fomento ], tiene el honor de presentar a las Cortes el adjunto.

### Las expediciones marítimas y terrestres del Cantón de Cartagena

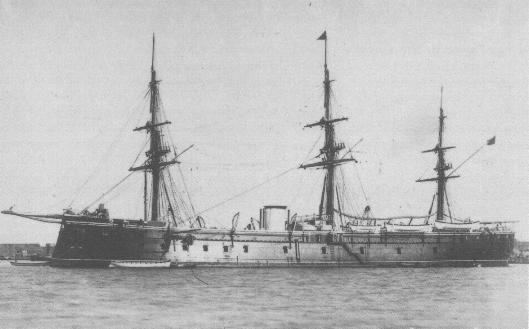
Fragata blindada Numancia, buque insignia de la flota cantonal.

Las expediciones marítimas y terrestres que emprendió el Cantón de Cartagena tuvieron dos objetivos esenciales. En primer lugar, extender la rebelión con lo que se conseguiría distraer fuerzas al enemigo y alejar la línea del presunto cerco al que podría ser sometido; y en segundo lugar, proveer de subsistencias a las fuerzas concentradas en Cartagena que pasaban de 9000 hombres y que el hinterland del Campo de Cartagena no podía proporcionar, además de conseguir el dinero necesario para hacer frente a los gastos de guerra, porque los recursos obtenidos en la propia Cartagena ―venta de las mercancías abandonadas en la aduana y de las existencias de tabaco almacenado; contribuciones y adelantos sobre las mismas que se hicieron pagar a las clases acomodadas― eran insuficientes.

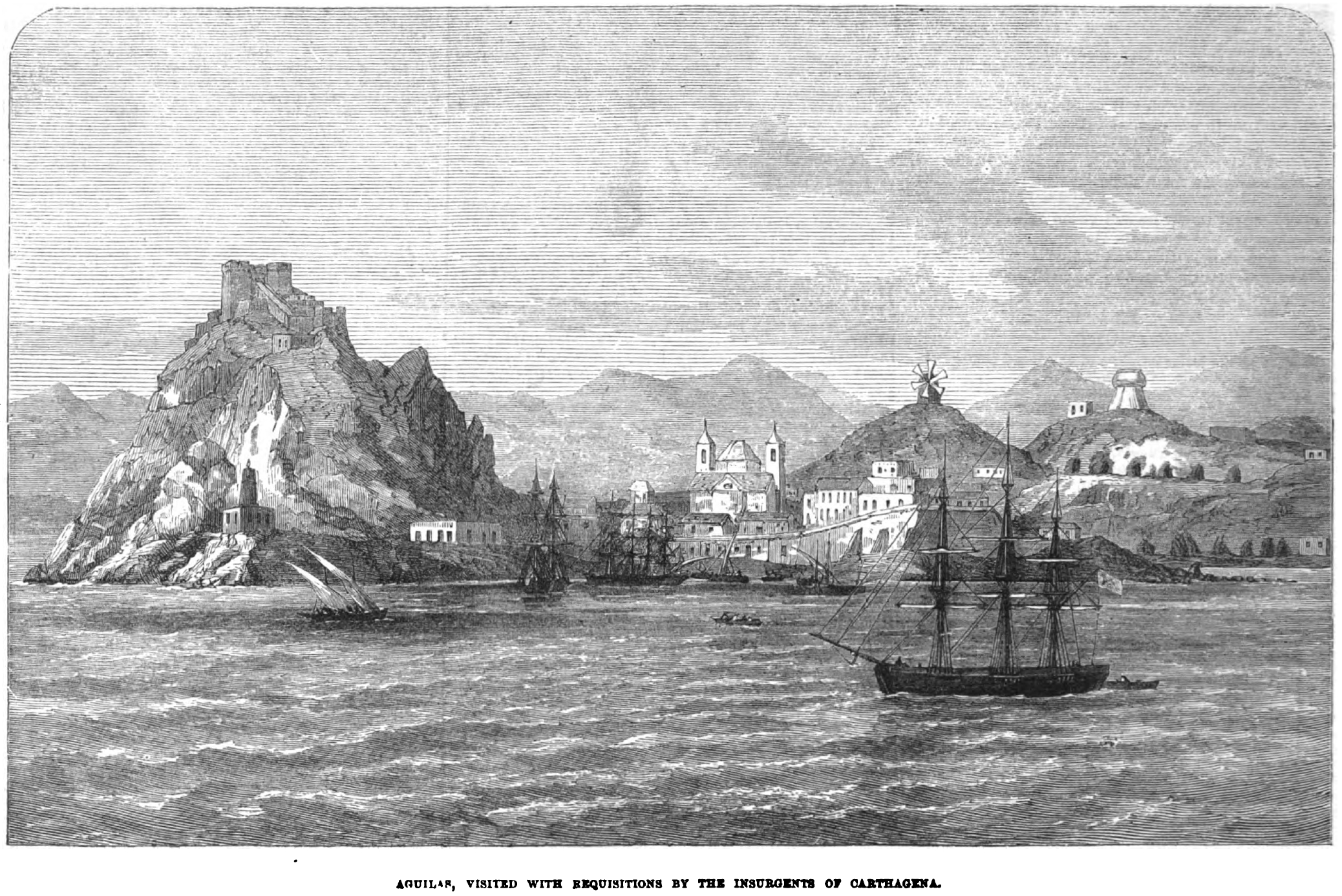
Grabado publicado por The Illustrated London News el 4 de octubre de 1873 que muestra la expedición marítima a Águilas que consiguió que esta localidad se incorporara al Cantón Murciano.

La primera expedición marítima tuvo lugar el 20 de julio en una acción simultánea del vapor de ruedas Fernando el Católico al mando del general Contreras hacia Mazarrón y Águilas en la costa murciana, y de la fragata blindada Vitoria al mando de "Antonete" Gálvez hacia Alicante. En principio las dos misiones tuvieron éxito pues Mazarrón y Águilas se incorporaron al Cantón Murciano y Gálvez proclamó el cantón de Alicante constituyendo una Junta de Salud Pública. Pero tres días después de la vuelta de la Vitoria a Cartagena las autoridades «centralistas» recuperaron el control de Alicante y pusieron fin al cantón ―la milicia ciudadana fiel al alcalde republicano «moderado» Miguel Santandreu, que se había negado a enfrentarse al gobierno de Salmerón, destituyó al Comité y pidió que volvieran los gobernadores civil y militar, aunque estos serían finalmente destituidos por el ministro Eleuterio Maisonnave, que nombró un delegado especial con la misión de «depurar» a los voluntarios de elementos «sospechosos» (las compañías tercera y quinta fueron disueltas), y reforzó la dotación de la guardia civil―. Al mismo tiempo se constituyeron grupos armados de autodefensa integrados por los miembros de las clases acomodadas.

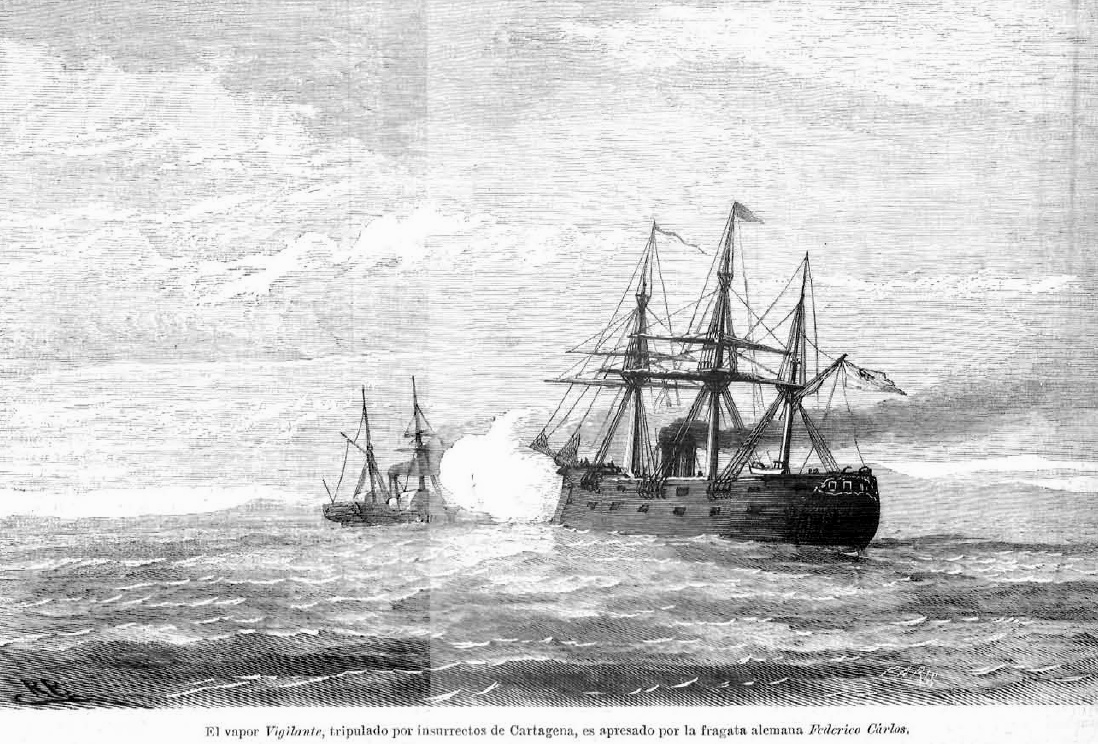
Grabado sobre un dibujo de Ricardo Balaca publicado por La Ilustración Española y Americana el 1 de agosto de 1873 que muestra el momento en que el vapor Vigilante es apresado por la fragata blindada alemana haciendo uso del decreto recién aprobado por el gobierno de Nicolás Salmerón que declaraba «piratas» a todos los barcos que enarbolaran la bandera roja cantonal.

Gálvez regresó en el vapor Vigilante, que fue requisado en el puerto de Alicante, e hizo escala en Torrevieja donde una comisión se entrevistó con él para adherirse al Cantón Murciano, dejando de pertenecer a la provincia de Alicante. Pero cuando el 23 de julio el Vigilante estaba a punto de entrar en Cartagena fue interceptado por la fragata blindada SMS Friedrich Carl haciendo uso del decreto recién aprobado por el gobierno de Nicolás Salmerón que declaraba «piratas» a todos los barcos que enarbolaran la bandera roja cantonal por lo que podían ser apresados por los buques de cualquier país dentro incluso de las aguas jurisdiccionales españolas. Además el comodoro Reinhold von Werner comandante de la Friedrich Carl exigía asimismo la entrega de la fragata Vitoria porque también había enarbolado la bandera roja. Finalmente la Junta de Cartagena entregó el Vigilante a Werner, pero no la Vitoria que estaba a salvo en el puerto. El 24 de julio Werner accedía a liberar a Antonete Gálvez y a la tripulación del Vigilante a cambio de que los súbditos extranjeros de Cartagena estuvieran a salvo.
Mientras tanto en Murcia se organizó la primera expedición terrestre importante con destino a Lorca, ciudad que no quería sumarse al Cantón Murciano, como ya lo habían hecho Totana y Alhama tras ser auxiliadas por una columna de voluntarios que había salido de la capital de la provincia el 21 de julio. La fuerza cantonal compuesta de 2000 hombres y cuatro piezas de artillería al mando de "Antonete" Gálvez llegó el 25 de julio izando la bandera roja en el Ayuntamiento y constituyendo una Junta de Salvación Pública. Pero el cantón murciano en Lorca solo duró un día porque en cuanto las fuerzas de Gálvez regresaron a Murcia el 26, con varios miles de pesetas como «contribución de guerra», las autoridades locales que habían abandonado la ciudad volvieron y destituyeron a la Junta.

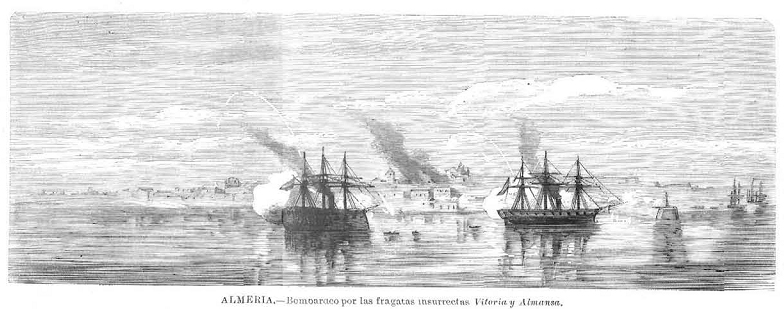
Grabado sobre un dibujo de Ricardo Balaca publicado por La Ilustración Española y Americana el 8 de agosto de 1873 que muestra el bombardeo de Almería por las fragatas cantonales Vitoria y Almansa.

La segunda expedición marítima tuvo como objetivo sublevar la costa andaluza de Almería a Málaga. El 28 de julio, al mando del general Contreras salieron de Cartagena, aclamadas por la multitud, la fragata de hélice Almansa y la fragata blindada Vitoria, con dos regimientos a bordo más un batallón de infantería de Marina. Cuando al día siguiente la expedición llegó a Almería exigió a una comisión de representantes de la Diputación y del Ayuntamiento que subieron a bordo de la Numancia el pago de 100 000 duros como «contribución de guerra» y el abandono de la ciudad de las fuerzas militares para que el pueblo decidiera libremente proclamar el Cantón o no. La respuesta fue negativa y las autoridades locales prepararon la defensa de la plaza, mientras la mayoría de población civil de Almería se marchaba de la ciudad. En la mañana del día 30 comenzó el bombardeo, que fue respondido desde Almería. La ciudad no se rindió por lo que el general Contreras esa misma noche puso rumbo a Motril en la costa de Granada a donde llegó al amanecer del día siguiente, 31 de julio. Contreras desembarcó a los heridos y recibió «ayuda económica» en forma de pagarés a cobrar en Málaga por un importe de 160 000 reales.

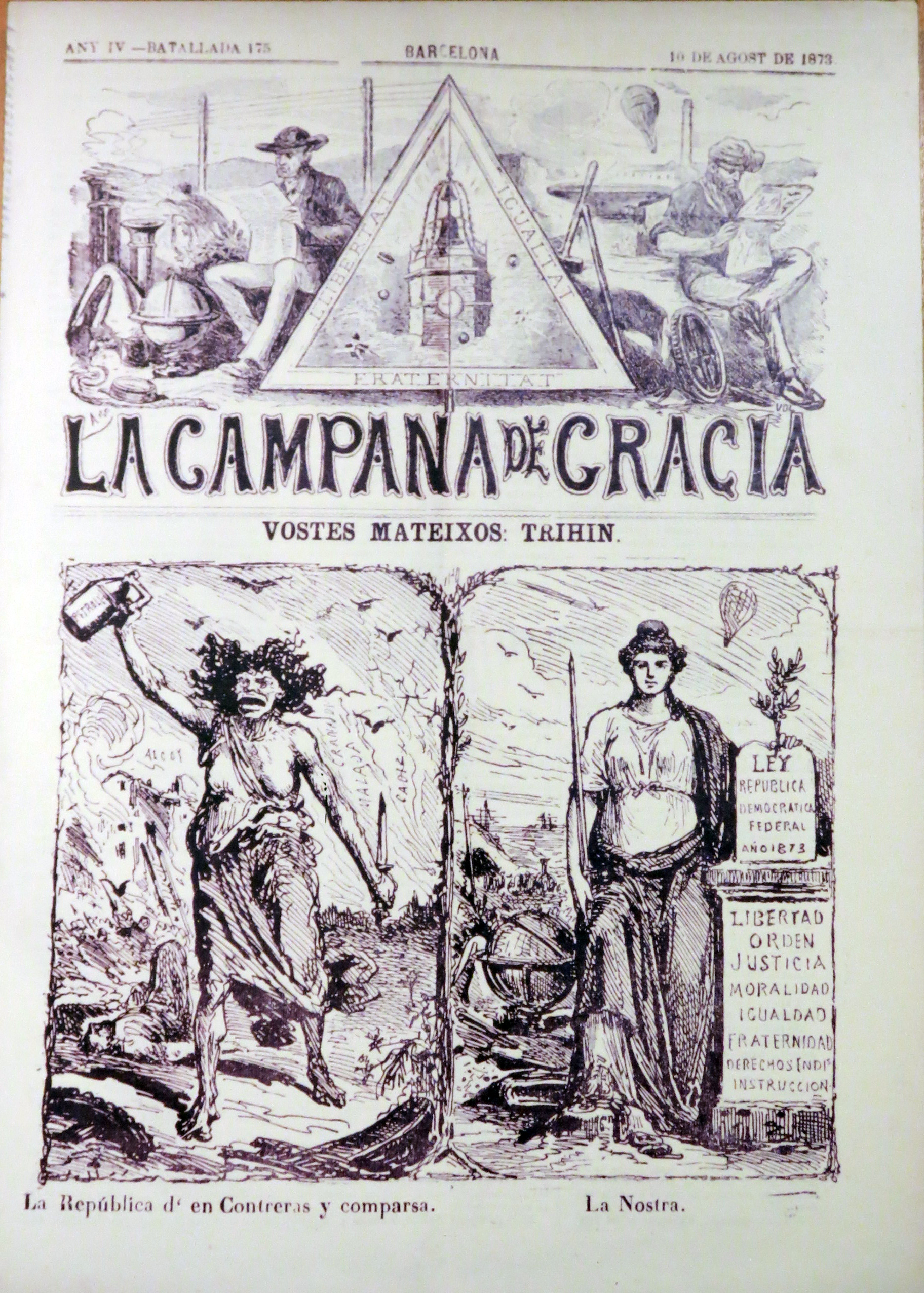
Portada de La Campana de Gracia del 10 de agosto de 1873, el mismo día en que las fuerzas del Cantón Murciano fueron derrotadas en la batalla de Chinchilla. Arriba dice (en catalán): "Escojan ustedes mismos". A la izquierda la "República de Contreras y comparsa"; a la derecha "La Nuestra".

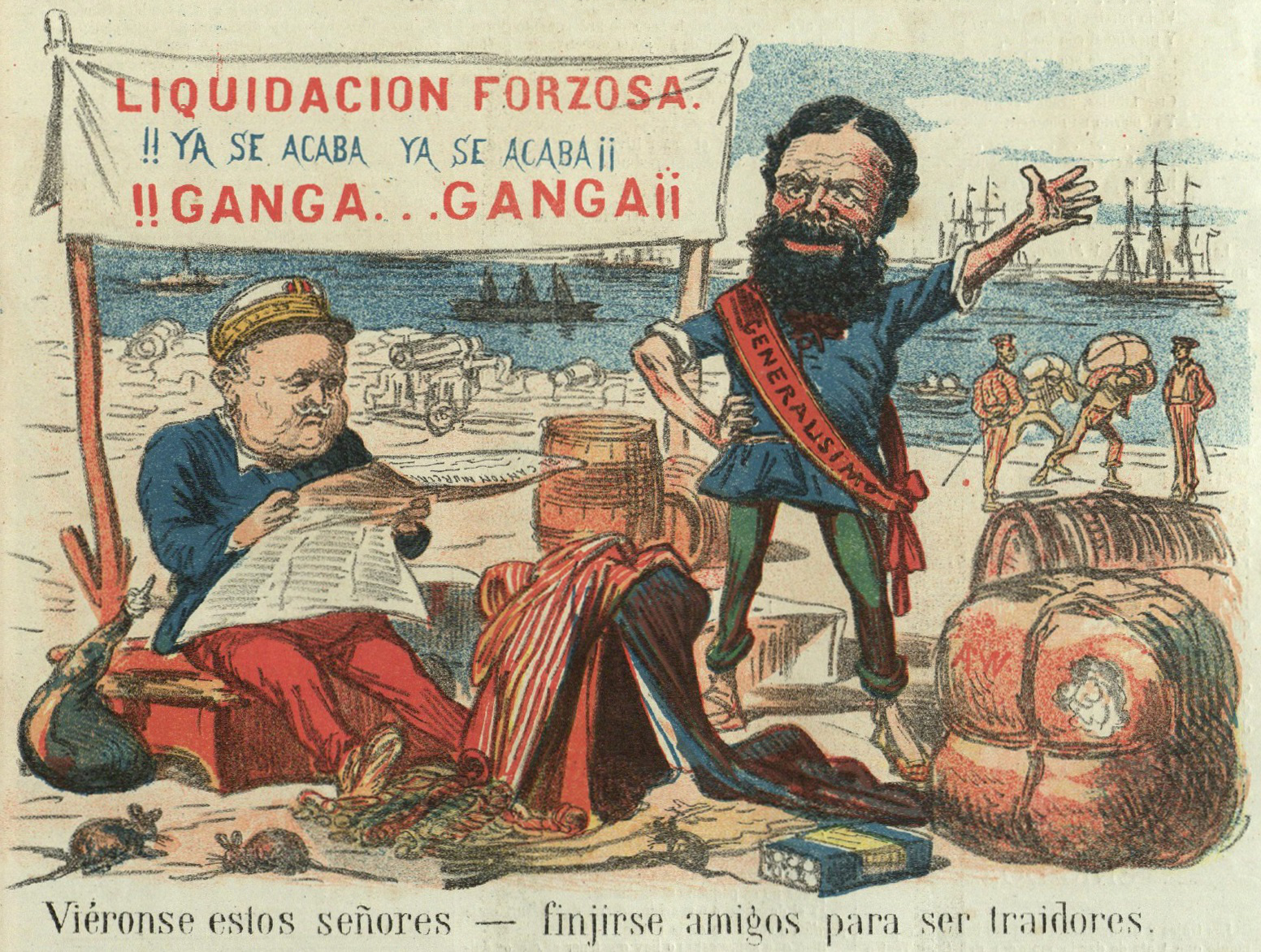
Caricatura de Tomás Padró publicada en La Madeja Política el 22 de noviembre de 1873 con el pie de imagen: "Viéronse estos señores - fingirse amigos para ser traidores". Aparecen Antonete Gálvez y el general Juan Contreras vendiendo a contrabandistas el botín obtenido en sus expediciones marítimas.

El 1 de agosto cuando la Almansa se encontraba en aguas de Málaga fue flanqueada por las fragatas acorazadas HMS Swiftsure y SMS Friedrich Carl, británica y alemana respectivamente, que en aplicación del "decreto de piratería" de Salmerón le obligaron a regresar, junto con la Vitoria que se había quedado rezagada ―el motivo que adujeron fue que las fragatas cantonales se disponían a bombardear Málaga―. Al llegar a Escombreras, cerca de Cartagena, las tripulaciones de las dos fragatas fueron obligadas a desembarcar y a descargar los cañones mientras el general Contreras permanecía detenido en la Friedrich Carl, aunque fue puesto en libertad poco después. La Almansa y la Vitoria quedaron bajo la custodia británica y fueron llevadas a Gibraltar donde serían devueltas al gobierno español ―aunque al haber sido declaradas «piratas» podían habérselas quedado―. La Junta de Cartagena publicó un manifiesto culpando al «Gobierno de Madrid» de lo sucedido y el Casino de los republicanos «moderados» fue destruido. También se produjeron detenciones de presuntos enemigos del cantón.
La segunda expedición terrestre se organizó en Cartagena el 30 de julio y tuvo como objetivo Orihuela, una ciudad de predominio carlista. Estaba mandada, como la primera expedición terrestre a Lorca, por "Antonete" Gálvez y contaba con fuerzas de Cartagena ―los regimientos Iberia y Mendigorría― y de Murcia ―un cuerpo de voluntarios al mando de un cuñado de Gálvez―. Entraron en la ciudad de madrugada enfrentándose a guardias civiles y carabineros dispuestos para su defensa. En los combates murieron cinco guardias y nueve resultaron heridos, mientras los cantonales tuvieron un muerto y tres heridos, e hicieron prisioneros a catorce guardias civiles y a la totalidad de los cuarenta carabineros. Tras su victoria en la llamada batalla de Orihuela, volvieron a Cartagena al día siguiente junto con los guardias civiles y carabineros que llevaban presos. Allí el general cantonalista Félix Ferrer les dirigió la siguiente felicitación:

Soldados y voluntarios: el gobierno provisional de la Federación Española se felicitó de tener en vosotros tan valerosos defensores. Habéis dado prueba de lo mucho que pueden los hijos del pueblo, cuando pelean al servicio de la Justicia y el Derecho. Mantened vuestra firmeza. La Federación Española, al deberos el triunfo, sabrá premiar largamente tan inapreciables servicios. ¡Viva la República Federal! ¡Viva el pueblo soberano!

A principios de agosto "Antonete" Gálvez y el general Contreras encabezaron una tercera expedición terrestre en dirección a Chinchilla compuesta por 2000 o 3000 hombres, distribuidos en tres trenes, para cortar la comunicación ferroviaria con Madrid del ejército del general Arsenio Martínez Campos que tenía cercada Valencia (se rendiría el 7 de agosto). Los primeros combates se producen en la estación de ferrocarril de Chinchilla donde los cantonales consiguieron desalojar a las tropas enviadas por Martínez Campos al enterarse de sus planes. Pero cuando los cantonales recibieron la noticia de que el cantón de Valencia había caído emprendieron la retirada, lo que fue aprovechado por las fuerzas «centralistas» para contraatacar apoyadas por la artillería, lo que provocó el pánico y la desbandada de los cantonales murcianos ―«A los primeros disparos de cañón, huyeron», comunicó al gobierno el gobernador militar de Albacete―. Finalmente Gálvez y Contreras lograron reorganizar sus fuerzas, recibiendo el auxilio de la columna de reserva que había quedado en Hellín. Así pudieron regresar a Murcia a donde llegaron el 10 de agosto por la noche. La batalla de Chinchilla resultó un desastre para los cantonales murcianos porque perdieron cerca de 500 hombres, entre ellos 28 jefes y oficiales, además de 51 vagones, cuatro cañones y 250 fusiles, y sobre todo porque dejó el paso libre a Martínez Campos para ocupar Murcia. Entró el 12 de agosto sin encontrar resistencia, ya que los sublevados habían abandonado la ciudad el día anterior en varios trenes para refugiarse en Cartagena.

### La liquidación del movimiento cantonal (excepto Cartagena)
El lema del gobierno de Salmerón fue el «imperio de la ley», lo que suponía que para salvar la República había que acabar con carlistas y cantonales. Para sofocar la rebelión cantonal tomó medidas duras como destituir a los gobernadores civiles, alcaldes y militares que habían apoyado de alguna forma a los cantonalistas y a continuación nombró a generales contrarios a la República Federal como Manuel Pavía o Arsenio Martínez Campos para que mandaran las expediciones militares a Andalucía y a Valencia, respectivamente. «Además, movilizó a los reservistas, aumentó la Guardia Civil con 30 000 hombres, nombró delegados del Gobierno en las provincias con las mismas atribuciones que el Ejecutivo. Autorizó a las Diputaciones a imponer contribuciones de guerra y a organizar cuerpos armados provinciales...». Gracias a estas medidas fueron sometidos uno tras otro los distintos cantones, excepto el de Málaga, que no caería hasta el 19 de septiembre y el de Cartagena que resistiría hasta el 12 de enero de 1874.

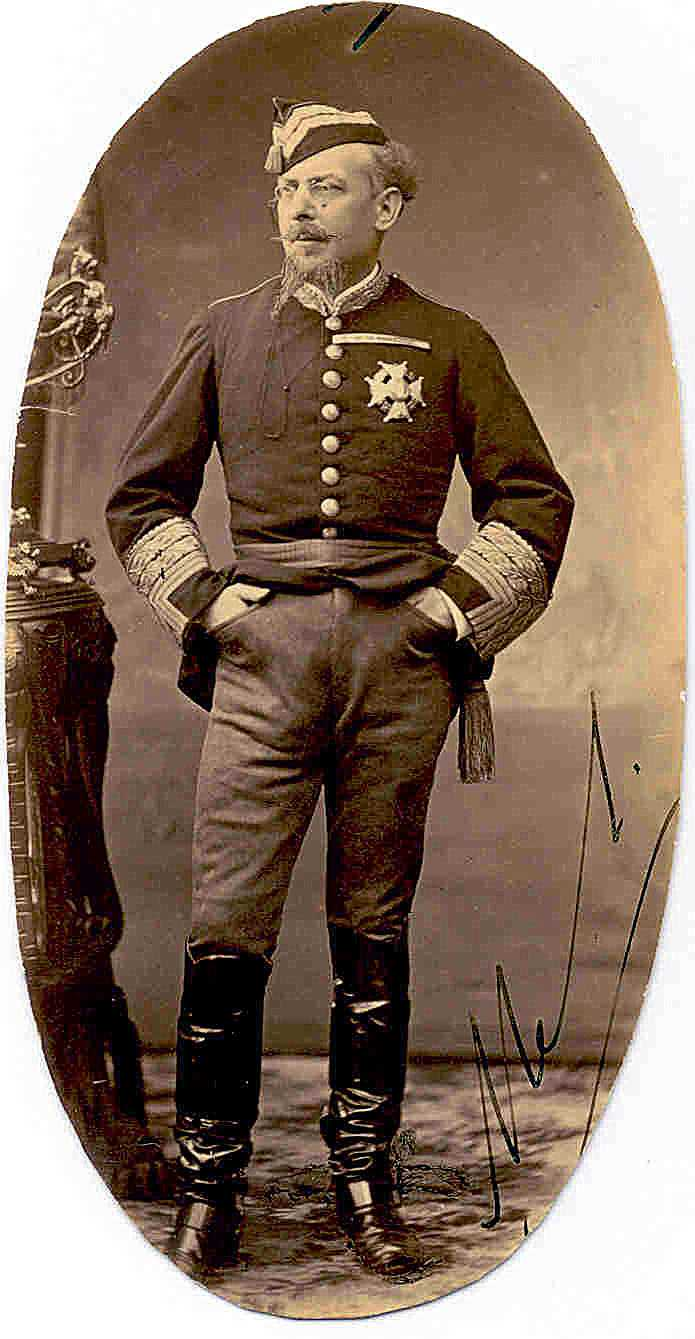
General Manuel Pavía.

El general Manuel Pavía y las fuerzas que estaban a su mando partieron el 21 de julio desde Madrid para Andalucía en dos trenes, aunque no llegaron a Córdoba hasta dos días después a causa de que la vía estaba interceptada en Despeñaperros, lo que les obligó a desviarse por Ciudad Real y Badajoz. El día anterior a su llegada el general Domingo Ripoll, que iba a ser relevado por el general Pavía, había conseguido desbaratar el intento de proclamación del cantón de Córdoba por parte de los "Voluntarios de la República" que habían acudido a la capital desde los pueblos de la provincia ―y también el conato de insurrección en Écija disolviendo la Junta mediante el envío de un telegrama conciliador―, aunque el mérito se lo atribuyó después el general Pavía quien afirmó que las fuerzas cantonalistas se disolvieron al producirse su llegada a la capital cordobesa. La primera medida que tomó Pavía fue restablecer la disciplina de las tropas recurriendo a métodos expeditivos y a continuación se dispuso a atacar el cantón de Sevilla porque su caída desmoralizaría al resto de cantones de Andalucía. Las tropas de Pavía partieron de Córdoba en dirección a Sevilla el 26 de julio.
La defensa de Sevilla fue organizada por el general Fernando Pierrad, que había llegado a Sevilla el día 27 de julio y en quien el Comité de Salud Pública había resignado sus poderes. Se reforzaron las barricadas, dotadas con artillería ―estaba previsto incendiarlas cuando corrieran peligro de ser rebasadas―, y Pierrad lanzó una proclama que decía: «¡Viva la República Federal Democrática y Social, con todas sus consecuencias legítimas, lógicas y naturales». Ante la inminencia de la llegada de las fuerzas «centralistas» muchas personas habían abandonado la ciudad, y otras se habían refugiado en las iglesias. Además se extendieron las deserciones entre los voluntarios y se acentuaron las disensiones entre los dirigentes de la insurrección.
Después de tres días de duros combates que comenzaron el mismo día 27, en la mañana del 30 de julio las fuerzas de Pavía ocuparon el Ayuntamiento, que el Comité de Salud Pública había intentado incendiar antes de huir, así como el edificio del Archivo de Indias, en cuyos sótanos había almacenados entre 15 y 20 toneladas de pólvora. Ese día también se marchó de Sevilla el general Pierrad, cuando las fuerzas defensoras ya no superaban los 500 hombres de los 1500 iniciales y los voluntarios del barrio de Triana se habían unido a las fuerzas «centralistas». Fueron sacados de la cárcel políticos y militares que no habían querido sumarse a la rebelión. El control de la ciudad no se completó hasta el 31 de julio. Entre las tropas gubernamentales hubo dieciocho muertos, ciento treinta y seis heridos y ocho desaparecidos, según las cifras oficiales, y entre los insurrectos, según el El Pensamiento Español, «pasan de ciento los muertos y de cuatrocientos los heridos». Este periódico conservador también informaba de que habían ardido treinta y seis edificios. Según Florencia Peyrou, hubo 80 muertos, 50 voluntarios y 30 soldados.

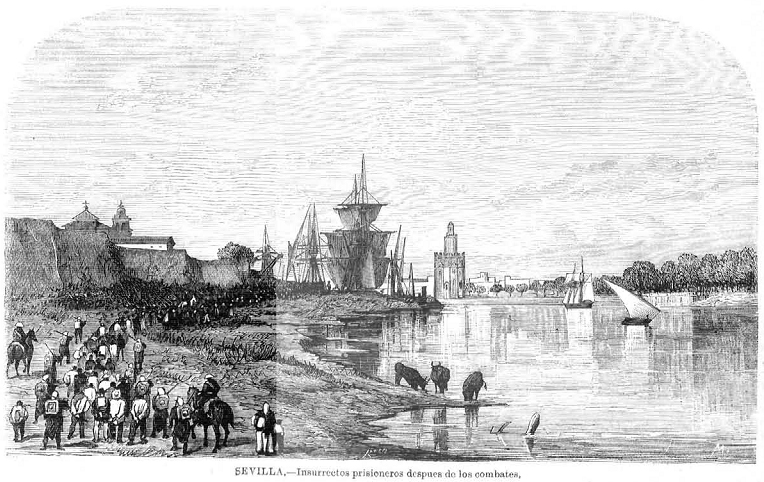
Grabado sobre un dibujo de Rafael Monleón publicado en La Ilustración Española y Americana el 8 de agosto de 1873 que muestra a los insurgentes de Sevilla detenidos después de los combates.

Unos cuatrocientos cantonales fueron encarcelados. El general Pierrad y una parte del Comité de Sevilla, que habían escapado, fueron capturados en una fonda cercana a Madrid. Pierrad fue expulsado del Ejército y el líder de los voluntarios «internacionalistas» sevillanos Juan Carreró fue acusado de dirigir el incendio de varios edificios. Moriría en prisión tras ser herido en una reyerta con alguno de los internos.
El 1 de agosto Pavía hacía su entrada oficial en Sevilla, siendo ovacionado, y algunas de sus tropas fueron enviadas a los pueblos de la provincia para proceder al desarme de las fuerzas del Cantón de Sevilla cuya capital acababa de caer. Pavía telegrafió al gobierno reconociendo que había cometido «una calaverada militar que no me es posible repetir» en referencia a los excesos de la represión. Otra orden que dio el general Pavía fue el envío de emisarios a varias localidades de la provincia de Cádiz, su siguiente objetivo, advirtiendo que serían muy «enérgicos y sangrientos» con los insurrectos. «El efecto de la victoria en Sevilla fue decisivo en la caída del cantonalismo andaluz», ha comentado Jorge Vilches, «con la excepción del de Málaga», ha puntualizado Florencia Peyrou.
El 2 de agosto una parte de las tropas de Pavía salió de Sevilla en dirección a Jerez de la Frontera de donde desalojaron al día siguiente a los cantonales, que huyeron a San Fernando o a Cádiz. Ese mismo día el grueso del ejército de Pavía se encontraba a las puertas de Cádiz en San Fernando, donde tomó la estación de ferrocarril sin encontrar resistencia, y levantó el cerco cantonal del Arsenal de la Carraca —donde también se habían refugiado unos 600 carabineros y algunos guardias civiles—. El general Pavía se negó a entablar ningún tipo de negociación para la rendición de la capital del cantón de Cádiz por lo que el Comité de Salud Pública, viéndose cercado por tierra y por mar ―había en su bahía barcos de diversos países dispuestos a capturar a los barcos cantonales que ondearan la bandera roja― entregó el poder al Cuerpo consular acreditado en Cádiz que, después de comunicar cada cónsul con su gobierno respectivo, hizo público un manifiesto notificando el hecho y solicitando la cooperación de la población a fin de que no se altere el orden ―que se mantuvo gracias a la colaboración del gobernador militar nombrado por el Comité de Salud Pública, el brigadier Eguía―. Así, el 4 de agosto Pavía hizo su entrada en Cádiz al frente de sus fuerzas y a continuación dispuso que parte de ellas se ocuparan de desarmar a las fuerzas cantonales de los pueblos importantes de la provincia, telegrafiando previamente a San Roque, Algeciras y Tarifa: «Caeré sobre ese pueblo con todas mis fuerzas y el tren a batir y haré castigos ejemplares». También ordenó el ingreso en el castillo de Santa Catalina para formales consejo de guerra a los jefes y oficiales del regimiento de artillería a pie que se había sumado a la rebelión. Una de las localidades donde la represión fue más dura fue Sanlúcar de Barrameda, donde la rebelión iniciada a finales de junio había estado protagonizada por los «internacionalistas» de la sección española de la FRE-AIT. Fueron encarcelados más de cien insurrectos y unos doscientos lograron huir para evitar la detención. Salvochea y los miembros del Comité fueron encarcelados y los oficiales del Ejército que se habían unido a la rebelión sometidos a consejos de guerra.
El 8 de agosto, tras «pacificar» Cádiz y su provincia, Pavía se dirigió a Córdoba para desde allí caer sobre los cantones de Granada y de Málaga. Cuando el Comité de Salud Pública del cantón de Granada tuvo conocimiento de que las fuerzas de Pavía se acercaban a la ciudad telegrafió al gobierno de Salmerón ofreciendo la rendición a cambio de que no hubiera represalias y de que sus miembros pudieran reintegrarse en sus puestos del ayuntamiento y de la diputación. El gobierno no solo no aceptó ninguna de las dos condiciones, sino que también exigió que se devolvieran los fondos incautados y los impuestos recaudados, añadiendo además que todos sus miembros serían procesados. Una comisión se desplazó a Madrid, pero el ministro de la Gobernación se negó a recibirla, mientras que otra parlamentaba con el general Pavía que se encontraba en Loja, a las puertas de Granada, para pedirle que pudieran conservar sus armas, a lo que el general se negó también. Ante el fracaso de los intentos de negociación, el Comité de Salud Pública anunció el 8 de agosto la rendición del cantón mientras que sus miembros abandonaban la ciudad.
El 12 de agosto Pavía entraba a caballo en Granada sin resistencia ―solo la de algunos cantonales posicionados en los barrios altos con un cañón, pero que fueron fácilmente neutralizados― e inmediatamente ordenaba el desarme de los insurrectos de la capital y de la provincia. A continuación se puso en marcha hacia Málaga, desafiando las órdenes del gobierno de que no fuera allí, porque el cantón había manifestado su lealtad al gobierno. El máximo dirigente del cantón Francisco Solier, que también ocupaba el cargo de gobernador civil, era diputado de las Cortes Constituyentes y contaba con la apoyo del ministro Eduardo Palanca, le telegrafió a Pavía para conocer sus intenciones, tras haber sido informado de la orden que le había dado el gobierno. El general le contestó: «V.S. será diputado de las Constituyentes [pero] para mí no es más que el gobernador civil de una provincia que está bajo mis órdenes. […] Me alegra mucho que esté tranquila Málaga, y que no trate de insurreccionarse, porque no me alegraría el combate y economizo la sangre».
Según el relato de Pavía cuando recibió la orden de no atacar el cantón de Málaga presentó la dimisión «en nombre del honor y la honra del Ejército y la mía propia», pero el gobierno no la admitió. Intentando salir del atolladero en que se encontraba, el presidente Salmerón destituyó al gobernador civil Solier y autorizó que una pequeña guarnición ― guardias civiles, según Jorge Vilches― al mando de un delegado del gobierno, no de Pavía, fuese a Málaga. Pero disconforme de nuevo con la decisión del gobierno, Pavía volvió a presentar la dimisión ―«yo no podía permitir que fuese guarnición alguna a Málaga, sin que yo la condujese y entrara en la ciudad a la cabeza de ella, ni permitiría que las fuerzas populares de la ciudad poseyesen armas», escribió Pavía tiempo después―. Mientras mantenía su nuevo desafío al gobierno acabó con la resistencia de Écija donde, según el propio Pavía, «hizo castigos ejemplares» que servirían de advertencia a los todos los cantonalistas de Andalucía que no se rindieran a su autoridad. El cantón de Málaga no caería hasta mediados de septiembre tras la sustitución de Salmerón por Emilio Castelar al frente del Poder Ejecutivo de la República.

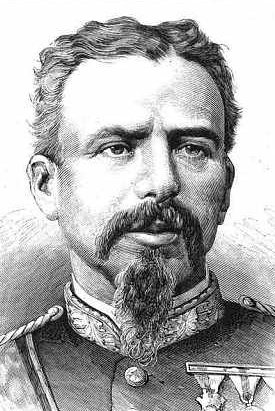
El general Arsenio Martínez Campos en 1879.

Al mismo tiempo que el general Pavía desarrollaba las operaciones militares de «pacificación» para acabar con el movimiento cantonal en Andalucía, el general Arsenio Martínez Campos se ocupaba de las regiones de  Valencia y de Murcia. El 24 de julio las tropas más avanzadas de Martínez Campos realizaron el primer intento de penetración en la ciudad de Valencia desde la cercana localidad de Catarroja, siendo rechazadas en la plaza de toros. Entonces se produjo un éxodo masivo de la población, según el testimonio de Constantí Llombart.
La Junta del Cantón Valenciano, ya sin los miembros más conservadores que habían renunciado a sus puestos, organizó la defensa de la ciudad teniendo en cuenta que ya no había murallas porque habían sido derribadas ocho años antes, excepto las antiguas puertas de las Torres de Serranos y las Torres de Quart. En una proclama del día 30 de julio firmada por Barrientos se anunciaba: «Otra vez las calles de nuestra querida capital van a ser bañadas con la sangre generosa de nuestros valientes hijos». En la misma también se decía que se disponían a combatir a los «falsos apóstoles de la República», que el gobierno de Salmerón estaba compuesto por personas «más crueles y tiranicidas que los antiguos realistas» y que lo que defendían era la «autonomía del cantón dentro de la federación». Tras el fracaso de varios intentos de negociación y del ruego por parte de varios propietarios para que no lo hciera, Martínez Campos inició el sábado 2 de agosto el bombardeo de la ciudad desde Chirivella, a unos dos kilómetros al oeste de la capital, siendo respondido por el cañón que los cantonales habían emplazado en las Torres de Quart.

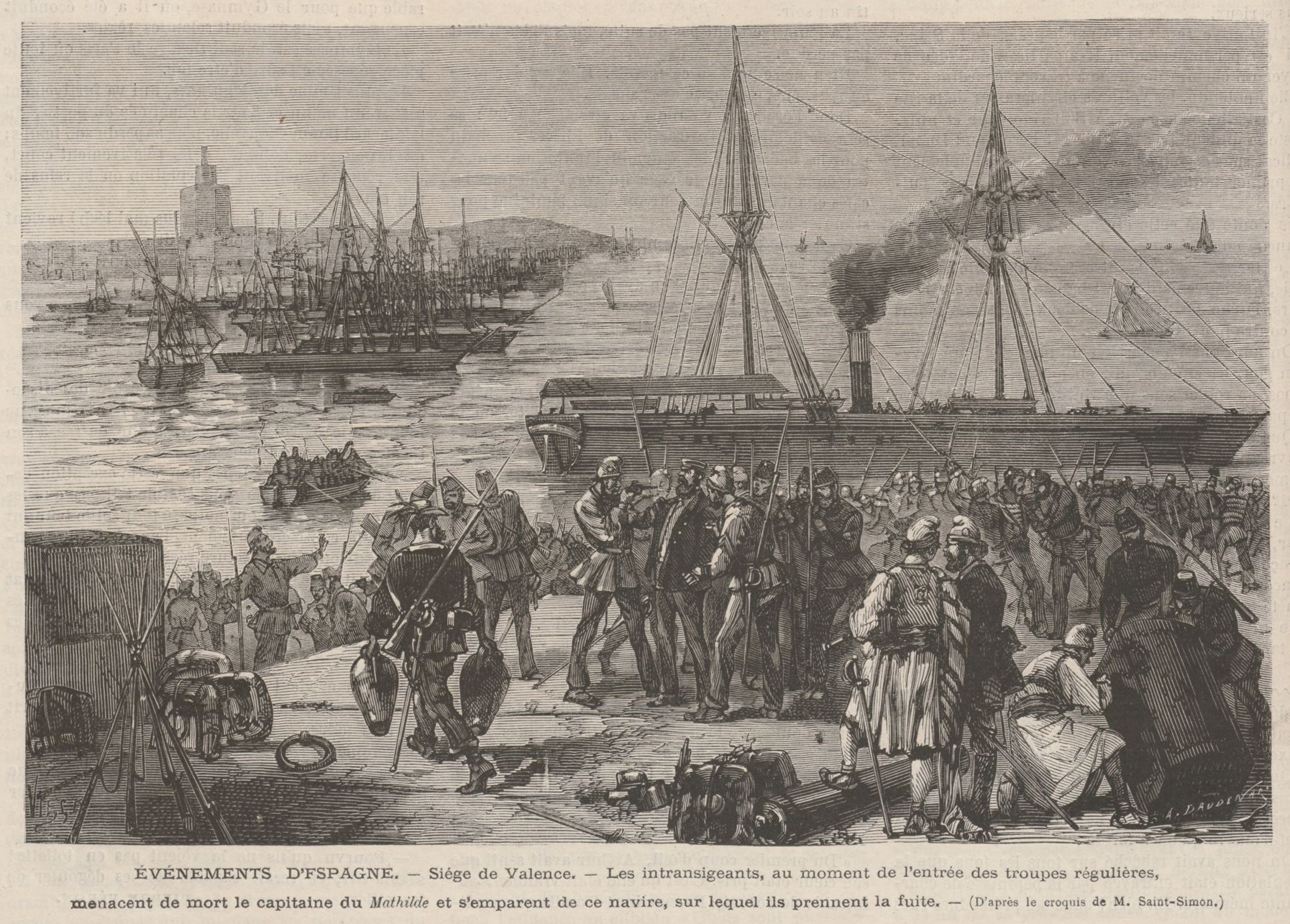
Tras decidirse la rendición del Cantón de Valencia, las personas más comprometidas se dirigieron al puerto acompañados de una muchedumbre para embarcar en el vapor Matilde, embargado por la Junta cantonal unos días antes, y dirigirse a Cartagena, donde iban a continuar la rebelión —subieron a bordo unas 800 personas—.

El bombardeo cada vez más preciso de Valencia causó el pánico entre la población y cundió el desánimo. Se contabilizaban ya 200 muertos. Una comisión formada por los cónsules de Italia y de Gran Bretaña y el escritor conservador local Teodoro Llorente Olivares se entrevistó el martes 5 de agosto con el general Martínez Campos en su cuartel general de Cuart de Poblet consiguiendo la paralización del bombardeo hasta las 12 de la mañana del día siguiente. La Junta cantonal y los jefes de la milicia votaron a favor de no continuar la lucha ―32 contra 21―, por lo que las personas más comprometidas se dirigieron al puerto de Valencia acompañados de una muchedumbre para embarcar en el vapor Matilde, embargado por la Junta unos días antes, para dirigirse a Cartagena, donde iban a continuar la rebelión —embarcaron unas 800 personas—. A continuación se izó la bandera blanca en El Miguelete, la torre más alta de la ciudad. Tras trece días de lucha Martínez Campos entró en Valencia el 8 de agosto y al día siguiente hizo público un bando ordenando la disolución de las milicias y la entrega de sus armas.
La victoria del ejército de Martínez Campos en la batalla de Chinchilla le dejó el paso libre para ocupar la ciudad de Murcia. Así el día 11 de agosto era disuelta su Junta Revolucionaria ―unos 1000 cantonalistas lograron huir a Cartagena―, por lo que solo quedó «Cartagena como símbolo de la lucha por la autonomía federativa, pero no, subrayémoslo, del separatismo que les atribuían los enemigos de los republicanos en un afán de restarles adeptos», ha afirmado José Barón Fernández. Martínez Campos entró en Murcia el 12 de agosto sin encontrar resistencia.
Tres días después Martínez Campos comenzaba el cerco por tierra de Cartagena que iría estrechando poco a poco y enseguida envió un informe pesimista al ministro de la guerra en el que le decía que el asedio duraría varios meses, tiempo suficiente para que «las Cortes voten la Constitución federal o cantonal que les dé el triunfo sin haber ellos arriado la bandera». Además en el informe propugnaba la mano dura para los jefes y oficiales que hubieran participado en la rebelión por su carácter «antisocial, antipatriótico y tan contraria al Ejército». El 2 de septiembre el Gobierno Provisional de la Federación Española presentó la dimisión, y sus miembros se integraron en la Junta de Cartagena, que quedó como única autoridad, la Junta Soberana de Salvación Pública, presidida por Pedro Gutiérrez. Martínez Campos amenazó con dimitir si no le proporcionaban artilleros expertos ―única manera de asaltar la plaza de Cartagena―, lo que implicaba que debía restablecerse el Cuerpo de artillería, disuelto el año anterior bajo la monarquía de Amadeo I, a lo que el presidente Nicolás Salmerón se oponía. La presión que recibió para que cambiara de opinión en este tema sería una de las razones de su dimisión.

## El gobierno de Emilio Castelar y el fin de la rebelión

### La dimisión de Salmerón y la asunción del Poder Ejecutivo por Emilio Castelar
La mayoría que apoyaba al gobierno de Nicolás Salmerón empezó resquebrajarse cuando la «derecha individualista», encabezada por Emilio Castelar, exigió que se suspendiesen temporalmente las sesiones de las Cortes ―y se gobernase por decreto― y que se restableciesen las ordenanzas militares, incluida la pena de muerte, con el fin de asegurar que los oficiales fueran obedecidos por la tropa. Castelar presentó entonces una propuesta a favor de una política más «enérgica» para acabar con la insurrección que consiguió el apoyo de unos 130 diputados, mientras que el grupo «demoliberal reformista» que apoyaba a Salmerón se mostró divididos. Lo mismo sucedió en el seno del gobierno, lo que quedó patente en la reunión que mantuvo el 2 de septiembre durante la cual los ministros mantuvieron una acalorada discusión sin que se alcanzara ningún acuerdo.

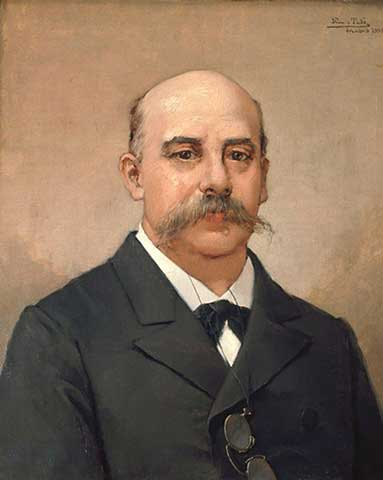
Emilio Castelar, cuarto presidente del Poder Ejecutivo de la Primera República española.

El 6 de septiembre Nicolás Salmerón dimitía de la presidencia del Poder Ejecutivo. El motivo inmediato fue no tener que firmar las sentencias de muerte de ocho soldados que en Barcelona se habían pasado al bando carlista, porque Salmerón era contrario a la pena de muerte. En la decisión también pudo pesar la conducta del general Pavía de continuo desafío a su autoridad, y la presión que estaba ejerciendo para atacar Málaga a lo que se oponía el ministro de la Guerra Eduardo Palanca. En la sesión de las Cortes del 6 de septiembre, en que se discutió la dimisión de Nicolás Salmerón y el nombramiento de Emilio Castelar para sustituirle, Pi y Margall, que estaba recuperando apoyos a su programa «centrista» de Orden y Reformas, realizó una dura crítica sobre la forma como se había reprimido la rebelión cantonal:

El Gobierno ha vencido a los insurrectos, pero ha sucedido lo que yo temía: han sido vencidos los republicanos. ¿Lo han sido los carlistas? No. Ínterin ganabais vitalidad en el mediodía, los carlistas la ganaban en el norte. [...] Yo no hubiese apelado a vuestros medios, declarando piratas a los buques de que se apoderaron los federales; yo no hubiese permitido el que naciones extranjeras, que ni siquiera nos han reconocido, viniesen a intervenir en nuestras tristísimas discordias. Yo no hubiese bombardeado Valencia. Yo os digo que, por el camino que seguís es imposible salvar la República, porque vosotros desconfiáis de las masas populares y sin tener confianza en ellas, es imposible que podáis hacer frente a los carlistas

Le contestó Eleuterio Maisonnave, de la derecha, que esas «masas» estaban ahora «tranquilas» y que en las ciudades que habían vivido la rebelión cantonal como Valencia, Cádiz o Sevilla, ya «no hay temor alguno».
El 7 de septiembre de 1873 fue investido por las Cortes para ocupar la Presidencia del Poder Ejecutivo Emilio Castelar. Recibió el apoyo no sólo de los diputados de la derecha, sino también del centro-derecha de Salmerón ―consiguió 133 votos y Pi y Margall 67―. Salmerón pasó a ocupar la presidencia de las Cortes y Castelar incluyó en el gobierno que formó a continuación, junto a miembros de su grupo como Maisonnave o Gil Bergés, a dos destacados miembros del centro-derecha, Carvajal y Pedregal. Por eso su gobierno ha sido calificado «de conciliación ―o mejor de reconciliación― de la mayoría de derecha y centro-derecha».
Durante un acalorado debate que había tenido lugar en las Cortes el 30 de julio Castelar había dicho lo siguiente:

Yo amo con exaltación a mi patria, y antes que a la libertad, antes que a la República, antes que a la federación, antes que a la democracia, pertenezco a mi idolatrada España y me opondré siempre, con todas mis fuerzas, a las más pequeña, a la más mínima desmembración de este suelo que íntegro recibimos de las generaciones pasadas y que íntegro debemos delegar a las generaciones venideras.

Castelar había quedado hondamente impresionado por el «desorden» causado por la rebelión cantonal. Mucho más tarde dio una visión muy personal de lo que había sucedido, en la que se fundamentaría el mito de que los cantonales querían romper la unidad de España:

Hubo días de aquel verano en que creíamos completamente disuelta nuestra España. La idea de la legalidad se había perdido en tales términos que un empleado cualquiera de Guerra asumía todos los poderes y lo notificaba a las Cortes, y los encargados de dar y cumplir las leyes desacataban las sublevándose o tañendo arrebato contra la legalidad. No se trataba allí, como en otras ocasiones, de sustituir un Ministerio existente ni una forma de Gobierno a la forma admitida; tratábase de dividir en mil porciones nuestra patria, semejantes a las que siguieron a la caída del califato de Córdoba. De provincias llegaban las ideas más extrañas y los principios más descabellados. Unos decían que iban a resucitar la antigua corona de Aragón, como si las fórmulas del Derecho moderno fueran conjuros de la Edad Media. Otros decían que iban a constituir una Galicia independiente bajo el protectorado de Inglaterra. Jaén se apercibía a una guerra con Granada. Salamanca temblaba por la clausura de su gloriosa universidad y el eclipse de su predominio científico [...] La sublevación vino contra el más federal de todos los Ministerios posibles, y en el momento mismo en que la Asamblea trazaba un proyecto de Constitución, cuyos mayores defectos provenían de la falta de tiempo en la Comisión y de la sobra de impaciencia en el Gobierno.

Solo dos días después de haber sido investido presidente del Poder Ejecutivo, Castelar consiguió de las Cortes la concesión de facultades extraordinarias, iguales a las pedidas por Pi y Margall para el País Vasco y Navarra y para Cataluña para combatir a los carlistas, pero ahora extendidas a toda España para acabar tanto con la guerra carlista como con la rebelión cantonal. El siguiente paso fue proponer la suspensión de las sesiones de las Cortes para lo que Castelar tuvo que emplearse a fondo y poner en juego todo su prestigio personal como «gran tribuno de la Democracia». El 18 de septiembre la propuesta fue aprobada con los votos de los republicanos federales «moderados» y la oposición de los «centristas» de Pi y Margall y los «intransigentes» que habían vuelto a la Cámara ―fueron 124 votos a favor y 68 en contra―. Así, las Cortes quedaron suspendidas desde el 20 de septiembre de 1873 hasta el 2 de enero de 1874. Los diputados que se opusieron a la suspensión argumentaron que esta suponía la muerte de la República porque se impedía que el proyecto constitucional fuera discutido ―así lo entendieron también los periódicos de la derecha que, por el contrario, se alegraban del fin de la «utopía federalista» y del inicio de «la dictadura civil» de Castelar «por espacio de cien días»; «despotismo ministerial» lo llamó el propio Castelar―. Castelar les respondió que el problema no era ese:

Aquí el problema político está en demostrar que con la República hay orden, hay autoridad, hay respeto a la ley, hay castigo para el criminal, hay guerra para los pronunciamientos, hay horror a la anarquía; y que la República puede crear una sociedad fuerte, un Estado respetado dentro de la federación, dentro de la libertad y dentro de los intereses de la integridad, unidad y prosperidad de la Patria.

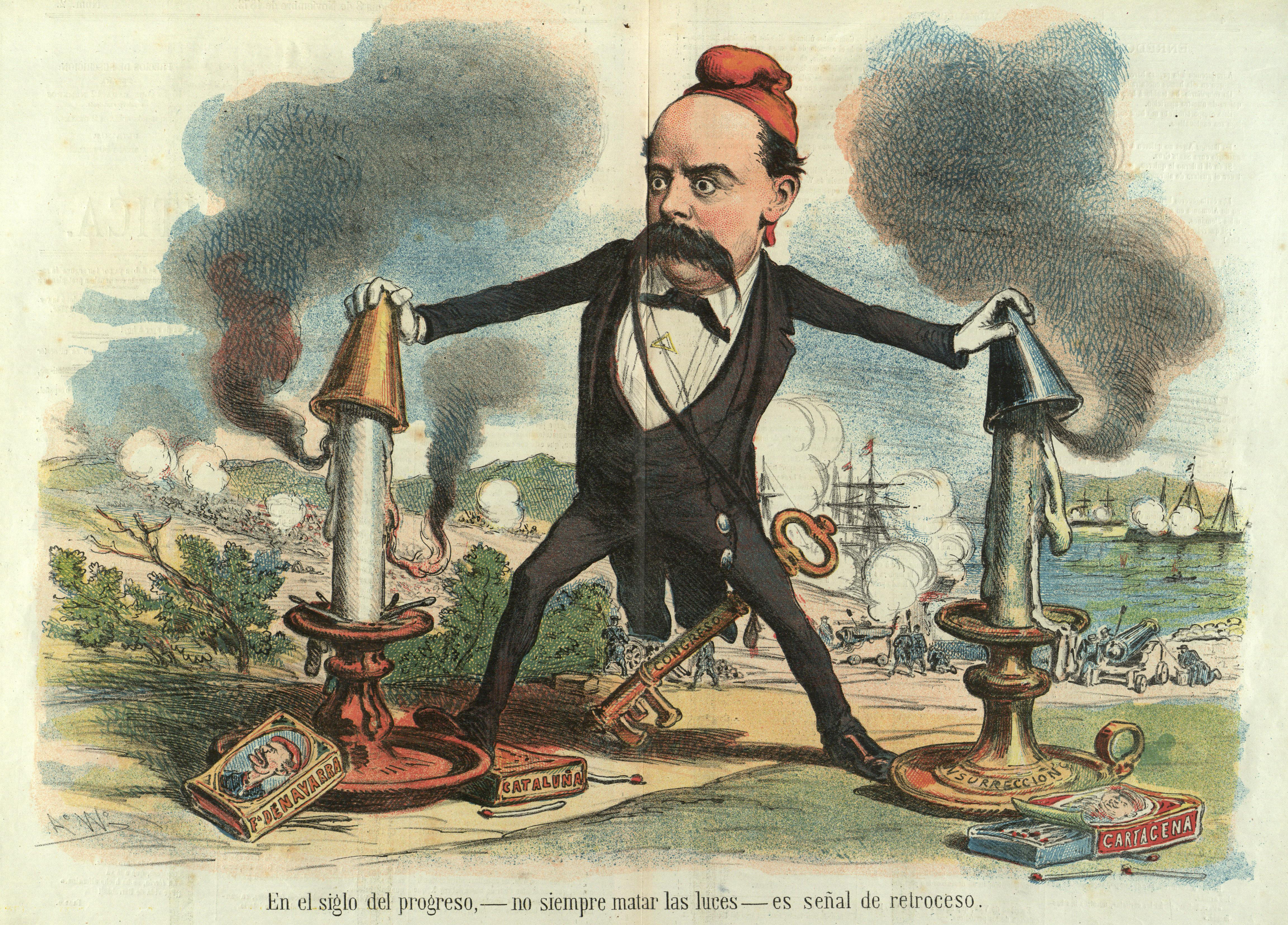
Caricatura de Tomás Padró Pedret publicada en La Madeja Política el 8 de noviembre de 1873, con el título "En el siglo del progreso - no siempre matar las luces - es señal de retroceso". Aparece Emilio Castelar, tocado con el gorro frigio (símbolo de la República), apagando dos cirios que representan la guerra carlista y la rebelión cantonal. Colgando del cinturón lleva la llave del Congreso cuyas sesiones se han suspendido a propuesta suya. Al fondo la flota cantonal bombardeando la costa, siendo respondida por la artillería gubernamental.

Los poderes extraordinarios que obtuvo Castelar y la suspensión de las sesiones de las Cortes le permitieron gobernar por decreto, facultad que utilizó inmediatamente para reorganizar el cuerpo de artillería disuelto hacía unos meses ―al final del reinado de Amadeo I―, llamar a los reservistas y convocar una nueva leva con lo que consiguió un ejército de 200 000 hombres, y el lanzamiento de un empréstito de 100 millones de pesetas para hacer frente a los gastos de guerra. También incorporó 35 000 nuevos guardias civiles y reorganizó y militarizó la milicia ciudadana y la purgó de federalistas.
Además Castelar recuperó las ordenanzas militares que se aplicarían con todo rigor, incluida la pena de muerte «establecida en todos los códigos militares en todos los códigos militares del mundo sin excepción», argumentó Castelar, y estableció la imposición de multas de 5000 pesetas a las familias cuyos hijos desertaran. También promulgó varios decretos que limitaban los derechos y las libertades ciudadanas, como la prohibición de ausentarse de una localidad sin la preceptiva cédula oficial de identificación o la prohibición a los periódicos de publicar noticias sobre la rebelión que no fueran las notas oficiales. Según Román Miguel González, «supuso la promulgación de un auténtico Estado de excepción en todo el país». Esta política fue muy celebrada por los periódicos de la derecha, aunque desconfiaban de Castelar porque seguía definiéndose como «republicano federal».
En cuanto al cantón de Málaga, la situación de impasse que se vivía se resolvió finalmente cuando el exgobernador civil Sorlier y líder de los cantonales malagueños solicitó al gobierno de Castelar, y éste lo aceptó, abandonar Málaga con sus hombres para ir al norte a luchar contra los carlistas. Llegaron a Madrid y allí cometieron todo tipo de desmanes, lo que decidió al gobierno a ordenar a Pavía el 17 de septiembre que ocupase Málaga. Antes de eso, los hombres de Sorlier que habían sido devueltos a Málaga por no considerarlos aptos para luchar en la guerra del norte, fueron detenidos y desarmados en Bobadilla por orden de Pavía. El general entró en Málaga el 19 de septiembre, poniendo fin así al cantón y a la campaña de Andalucía. En aquel momento ya solo quedaba el Cantón de Cartagena como último reducto de la rebelión.

### El cerco del Cantón Murciano de Cartagena, último reducto de la rebelión
El 10 de septiembre el general Martínez Campos le escribió al general Juan Contreras, jefe de las fuerzas cantonales de Cartagena, para que se rindiera una vez que los cantones andaluces habían caído y la ciudad se encontraba «bloqueada por mar y tierra». La respuesta fue negativa, sobre todo porque el cerco por mar no era tal.
El mismo día 18 de septiembre de 1873 en que las Cortes votaban la suspensión de sus sesiones ―y la víspera de que Pavía pusiera fin al cantón de Málaga― el periódico El Cantón Murciano de Cartagena publicaba la alocución que Antonete Gálvez, que se había impuesto a los miembros del gobierno cantonal partidarios de la rendición —entre los que se encontraba Roque Barcia—, había dirigido a las tropas cantonalistas al ser nombrado comandante general de la fuerza ciudadana. Acababa así: «al que os diga que esta plaza se entregará, prendedle en el acto, que ese es un traidor. Esta plaza no se entregará nunca». La moral de los 75 000 habitantes de Cartagena en aquellos momentos aún se mantenía alta, como lo muestra esta copla que se cantaba por la ciudad:

Castillo de las Galeras,
Ten cuidao al dispará
Porque va a pasá mi amante
Con la bandera encarná

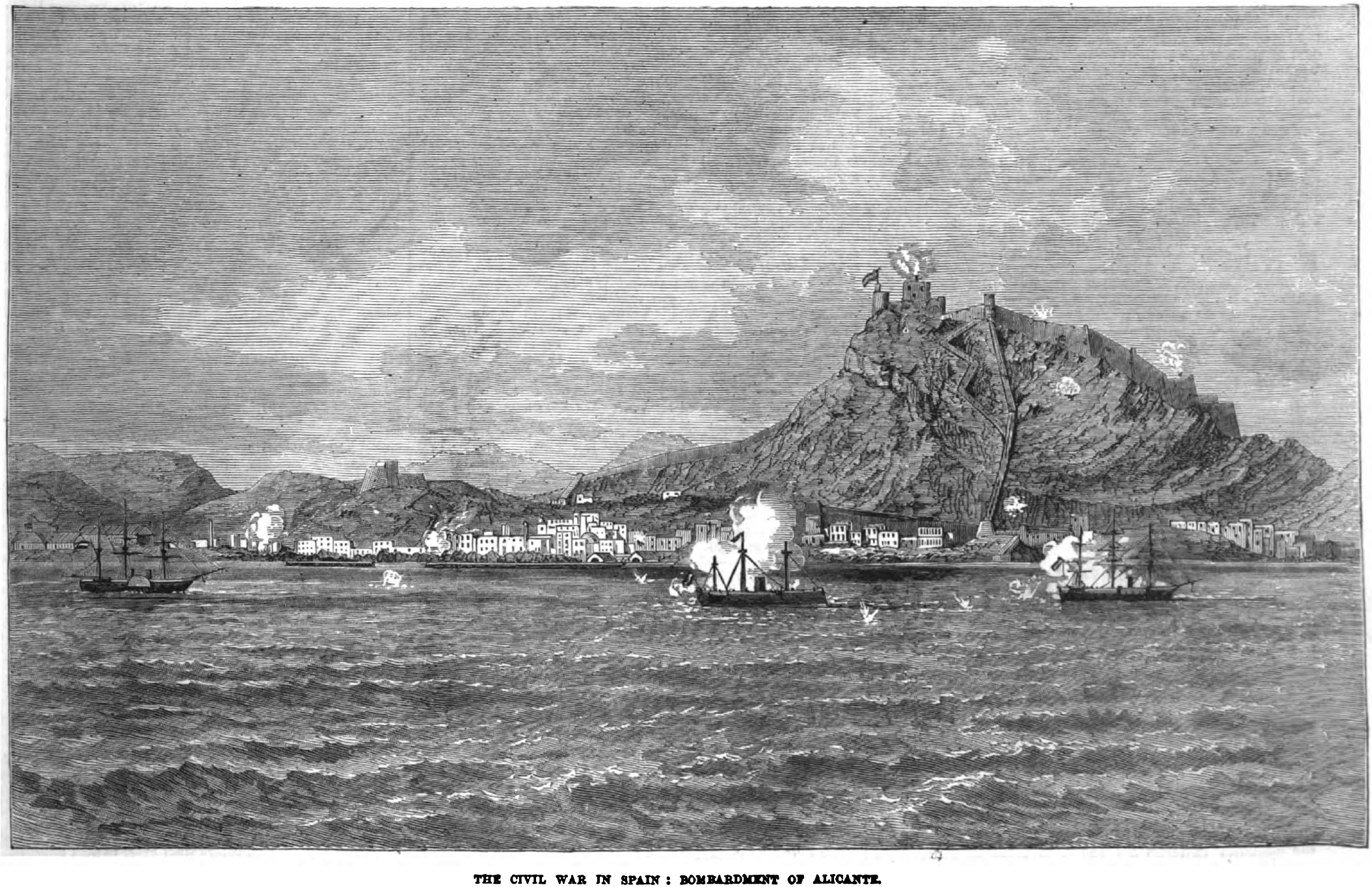
Grabado publicado por The Illustrated London News el 11 de octubre de 1873 que mueestra el bombardeo de Alicante por la flota cantonal.

El 20 de septiembre dos buques cantonales se presentaron ante Alicante amenazando con bombardearla si no se le entregaban víveres. El ministro de la Gobernación Eleuterio Maisonnave, nacido en esa ciudad, ordenó al alcalde Juan Leach, nombrado por él, que resistiera y le envió tropas y artillería, pero este buscó la mediación del comodoro que mandaba el barco británico que había seguido a las dos naves cantonales —los cónsules francés y británico también entraron en contacto con los insurrectos para intentar disuadirlos del bombardeo de la ciudad y de su puerto—. Cuando el general Martínez Campos llegó a Alicante se opuso a la negociación, pero como el gobierno respaldó la actuación del alcalde Leach, Martínez Campos presentó la dimisión el 24 de septiembre. Le sustituyó el general Francisco de Ceballos, otro militar conservador, del entorno de la Unión Liberal. Finalmente, la alternativa de la resistencia prevaleció ―el propio ministro Maisonnave viajó a Alicante para organizarla― y no se dieron víveres a los barcos cantonales. Su respuesta fue bombardear la ciudad, que duró seis horas y causó siete o nueve muertos, según las fuentes, y unos cuarenta heridos. Después se dirigieron a Valencia en cuyo puerto se apoderaron de cuatro barcos, liberando a continuación a las tripulaciones. Ceballos sería sustituido en diciembre por el general José López Domínguez ―sobrino del general Serrano― que sería quien comandaría el asalto final a Cartagena.

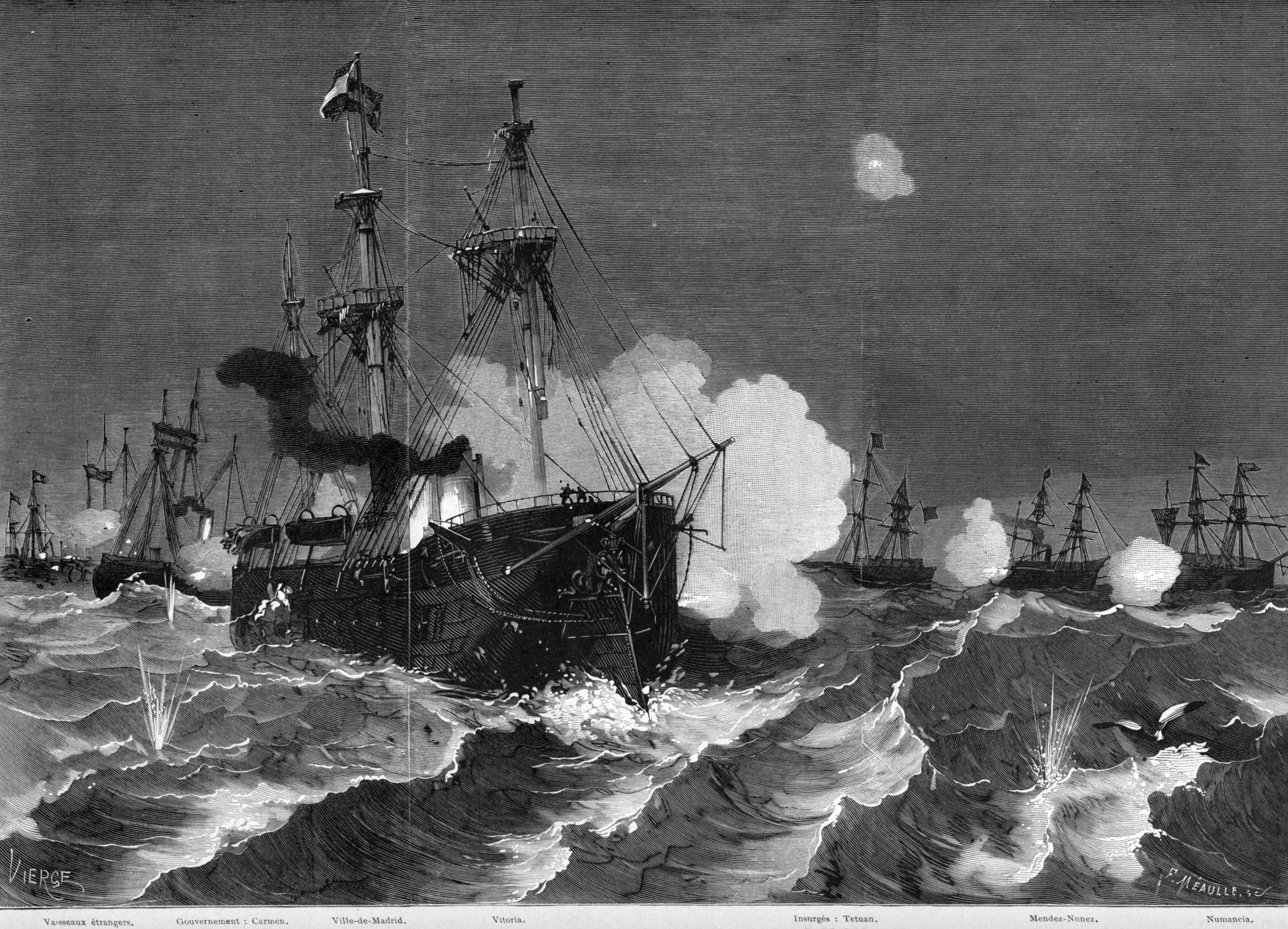
Grabado sobre un dibujo de Daniel Vierge publicado por Le Monde Illustré el 1 de noviembre de 1873 que muestra el combate naval de Portmán frente al cabo de Palos.

El 11 de octubre el contralmirante Miguel Lobo y Malagamba intentó bloquear el puerto de Cartagena, pero fracasó en la batalla naval que entabló con la flota cantonal frente al cabo de Palos (en el conocido como combate naval de Portmán) y una semana después fue sustituido en el mando de la flota republicana por el contralmirante Chicharro. El cerco por mar de Cartagena seguía fallando y así era muy difícil doblegar su resistencia.

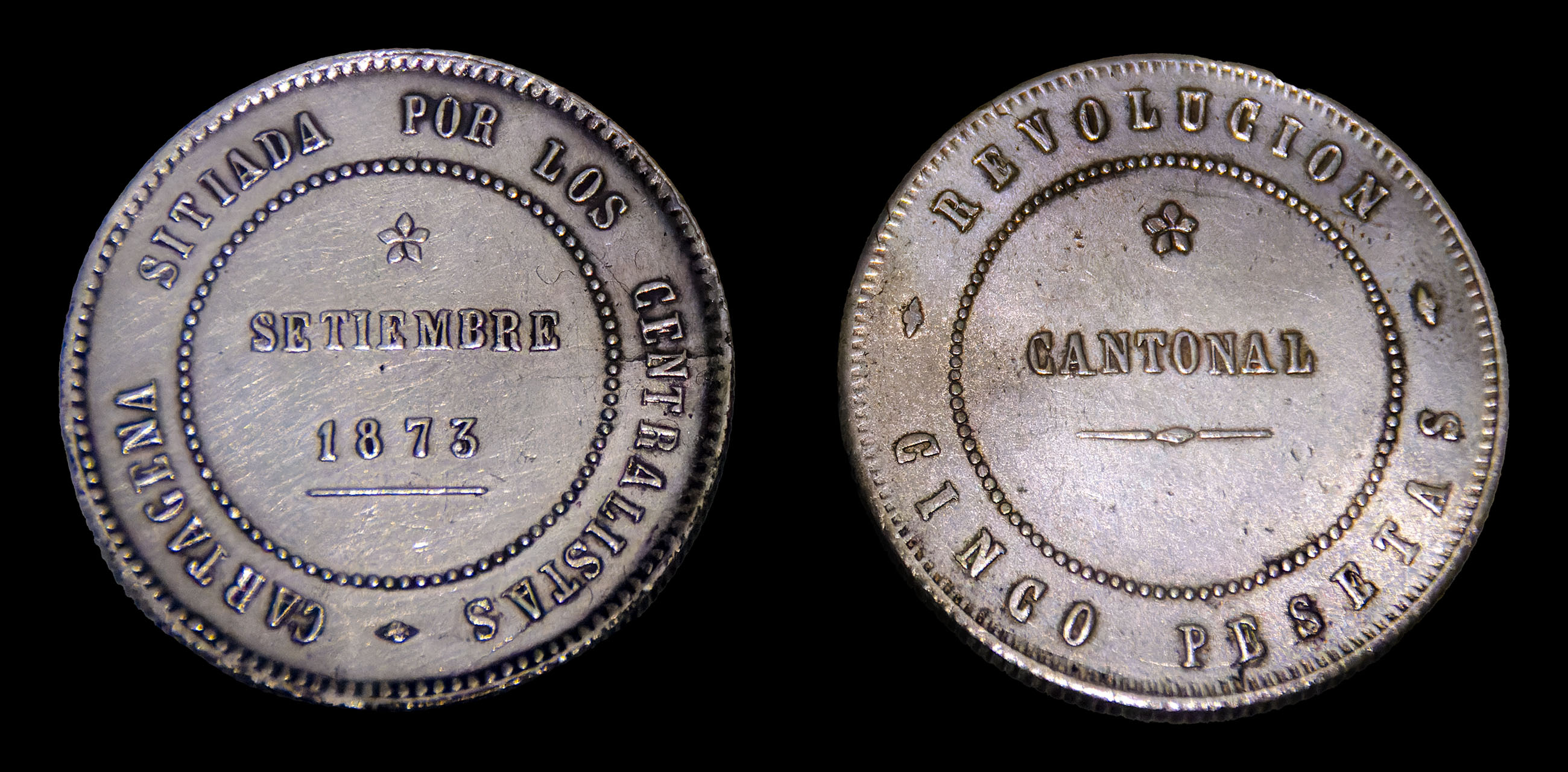
Anverso y reverso de un duro cantonal que empezó a circular en septiembre de 1873.

Por esas fechas empiezan a circular los "duros cantonales" por valor de cinco pesetas, que sustituyen a las monedas de dos pesetas que se habían empezado a acuñar a principios de septiembre, y que tenían mayor valor intrínseco del que se les atribuía. En el decreto de la Junta en que se aprobó su acuñación se decía: «[Cartagena] quiere ser la primera que esparza por el mundo un testimonio vivo, de imperecedera memoria que recuerde a las futuras generaciones el grito de justicia y fraternidad».
A finales de octubre y principios de noviembre de 1873 aparecieron las primeras muestras de cansancio entre la población por el largo asedio al que continuaba sometida Cartagena desde mediados de agosto. Así, el 2 de noviembre una manifestación exigió la celebración de elecciones, a lo que la Junta Soberana de Salvación accedió, pero el resultado no varió la composición de la misma: los partidarios de la resistencia siguieron teniendo mayoría. Se acordó nombrar a José María Orense presidente honorario del cantón. Mientras tanto el general Ceballos logró introducir espías y provocadores dentro de la ciudad que ofrecieron dinero a los líderes del cantón, que éstos rechazaron, aunque sí lo aceptaron algunos oficiales que serán detenidos y encarcelados el 21 de noviembre en el castillo de Galeras.

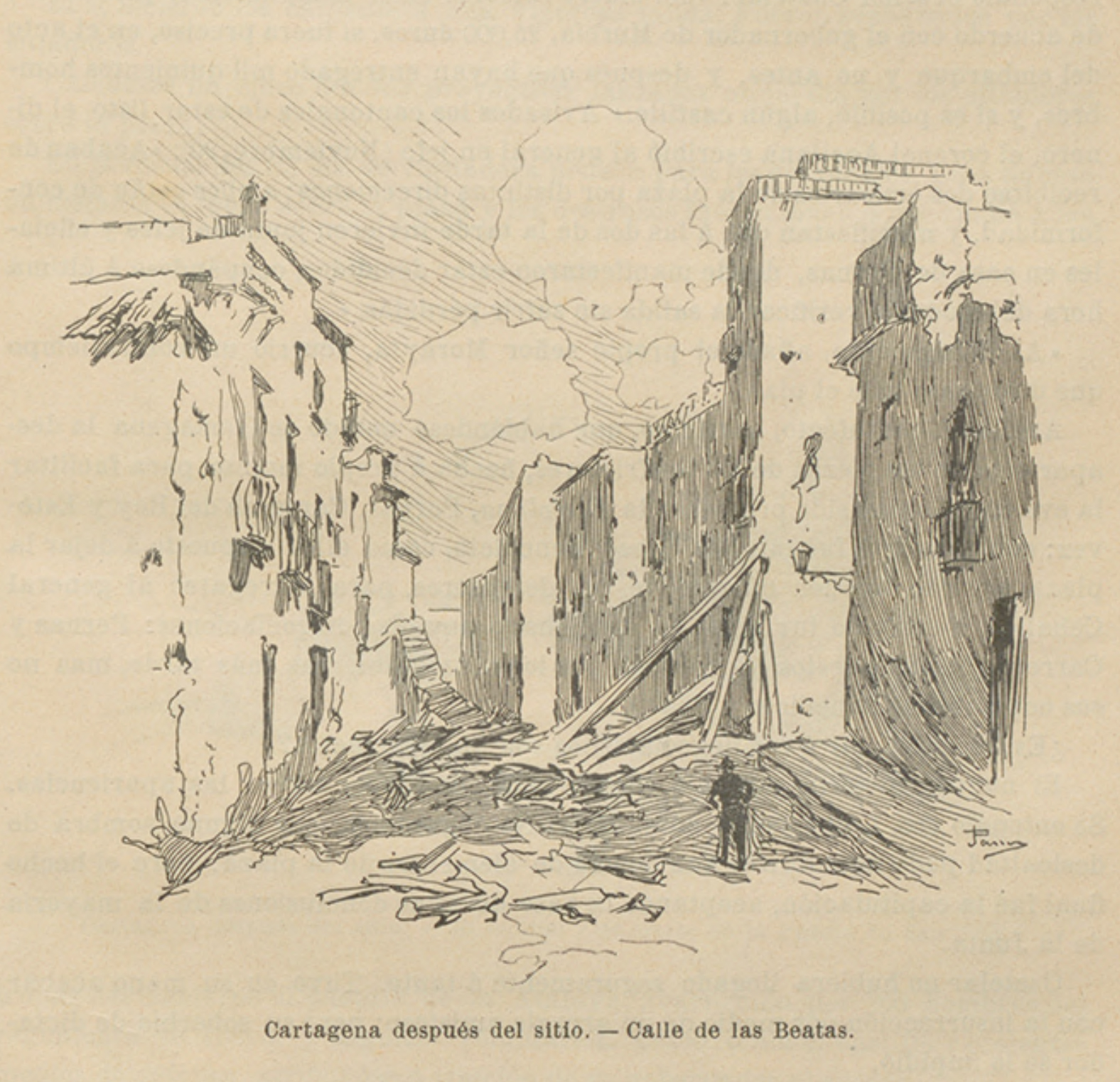
Dibujo de José Passos que muestra la destrucción causada por los bombardeos en la calle de las Beatas de Cartagena.

El desánimo y la desmoralización de los sitiados aumentaron cuando a finales de noviembre comenzó el bombardeo de la ciudad, que era lo que pretendía el gobierno cuando el 14 de noviembre el ministro de la Guerra José Sánchez Bregua comunicó al general Ceballos que «sería conveniente arrojar 5000 proyectiles a la plaza porque así se podría quebrantar el ánimo de los defensores o cuando menos molestarles, para no dar lugar a que permanezcan como han permanecido, completamente tranquilos». El bombardeo comenzó el 26 de noviembre de 1873 sin previo aviso y se prolongó hasta el último día del asedio, el 12 de enero de 1874, contabilizándose en total 27 189 proyectiles, «un verdadero diluvio de fuego», que causaron ochocientos heridos y doce muertos y destrozos en la mayoría de los inmuebles ―sólo 28 casas quedaron indemnes―.

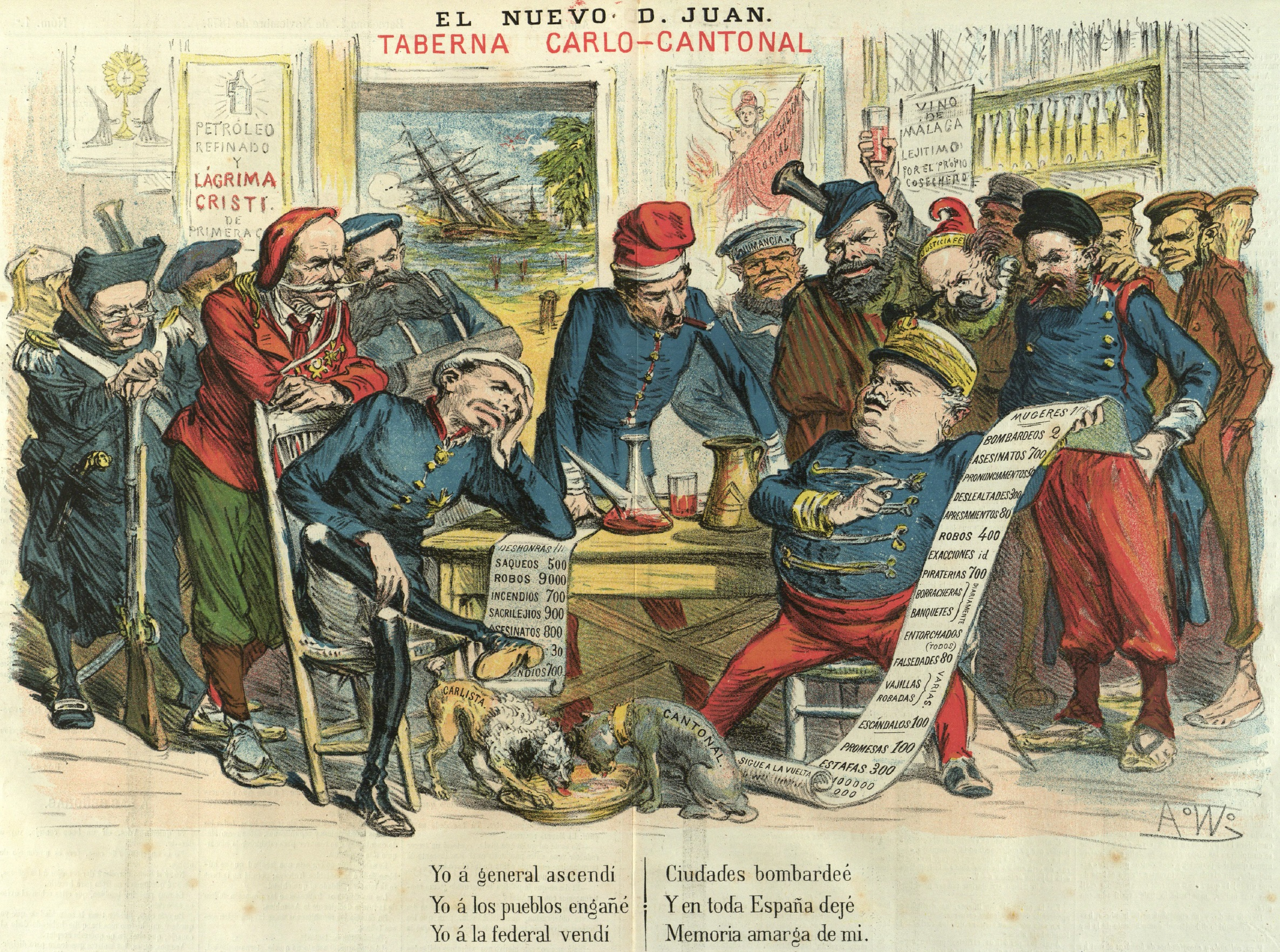
Caricatura de Tomás Padró publicada en La Madeja Política el 1 de noviembre de 1873 con el título "El nuevo D. Juan" en referencia al general cantonal Juan Contreras. En ella se muestra la connivencia en la "Taberna carlo-cantonal" entre los carlistas, encabezados por el pretendiente Carlos VII y acompañado por Francisco Savalls y el cura Santa Cruz, y los cantonales de Cartagena, encabezados por Contreras a quien acompañan Antonete Gálvez y Roque Barcia.

Tras la primera semana de bombardeo en que los sitiadores se percataron de que las defensas de Cartagena seguían intactas, el general Ceballos presentó la dimisión, alegando motivos de salud y la «escasez de recursos para tomar la plaza en el plazo que interesa al Gobierno» ―es decir, antes de que se reabran las Cortes el 2 de enero que previsiblemente obligarán a dimitir a Castelar―. El 10 de diciembre ocupó su puesto el general José López Domínguez, sobrino del general Serrano. «La política de Castelar era acabar con los cartageneros antes de la reunión de las Cortes… El plan era sitiar Cartagena, bombardearla, ahogarla por falta de víveres y negociar la rendición con algunas personas del interior». El general Martínez Campos ya había informado al gobierno de que «por tierra son inatacables, sino con sitio largo y sangriento», lo que desmoralizaría a las tropas, y de que solo con el cerco marítimo se conseguiría la rendición de la plaza, sin descartar ni la negociación ni el soborno para lograrla.
El 15 de diciembre la Junta de Salvación Pública de Cartagena aprobó una propuesta para protestar al cónsul de Estados Unidos por los bombardeos, aunque no salió adelante otra presentada por Roque Barcia en la que se proponía enarbolar la bandera de ese país ―en aquel momento las relaciones del gobierno de Castelar con Estados Unidos, el único país junto con Suiza que había reconocido a la República española, no atravesaban por un buen momento a causa del «incidente del Virginius»: un barco estadounidense apresado por las autoridades coloniales de Cuba porque transportaba hombres y armas para apoyar la insurrección; 53 «piratas» fueron fusilados―. En la carta que le había enviado Barcia a Daniel Sickles, representante de Estados Unidos en España, le había dicho lo siguiente:

En el nombre del ser humano, del cristianismo, de la civilización, de la patria y de la familia: en nombre del pueblo y de Dios, preguntamos a la gran República americana si nos autoriza en un caso extremo como medio último de salvación, enarbolar en nuestros buques, en nuestros castillos, en nuestros baluartes, un pendón federal glorioso y acatado en todo el Norte.

### La rendición de Cartagena tras el golpe de Estado de Pavía del 3 de enero de 1874

#### El golpe de Pavía y sus consecuencias
El acercamiento a los constitucionales y a los radicales por parte Castelar encontró la oposición del «moderado» Nicolás Salmerón y de sus seguidores, que hasta entonces habían apoyado al gobierno, porque creían que la República debía ser construida por los republicanos auténticos, no por los recién llegados que estaban «fuera de la órbita republicana». Al mismo tiempo se había producido un acercamiento entre Salmerón y Pi y Margall, lo que fue interpretado por los «demoliberales individualistas» de Castelar y por la extrema derecha monárquica y republicana unitaria como la vuelta de la «amenaza socialista» y de la «disolución de la Patria». Así, ante la perspectiva de que Pi y Margall y Salmerón presentaran un voto de censura contra el gobierno de Castelar en cuanto se reabrieran las Cortes el 2 de enero de 1874, Cristino Martos, líder de los radicales, y el general Serrano, líder de los constitucionales, acordaron llevar a cabo un golpe de fuerza que encabezaría el general Manuel Pavía, capitán general de Castilla la Nueva, que incluía Madrid.

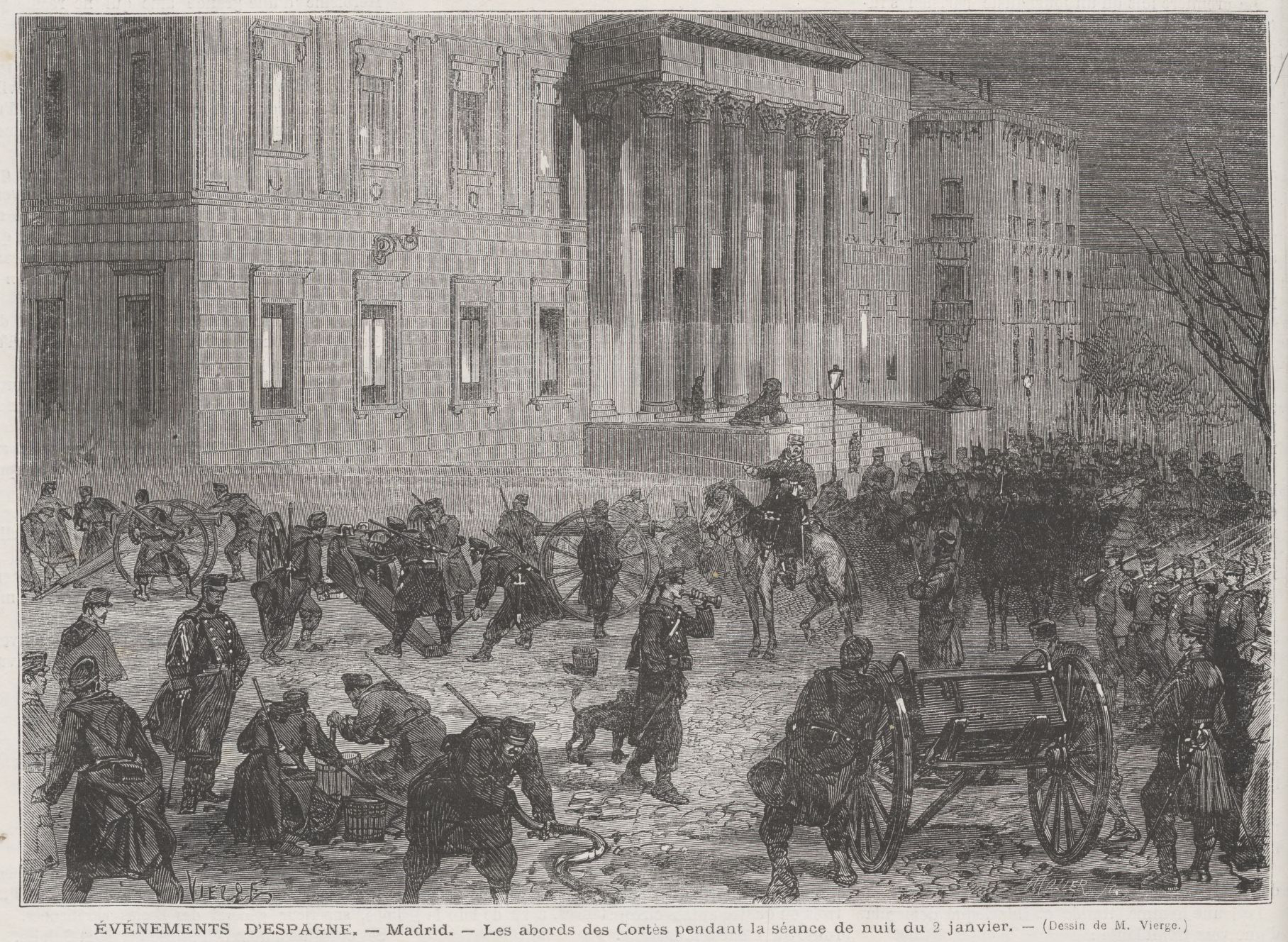
Grabado sobre un dibujo de Daniel Vierge (Le Monde Illustré, 10 de enero de 1874) que muestra el momento en que las tropas del general Pavía rodean el edificio de las Cortes.

Cuando las Cortes reanudaron sus sesiones a las 4 de la tarde del 2 de enero de 1874, Nicolás Salmerón comunicó a la Cámara que había dejado de apoyar al gobierno de Castelar por haber abandonado la «política republicana», a lo que le respondió Castelar haciendo un llamamiento al establecimiento de la «República posible» con todos los liberales, incluidos los conservadores, y abandonando la «demagogia», el gran enemigo de la República, cuya culpa recaía en esos que, hablando de una «utopía socialista» ―en referencia Pi y Margall―, «prometían edenes que no han podido traer a la Tierra a pesar de haber estado en el Gobierno». Un diputado le interrumpió diciendo «¿Y la Federal? ¿Y el proyecto?», a lo que Castelar le respondió: «¿El proyecto? Lo quemasteis en Cartagena», provocando los aplausos de un sector de la Cámara.
Hacia las cinco de la madrugada del 3 de enero, tras un largo e intenso debate, se votó la moción de confianza al gobierno presentada por varios diputados de la derecha en la que Castelar salió derrotado por 100 votos a favor y 120 en contra, por lo que este presentó la dimisión. Se hizo un receso durante el cual se reunieron Pi y Margall y Salmerón, junto con otros diputados, para acordar quién iba a presidir el gobierno. El designado fue el «centrista» Eduardo Palanca. También pactaron el reparto de los ministerios. Al mismo tiempo, el diputado constitucional León y Castillo hizo llegar el resultado de la votación adverso para Castelar al general Pavía.

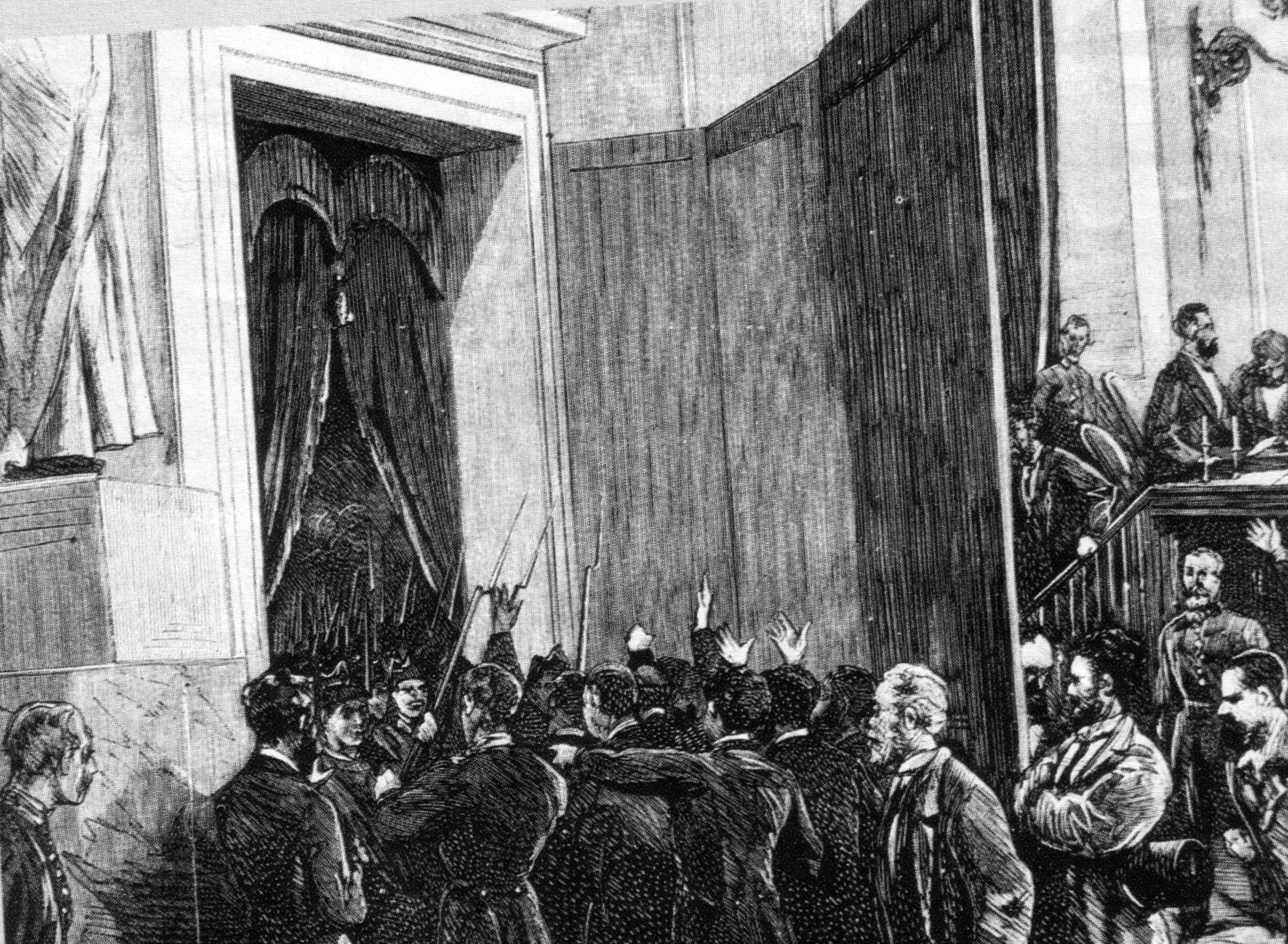
Entrada de las tropas de Manuel Pavía en el Congreso de los Diputados el 3 de enero de 1874.

A las siete menos cinco de la mañana se reanudó la sesión y cuando se estaba iniciando la votación de investidura del nuevo gobierno, dos ayudantes de Pavía, quien ya se encontraba con sus tropas frente al edificio del Congreso, le entregaron una nota a Salmerón, presidente de las Cortes, que decía: «Desaloje el local». Le dieron cinco minutos de plazo para cumplirla. Salmerón interrumpió la votación e informó a los diputados sobre lo que estaba sucediendo, a lo que estos respondieron con vivas a la soberanía nacional y mueras a los traidores y a Pavía. A continuación penetraron en el edificio los soldados del regimiento de Mérida, seguidos por los guardias civiles encargados de la custodia del edificio al mando de coronel Iglesias, que se había pasado al lado de los golpistas. Hubo disparos al aire en los pasillos para que los diputados aceleraran el abandono del hemiciclo. Uno de los últimos en salir fue el todavía presidente del Poder Ejecutivo, Emilio Castelar, a quien se acercaron dos diputados de la extrema derecha monárquica y republicana unitaria para pedirle, por encargo del general Pavía, que asistiera a la reunión que iba a convocar este para formar un «gobierno nacional», a lo que Castelar se negó.

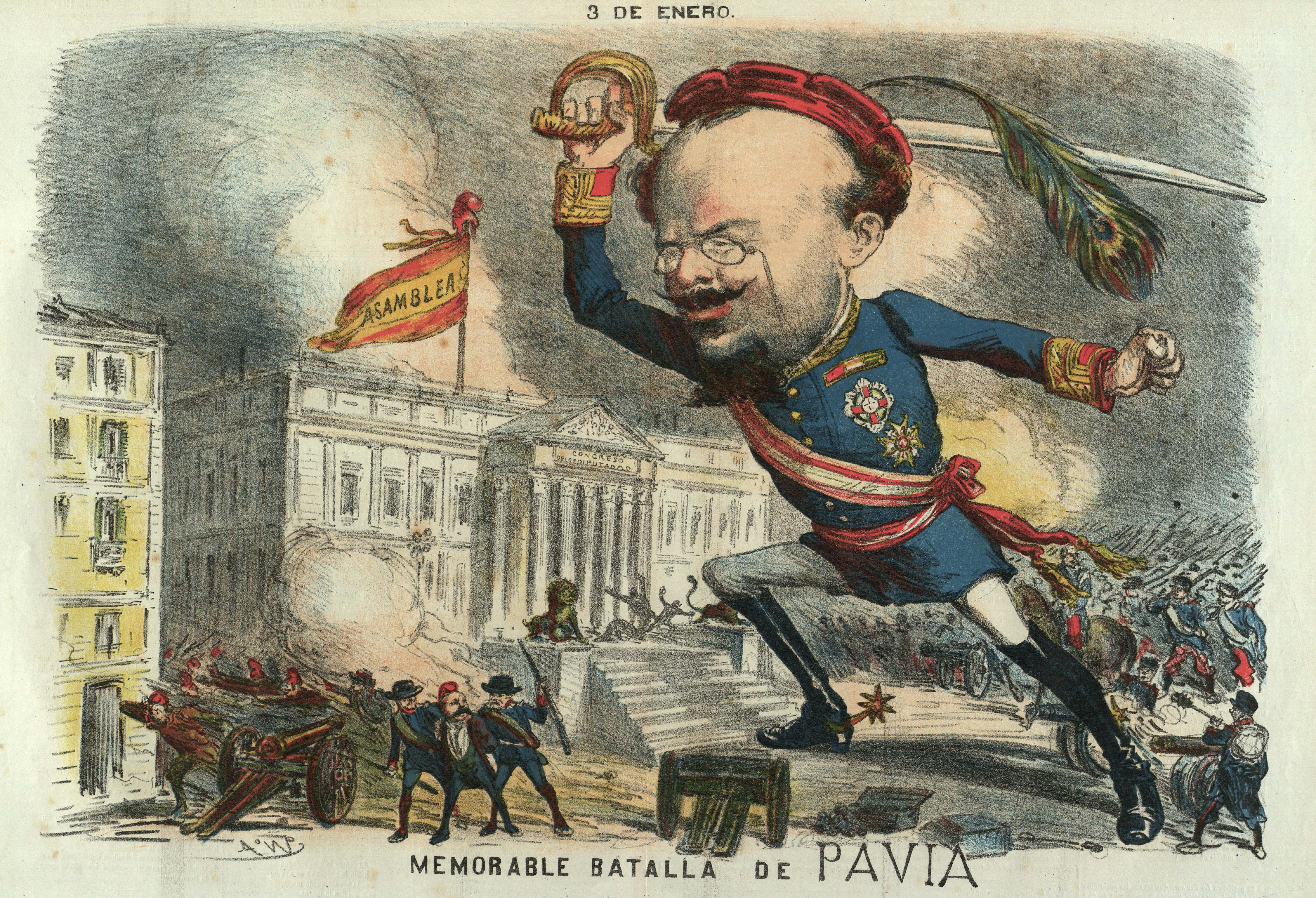
Caricatura de Tomás Padró publicada el 24 de enero de 1874 en La Madeja Política con el irónico título de "Memorable batalla de Pavía". Aparece un general Pavía gigante tomando la sede de las Cortes sobre la que ondea la bandera de España con el rótulo "Asamblea". En primer plano se llevan detenido al presidente del Poder Ejecutivo de la República Emilio Castelar (lo que no sucedió exactamente así: fue destituido, pero pudo marcharse libremente a su casa).

En un folleto que el general Pavía publicó en 1878 para justificar el golpe aseguró que lo había hecho impulsado por su «deber de español y de soldado» y que por eso tomó la «bandera del patriotismo y del desinterés personal». En el telegrama que Pavía envió el mismo día 3 al embajador español en París Buenaventura Abárzuza Ferrer le dijo que había dado el golpe para evitar que el Gobierno estuviera en «manos de los intransigentes, enemigos del Ejército». Tres meses más tarde insistirá en que él solo había sido el «brazo» para salvar a España de la «sima en que estaba a punto de hundirla el desenfreno de la demagogia representada en el cantonalismo».
El golpe tuvo una escasa resistencia —los únicos lugares donde la hubo de cierta entidad fueron Zaragoza y Barcelona—. El motivo, según Román Miguel González, fue que «el ansiado gobierno republicano federal de Centro, que iba a traer Orden y Reformas y que iba a ser presidido por el demokrausista E. Palanca, ya no tenía los apoyos con los que hubiera contado en junio de 1873, no tanto por la desidia popular de la República federal, como por la labor llevada a cabo por Maisonnave desde el Ministerio de la Gobernación y por las exhibiciones represivas de Pavía en Andalucía durante el segundo semestre de 1873. Las masas federalistas fueron reprimidas y desarmadas y la fuerza pública puesta en manos de los antirrepublicanos. Toda posible resistencia popular al golpe de Estado era más que una temeridad, sobre todo porque no hubo tampoco ningún gran líder federal que lanzase y encabezase la resistencia armada». Florencia Peyrou coincide con Miguel González cuando señala que la política represiva del gobierno de Castelar, «impidió que se pudiera organizar ningún tipo de resistencia», aunque reconoce que «en ello también influyó el cansancio de los propios republicanos y la necesidad de orden público». Jorge Vilches, por el contrario, afirma que la razón de la escasa resistencia al golpe fueron «el dogmatismo y la irresponsabilidad de la izquierda, del centro, de los intransigentes y de Salmerón [que] no tenían nada que ver con el sentir de la mayoría de la población».
Como Castelar había rehusado el ofrecimiento del general Pavía para que presidiera el gobierno porque no estaba dispuesto a mantenerse en el poder por medios antidemocráticos —de hecho redactó una Protesta contra «la herida brutal que se ha inferido a la Asamblea Constituyente»—, la presidencia del Poder Ejecutivo de la República la asumió el líder del Partido Constitucional el general Serrano, duque de la Torre, quien se fijó como objetivo prioritario acabar con la rebelión cantonal y con la tercera guerra carlista. Su gobierno estuvo integrado por constitucionalistas, radicales y un republicano unitario, Eugenio García Ruiz, este último por imposición de Pavía ―el líder de los monárquicos alfonsinos Antonio Cánovas del Castillo rehusó participar porque seguía siendo un gobierno republicano―.
En el Manifiesto que hizo público el gobierno de Serrano el 8 de enero de 1874 ―recogido en la Gaceta de Madrid del día siguiente― justificó el golpe de Pavía afirmando que el gobierno que iba a sustituir al de Castelar hubiera supuesto la desmembración de España o el triunfo del absolutismo carlista y a continuación anunció, dejando abiertas todas las posibilidades sobre República o Monarquía hereditaria o electiva, que se convocarían Cortes ordinarias que designarían la «forma y modo con que han de elegir al supremo Magistrado de la Nación, marcando sus atribuciones y eligiendo al primero que ha de ocupar tan alto puesto». Bajo la dictadura de Serrano las Cortes fueron disueltas y la Constitución de 1869 se dejó en suspenso «hasta que se asegurase la normalidad de la vida política».

#### La rendición de Cartagena

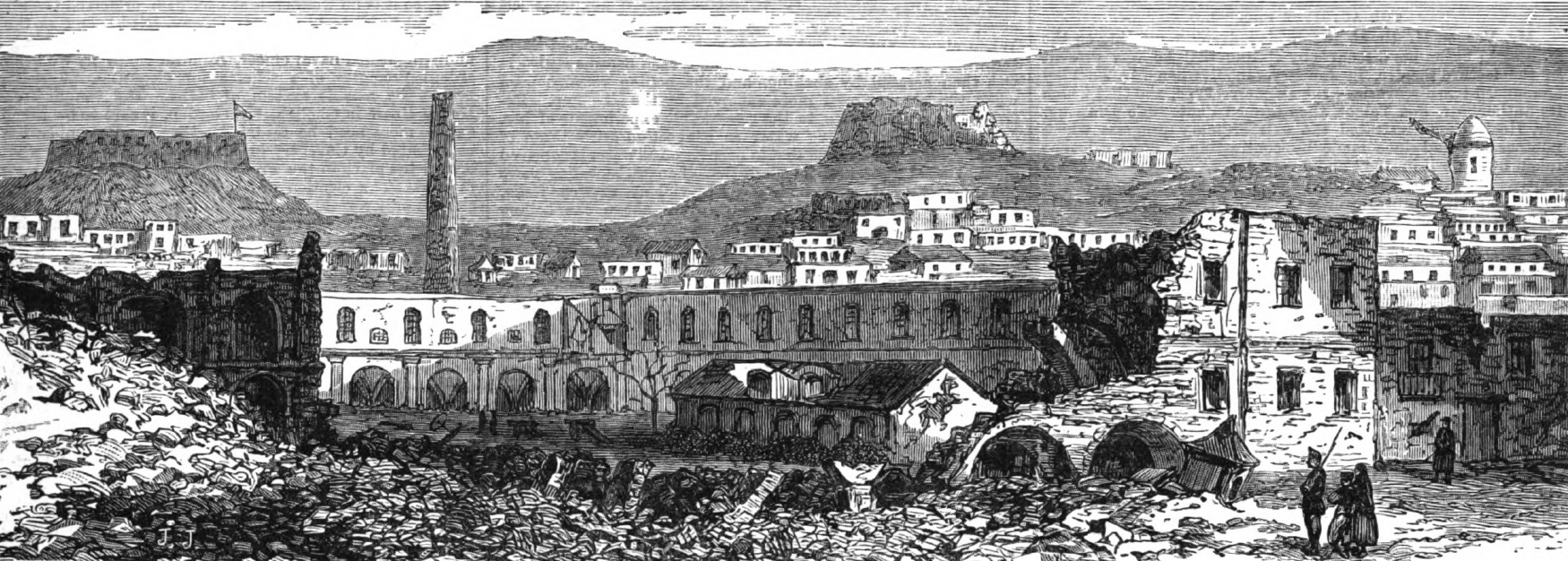
Grabado del The Illustrated London News publicado el 28 de febrero de 1874 que muestra el Parque de Artillería de Cartagena tras su explosión, que causó 400 víctimas mortales entre las personas que se habían refugiado allí porque estaba más allá del alcance de los cañones enemigos.

Al conocerse en Cartagena el golpe de Pavía los sitiados perdieron toda esperanza de que hubiera algún tipo de negociación por lo que se plantearon la capitulación, aunque, según José Barón Fernández, «estimulados por el terror que anuncia la próxima derrota, los cantonales hacen una desesperada y heroica defensa, como lo reconoce el propio general José López Domínguez», que manda el ejército gubernamental que sitia por tierra la plaza. A las 11 de la mañana del día 6 de enero explotó el depósito de pólvora del Parque de Artillería, muriendo las 400 personas que allí se habían refugiado porque estaba más allá del alcance de los cañones enemigos. Por eso hay dudas de si la explosión la causó un proyectil lanzado por los sitiadores o de si se trató de un sabotaje. Fue el golpe definitivo a la capacidad de resistencia de los sitiados y ni Antonete Gálvez ni el general Contreras «lograron levantar el ánimo de aquel pueblo sometido a un castigo implacable», ha comentado José Barón Fernández. Otro elemento clave fue la toma por las tropas gubernamentales del castillo de la Atalaya. Fueron hechos prisioneros trescientos hombres, aunque posteriormente fueron indultados. Así relató meses después un cantonalista exiliado en Orán (Argelia francesa) las consecuencias del bombardeo:

Unas 600 bajas entre muertos y heridos de todas clases, sexos y edades, incluyendo, las 200 víctimas del parque [de artillería]; he aquí el resultado de cuarenta y ocho terribles días de fuego [...] más padecían los defensores por falta de alimento y de descanso que por el temor al peligro. Muchos no durmieron durante más de un mes en otra cama que el suelo y el aire libre, y no comieron nada caliente; y aún hubo días de recibir tan solo media libra de pan para pasar la indispensable sardina salada, base principal de la alimentación de la fuerza.

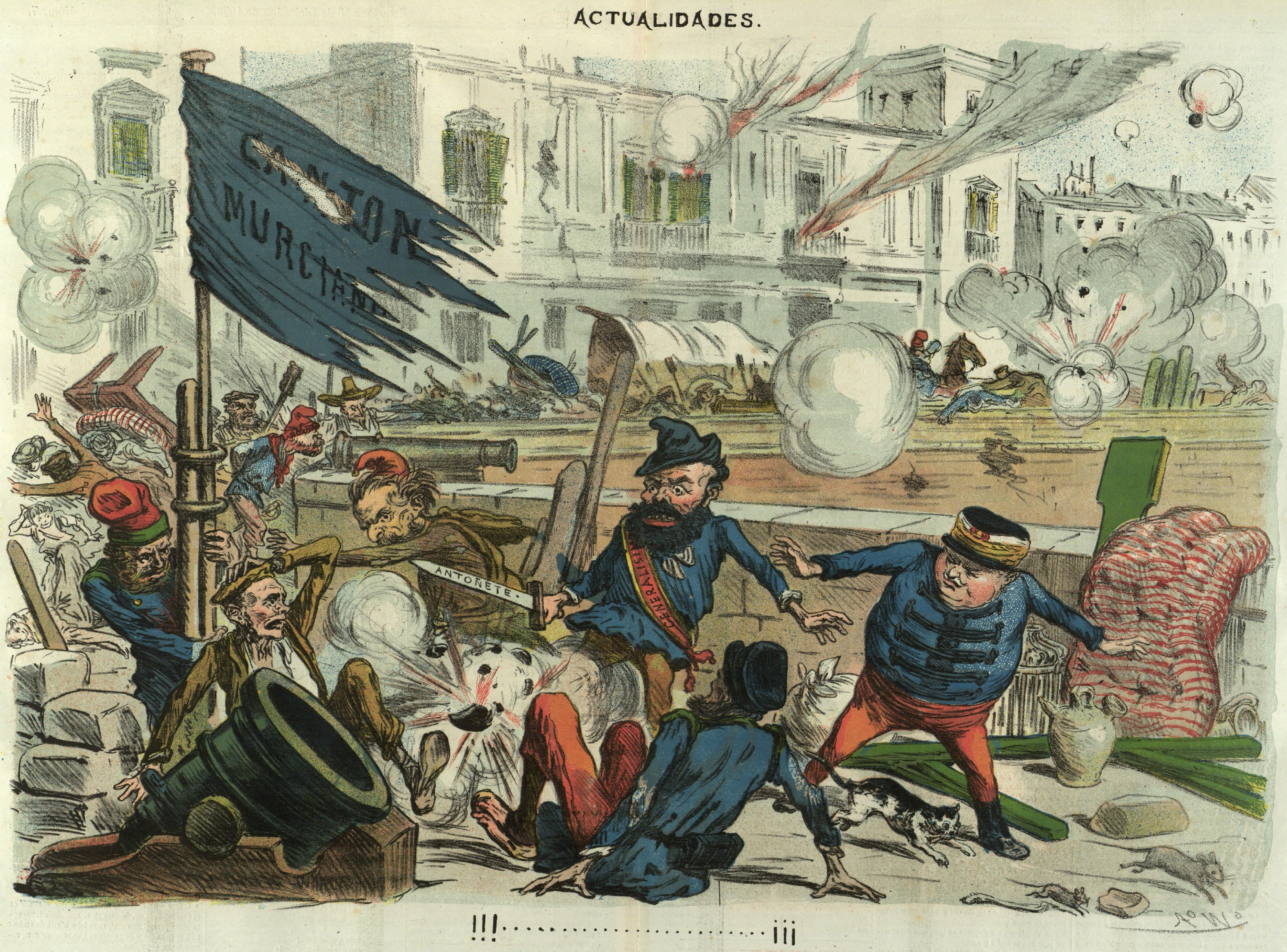
Caricatura de Tomás Padró publicada en La Madeja Política el 13 de diciembre de 1873 que representa el bombardeo de Cartagena. En ella aparecen (de derecha a izquierda) el general Juan Contreras, Antonete Gálvez y Roque Barcia, este último abalanzándose hacia el desvencijado mástil que sostiene la bandera del Cantón Murciano hecha girones.

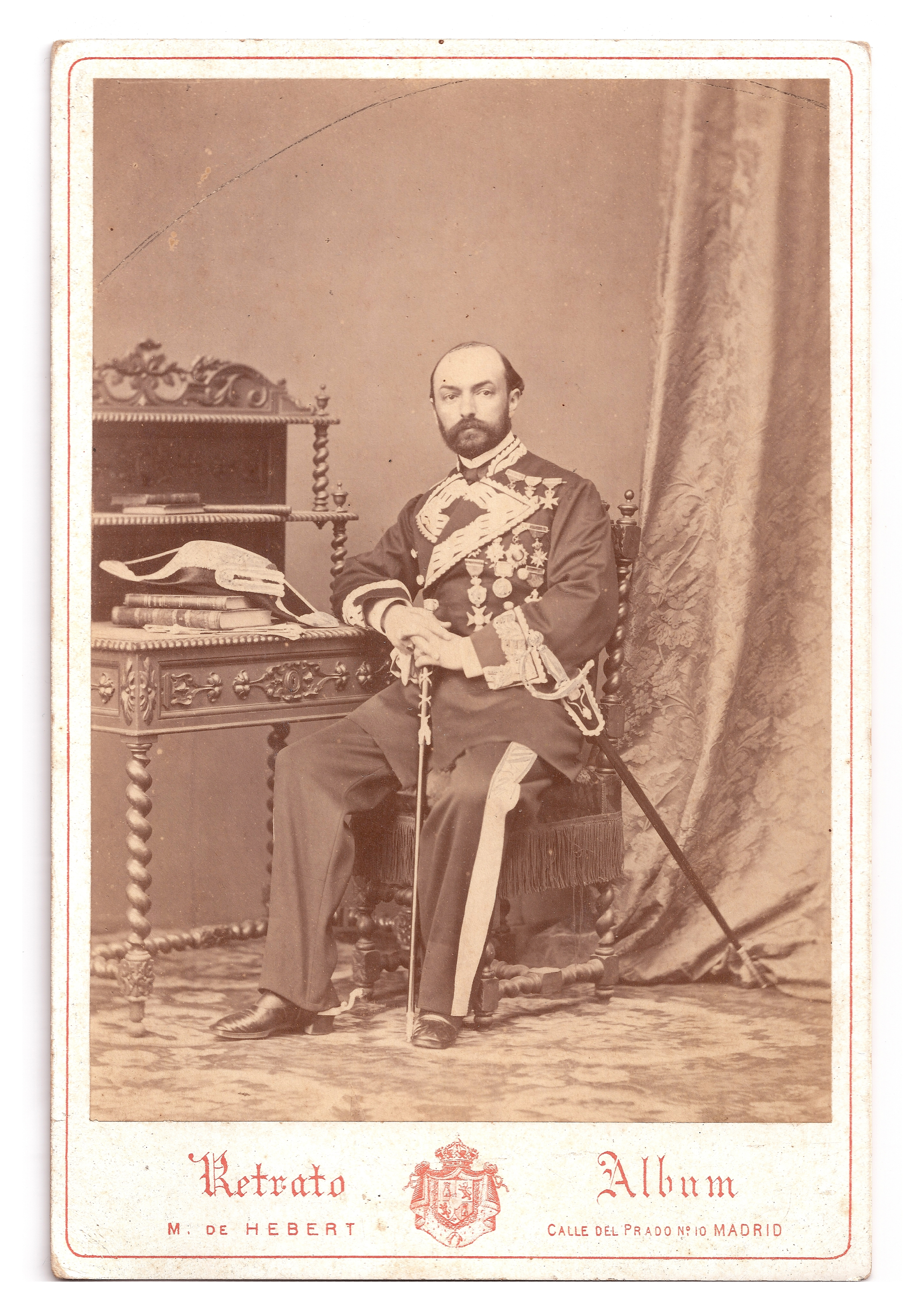
General José López Domínguez.

En la tarde del 11 de enero, se celebró una gran asamblea en la que además de los miembros de la Junta participan militares, voluntarios y movilizados. En ella se decidió a propuesta de Roque Barcia la rendición y la Junta Revolucionaria encargó a Antonio Bonmatí y Caparrós, que en nombre de la Cruz Roja Española, parlamentara con el jefe del ejército gubernamental y ofreciera la rendición de la plaza, a pesar de que el resto de los líderes del Cantón Murciano de Cartagena, entre ellos "Antonete" Gálvez y el general Contreras, propusieron continuar resistiendo. Poco después salió de Cartagena ondeando bandera blanca una comisión de la asamblea encabezada por dos representantes de la Cruz Roja para negociar la rendición con el general López Domínguez. A las 9 de la mañana del día siguiente, 12 de enero, se dio lectura ante la asamblea a la contrapropuesta que iba a llevar la Comisión a las condiciones exigidas por López Domínguez en su entrevista del día anterior, y que incluían además de la aceptación del indulto por el delito de rebelión que les había ofrecido López Domínguez, exceptuando a los miembros de la Junta, el que se incluyeran en el indulto los prisioneros de guerra hechos en Chinchilla y que se reconocieran los grados y empleos concedidos durante la insurrección, entre otras peticiones.

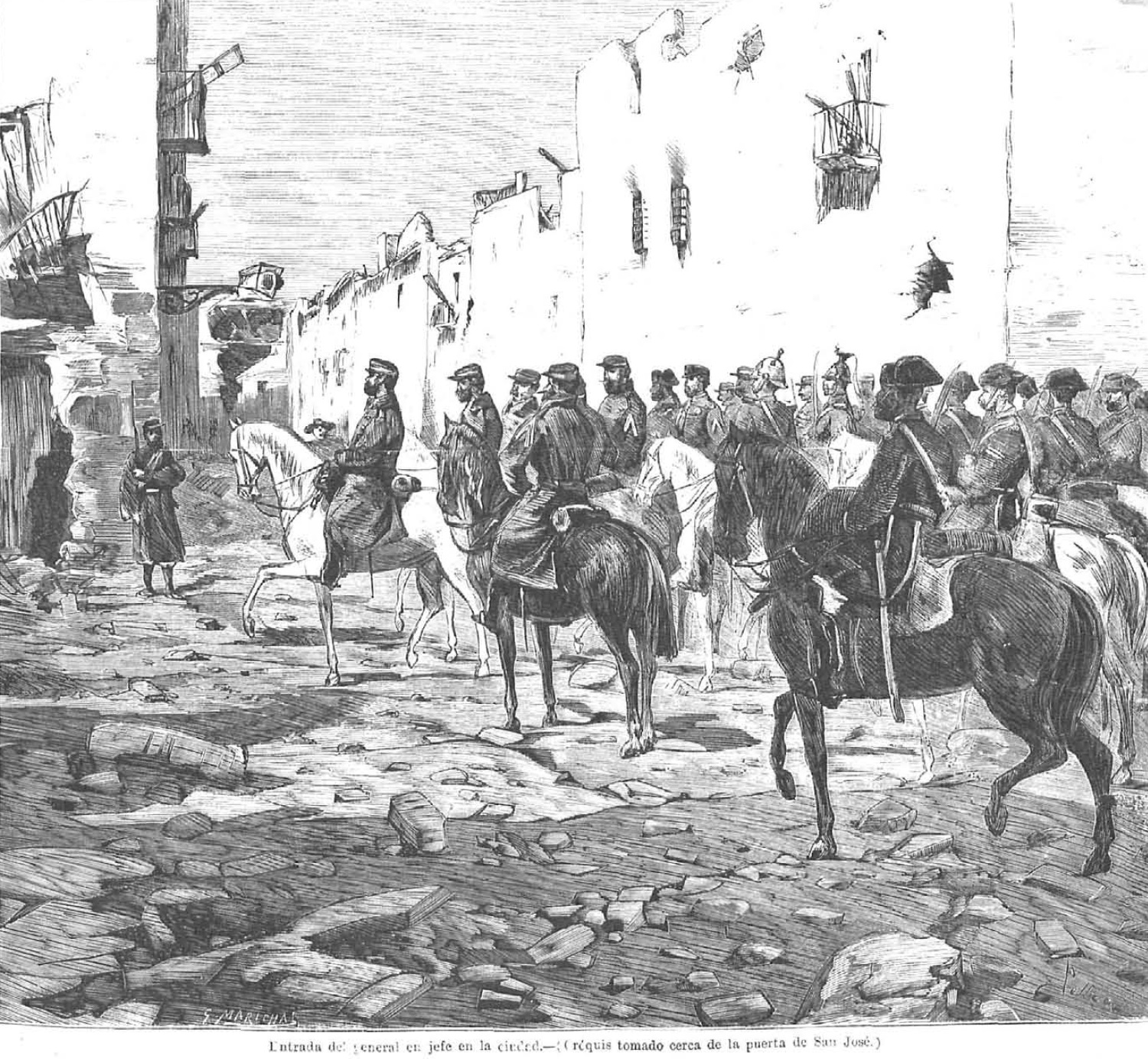
Entrada del general López Domínguez en Cartagena (13 de enero de 1874).

Mientras la comisión estaba parlamentando con el general López Domínguez, la mayor parte de los miembros de la Junta, encabezados por "Antonete" Gálvez y el general Contreras, junto con cientos de cantonalistas, incluidos mujeres y niños, que también querían escapar, subieron a bordo de la fragata Numancia ―los que no cupieron subieron a bordo de otros dos buques― que salió del puerto de Cartagena a las cinco de la tarde de ese día, 12 de enero, consiguiendo evadir el cerco de la flota gubernamental gracias a su gran velocidad y a la habilidad de su capitán, poniendo rumbo a Orán, a donde llegaron al día siguiente.
Mientras tanto, la comisión volvió a Cartagena con las condiciones para la rendición ofrecidas por el general López Domínguez, que no habían variado sustancialmente de las iniciales, como suponían los miembros de la Junta que escaparon. La comisión comunicó a los sitiados que el general ya no negociaría más y que les había dado un plazo para aceptar sus condiciones que finalizaría a las 8 de la mañana del día siguiente, 13 de enero. Aceptadas éstas, el general López Domínguez entró en Cartagena ese día al frente de sus tropas. Fue ascendido a teniente general y recibió la cruz laureada de San Fernando.

## La represión
Como ha señalado Florencia Peyrou, «el final de la aventura cantonal implicó, en la mayoría de las zonas afectadas, una intensa represión, así como la marginación del republicanismo intransigente». Gloria Espigado ha precisado que la represión «tiene, en todos los lugares, la misma secuencia metódica por parte de la autoridad militar que restablece el orden: desarme de los voluntarios, visitas domiciliarias en busca de armas y sospechosos, cierre de centros políticos y nombramiento de concejales». «Las columnas de presos movilizadas entre poblaciones, las condenas a muerte, algunas de ellas conmutadas más adelante, las penas de presidio a cumplir en la península o en las colonias, constituyeron el escenario inmediato de la represión gubernamental», añade Espigado. En 1877 todavía quedaban unos ciento cincuenta cantonales presos.
En el caso de Cartagena, los términos de la capitulación concedidos por el general López Domínguez se pueden considerar «razonables» dadas las costumbres al uso en la época, ya que quedaron «indultados los que entreguen las armas dentro de la plaza, tanto jefes como oficiales, clases e individuos de tropa de mar y tierra, institutos armados, voluntarios y movilizados», con la excepción de los que «componen o han formado parte de la Junta Revolucionaria». «Los grados militares y la deuda cantonal fueron reconocidos por el Gobierno. Los voluntarios fueron enviados al norte a luchar contra los carlistas. Se indemnizó a los que habían perdido su propiedad», ha afirmado Jorge Vilches.

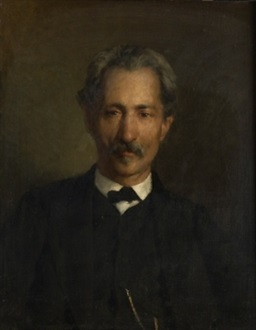
El republicano unitario Eugenio García Ruiz al frente del Ministerio de la Gobernación dirigió la represión contra los republicanos federales que habían participado en la rebelión cantonal. Llegó a plantear el destierro de Francisco Pi y Margall, pero el resto del gobierno del general Serrano se opuso.

En cambio, el ministro de la Gobernación, el republicano unitario Eugenio García Ruiz que había sido propuesto para el cargo por el general Pavía y a pesar de que no formaba parte de ningún partido, actuó, según José Barón Fernández, con una «saña especial contra los federales» pues pretendió incluso desterrar a Francisco Pi y Margall que no había tenido nada que ver con la rebelión cantonal, lo que no consiguió porque el resto del gobierno de Serrano se opuso. Varios dirigentes federales optaron por el exilio, como Nicolás Estévanez Murphy o Francisco Suñer y Capdevila. De los que se quedaron en España, algunos permanecieron un tiempo en prisión. En cuanto a los militares comprometidos con la rebelión, fueron inicialmente encarcelados y luego destinados a cuarteles alejados de la capital. Se cerró el Casino Federal y todas aquellas sociedades en las que «de palabra u obra» se conspirara «contra la seguridad pública... y contra el poder constituido».
García Ruiz encarceló y deportó a cientos de personas anónimas sin otra acusación que la de ser «cantonalistas», «internacionalistas» o simplemente «agitadores», y sin que en las actas conservadas figure si fueron o no sometidas a juicio. Una parte importante de los deportados fueron enviados a las colonias de las islas Filipinas y de las islas Marianas, estas últimas situadas en medio del Océano Pacífico, por lo que estaban prácticamente incomunicados y sus familias carecían de noticias de ellos. Estas presentaron numerosas peticiones a las autoridades solicitando que se averiguase su paradero ―y que todavía se conservan en el Archivo Histórico Nacional―, lo que implica que las autoridades no comunicaban los fallecimientos. «En pleno océano Pacífico, con un calor húmedo sofocante, por su situación tropical, los deportados sufrieron muchas penalidades», ha comentado José Barón Fernández. Solo se conoce una fuga de las islas Marianas: ocho presos que escaparon «en uno de los escasos barcos de pesca que, muy ocasionalmente, hacían escala de allí». La cifra oficial de deportados a las Marianas y a las Filipinas fue de 1099, pero no se poseen datos de los que fueron deportados a Cuba, ni de los que cumplieron penas en presidios españoles. Florencia Peyrou estima que fueron unas 1400 personas las que sufrieron este tipo de penas. Además, García Ruiz creó «una cárcel especial para presos políticos» en el antiguo convento de la Victoria del Puerto de Santa María.

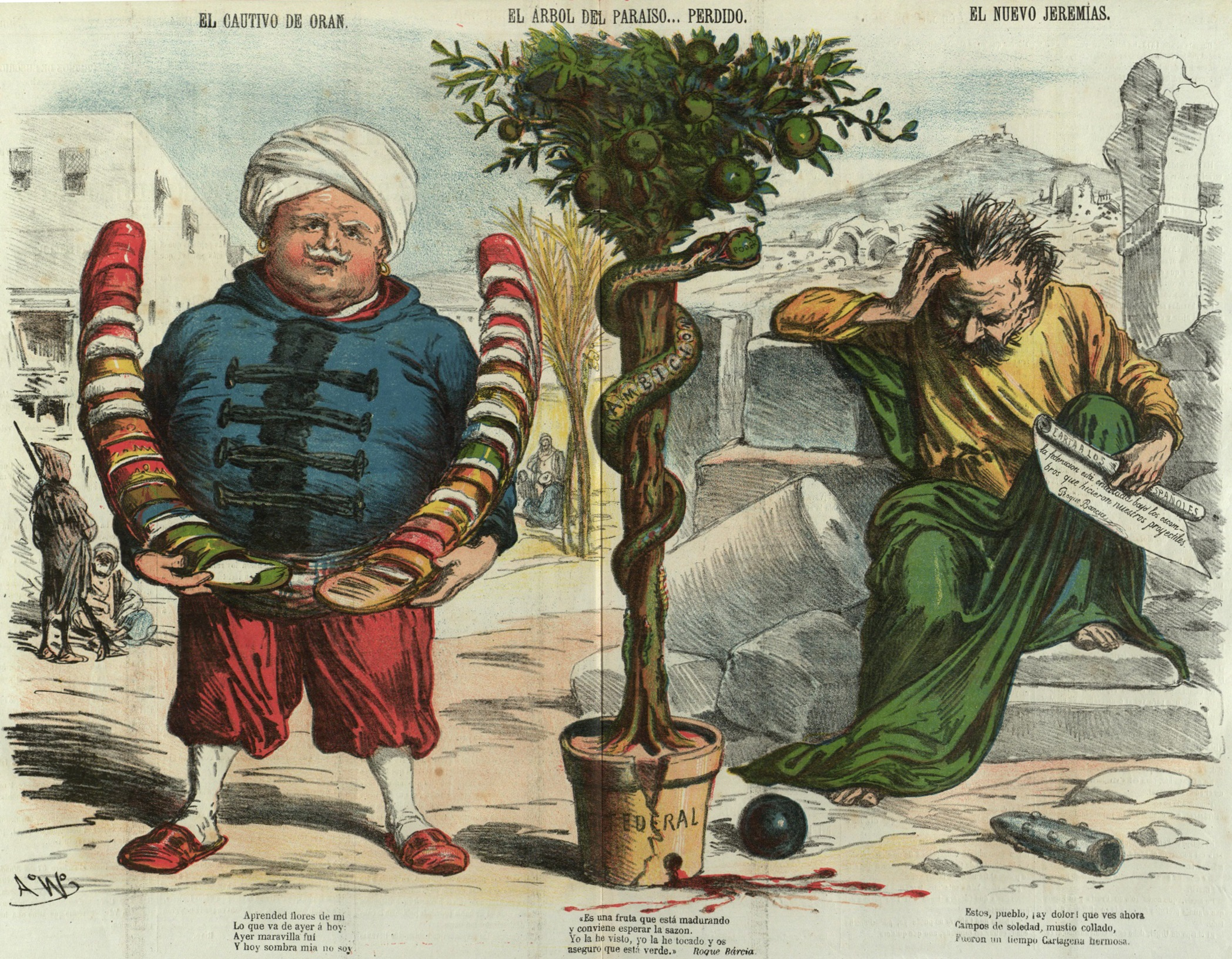
Caricatura de Tomás Padró publicada en La Flaca el 8 de agosto de 1874 titulada "El cautivo de Orán - El árbol del paraíso... perdido - El nuevo Jeremías". A la izquierda el general Juan Contreras vendiendo babuchas en Orán. En el centro el árbol de la República Federal sobre la que se enrosca una serpiente que lleva una manzana en la boca con la palabra "PODER". A la derecha Roque Barcia, el "nuevo Jeremías", sentado sobre las ruinas de Cartagena.

En cuanto a los líderes del movimiento cantonal de Cartagena, la mayoría escaparon a Orán a donde llegaron el 13 de enero de 1873. Allí permanecieron detenidos por las autoridades francesas hasta que el 9 de febrero fueron puestos en libertad. La fragata Numancia fue devuelta al gobierno español el 17 de enero, pero no las personas que viajaban a bordo como pretendían los representantes españoles. A Antonete Gálvez la Restauración le permitió, mediante amnistía, regresar en 1876 a su Torreagüera natal. El general Juan Contreras tuvo que esperar tres años más para ser indultado, lo que le permitió volver a España y reincorporarse al Ejército.[cita requerida]
Roque Barcia no huyó en la fragata Numancia ―permaneció oculto en Cartagena―, pero solo cuatro días después de la capitulación publicó unas cartas en los periódicos en las que condenaba la rebelión cantonal, a pesar de haber sido él uno de sus principales dirigentes e instigadores. En el escrito exculpatorio expuso una serie de falsedades como la de que «estaba en Cartagena porque no me dejaban salir» y de que había sido «un prisionero, más de los sitiados que de los sitiadores». Y a continuación descalificaba el movimiento cantonal y a sus dirigentes: «Todos mis compañeros son muy santos, muy justos, muy héroes, pero no sirven para el gobierno de una aldea. [...] Republicanos federales: no nos empeñemos, por ahora, en plantear el federalismo. Es una idea que está en ciernes. [...] Sin abjurar de mis ideas, siendo lo que siempre fui, reconozco al Gobierno actual y estaré con él en la lucha contra el absolutismo». Según José Barón Fernández, después de escribir esto, «Roque Barcia quedó desacreditado, para siempre, como político» y «se convirtió en lo que en lenguaje corriente llamamos un demagogo». El diario republicano afín a Castelar La Discusión le contestó: «El Partido Republicano no os perdonará» y «si la República desaparece, todos los amantes del progreso os señalarán como uno de los causantes».
Por otro lado, «las reformas realizadas fueron rápidamente revertidas: se aumentó la jornada laboral, bajaron los jornales, se restablecieron los consumos, se reabrieron iglesias clausuradas, las calles y plazas recuperaron los nombres pre-republicanos, se devolvieron edificios confiscados, se anularon las medidas secularizadoras, etc. En algunos puntos, como Sevilla, los republicanos más moderados ocuparon las instituciones, pero en otras fueron sectores monárquicos los que accedieron a las mismas».

## El papel de la Internacional en la rebelión
Se ha discutido mucho sobre el grado de participación de la FRE-AIT, pero hoy parece claro que los dirigentes de la Internacional no intervinieron en la rebelión cantonal y que el único lugar donde los internacionalistas tomaron la iniciativa, además de la revolució del petroli de Alcoy, fue en Sanlúcar de Barrameda —allí se formó una junta que en realidad era el Consejo de la sección local de la Internacional, tras la clausura del local social por orden de las autoridades—, como reconoció en una carta fechada el 4 de agosto Tomás González Morago, miembro del Comité federal de la FRE-AIT: «La federación de Alcoy y la de Sanlúcar de Barrameda son las únicas que han intentado por su propia cuenta un movimiento contra el orden de cosas establecido».
Sin embargo, muchos internacionalistas participaron en la rebelión, como en Valencia, donde algunos de ellos formaron parte de la Junta que se formó, y Sevilla. Gloria Espigado ha afirmado que los internacionalistas, junto con los republicanos «intransigentes», constituyeron «los pilares sociales del cantonalismo». «Larga es la lista de personajes que se adhieren al movimiento bajo su condición de internacionalistas… pese a la reticencia mostrada por el Consejo de la F.R.E. de reconocer la atracción que en sus bases, salvo en el caso alcoyano y sanluqueño, había operado el movimiento». Una carta de Francisco Tomás Oliver enviada el 5 de agosto a la Comisión de la AIT reconocía esa participación:

Tenemos muchas persecuciones, dado que el movimiento cantonal está fracasando y que muchos internacionales han participado en él… El movimiento cantonal ha sido empezado y dirigido por los republicanos federales intransigentes, pero en Valencia, Sevilla, Málaga, Granada y otras localidades, según los periódicos burgueses, los internacionales han tomado una parte activa… La participación ha sido espontánea y sin acuerdo previo…

En una carta posterior, del 15 de septiembre, Tomás diferenciaba la insurrección de Alcoy, «un movimiento puramente obrero, socialista revolucionario», de la rebelión cantonal, un movimiento «puramente político y burgués», y afirmaba que «Sevilla y Valencia son las únicas dos ciudades en que se han batido los internacionales», aunque reconocía que habían tomado «una parte muy activa en los acontecimientos» en otras localidades, como Cádiz, Granada, Jerez de la Frontera, San Fernando, Carmona, Lebrija, Paradas, Chipiona y Sanlúcar de Barrameda, pero que luego habían sido «abandonados por los farsantes». La consecuencia fue que la represión también se abatió sobre los internacionalistas, especialmente tras la formación del gobierno de Emilio Castelar.
Pero lo cierto fue, como ha destacado Gloria Espigado, que la dirección del movimiento correspondió a los republicanos «intransigentes», «dando el tono de moderación de las medidas adoptadas y muy poco volcados hacia la república social, con la que muchos dicen identificarse».
El 16 de agosto de 1873 La Federación, órgano de la FRE-AIT, explicó por qué a su juicio había fracasado la rebelión cantonal:

El movimiento cantonalista puede darse por terminado. Si ha sucumbido ha sido precisamente porque no era un gobierno revolucionario… Los gobiernos no se derrotan con otros gobiernos sino con revoluciones… No basta en revolución decir ¡Viva la federal!, sino practicar la federación revolucionaria, destruir todo gobierno; organizar el trabajo y destruir de hecho los privilegios y monopolios del capital.

Florencia Peyrou ha señalado que no se produjo una contraposición entre republicanismo federal e internacionalismo, sino que allí donde se implantó la Internacional existió la doble militancia entre las clases trabajadoras urbanas y rurales.
El gobierno del general Serrano decretó el 10 de enero de 1874 la disolución de la Internacional en España por su participación en la rebelión cantonalista.

## Lista de cantones

Focos de la sublevación cantonal (sobre las fronteras autonómicas actuales). Aunque aparecen en el mapa, en las localidades de Toro, Jumilla, Loja, y Jerez de la Frontera no está documentado que allí se proclamaran cantones. En Écija el cantón no llegó a proclamarse por la rápida intervención del capitán general Domingo Ripoll. En el caso de Alcoy, no fue una insurrección cantonal sino una insurrección obrera «internacionalista» dirigida por la FRE-AIT. Faltarían en el mapa las localidades de Arjona y Linares, donde sí se proclamaron cantones.

Según Quintín Casals Bergés se proclamaron cantones en veinte localidades españolas, nueve de Andalucía (Sevilla, Cádiz, Algeciras, Málaga, Granada, Bailén, Andújar, Arjona y Linares), cuatro de la región valenciana (Valencia, Alicante, Torrevieja y Castellón), dos de León (Salamanca y Béjar), dos de Castilla (Camuñas y Ávila) y tres de la región de Murcia (Cartagena, Murcia y Almansa). Se formaron comités en cuatro localidades más: Tarifa, Motril, Sanlúcar y Orihuela.
| Cantón federal       | Proclamación | Disolución   |
| Cantón de Algeciras  | 22/07/1873   | 08/08/1873   |
| Cantón de Alicante   | 20/07/1873   | 23/07/1873   |
| Cantón de Almansa    | 19/07/1873   | ¿21/07/1873? |
| Cantón de Andújar    | 22/07/1873   | 3/08/1873    |
| Cantón de Arjona     | 23/07/1873   | ¿?           |
| Cantón de Ávila      | 20/07/1873   | 20/07/1873   |
| Cantón de Bailén     | 22/07/1873   | ¿?           |
| Cantón de Béjar      | 23/07/1873   | 24/07/1873   |
| Cantón de Cádiz      | 19/07/1873   | 04/08/1873   |
| Cantón de Camuñas    | ¿?           | ¿?           |
| Cantón de Cartagena  | 12/07/1873   | 13/01/1874   |
| Cantón de Castellón  | 21/07/1873   | 26/07/1873   |
| Cantón de Granada    | 20/07/1873   | 12/08/1873   |
| ¿Cantón de Jumilla?  | ¿?           | ¿?           |
| Cantón de Linares    | 22/07/1873   | ¿?           |
| Cantón de Málaga     | 21/07/1873   | 19/09/1873   |
| Cantón de Motril     | 22/07/1873   | 25/07/1873   |
| Cantón de Murcia     | 14/07/1873   | 11/08/1873   |
| Cantón de Orihuela   | 30/08/1873   | ¿?           |
| Cantón de Salamanca  | 24/07/1873   | 4/08/1873    |
| Cantón de Sevilla    | 19/07/1873   | 31/07/1873   |
| Cantón de Tarifa     | 21/07/1873   | 06/08/1873   |
| Cantón de Torrevieja | 19/07/1873   | 25/07/1873   |
| Cantón de Valencia   | 17/07/1873   | 07/08/1873   |

## Debate entre historiadores
En 1982 el historiador José María Jover denunció en su discurso de ingreso en la Real Academia de la Historia, que dedicó a Primera República española —que fue ampliado y reeditado en 1991 con el título Realidad y mito de la Primera República— la visión estereotipada y deformada que se tenía de la Primera República y de su principal episodio, la rebelión cantonal. Según Jover la «intensa actividad mitificadora» de lo que había sucedido la inició Emilio Castelar con el discurso que pronunció en las Cortes el 30 de julio de 1873, solo dos semanas después de que Pi y Margall fuera sustituido por Salmerón. De hecho, del discurso se hizo un folleto con doscientos mil ejemplares de tirada, una cantidad extraordinaria para la época. En él Castelar equiparaba la rebelión cantonal al «socialismo» y a la «Comuna de París» y lo calificaba de movimiento «separatista» —«una amenaza insensata a la integridad de la Patria, al porvenir de la libertad»— contraponiendo la condición de español y la condición de cantonal.

Yo quiero ser español y solo español; yo quiero hablar el idioma de Cervantes; quiero recitar los versos de Calderón; [...] quiero considerar como mis pergaminos de nobleza nacional la historia de Viriato y el Cid; quiero llevar en el escudo de mi Patria las naves de los catalanes que conquistaron Oriente...; quiero ser de toda esta tierra, que aun me parece estrecha...; de toda esta tierra ungida, sacrificada por las lágrimas que le costara a mi madre mi existencia ; yo amo con exaltación a mi Patria, y antes que a la libertad, antes que a la República, antes que a la federación, antes que a la democracia, pertenezco a mi idolatrada España (Frenéticos aplausos).

Castelar acentuó la visión de la rebelión cantonal como atentatoria contra la unidad nacional en el discurso que pronunció el 2 de enero de 1874, cuando las Cortes estaban a punto de aprobar su destitución de la presidencia del Poder Ejecutivo de la República y unas horas antes de que se llevara a cabo el golpe de Estado de Pavía, y en el que renunció al federalismo por «la República de lo posible»:

La criminal insurrección que ha tendido a romper la unidad de la Patria, esta maravillosa obra de tantos siglos [...] los cañones separatistas disparaban sus balas al pecho de nuestro ejército [...] el fraccionamiento de la Patria, los cantones erigidos en pequeñas tiranías feudales, la alarma de todas las clases y las divisiones profundísimas entre los liberales.

Un republicano cercano a Castelar, Miguel Morayta, ahondó en la descalificación del movimiento cantonal:

Los cantones nacieron envueltos en la mayor de las odiosidades: su permanencia era imposible, pues sus sostenedores, aparte tal cual de mediano prestigio, brillaban por su insignificancia: bullangueros por sport, carecían de convicciones; algunos llegados del campo carlista, vencidos como Republicanos, á las facciones volvieron. Alrededor del Cantón se congregó, además, la multitud de maleantes que, ocultos en el fango social, salen á la superficie en momentos de hondísimas revueltas.

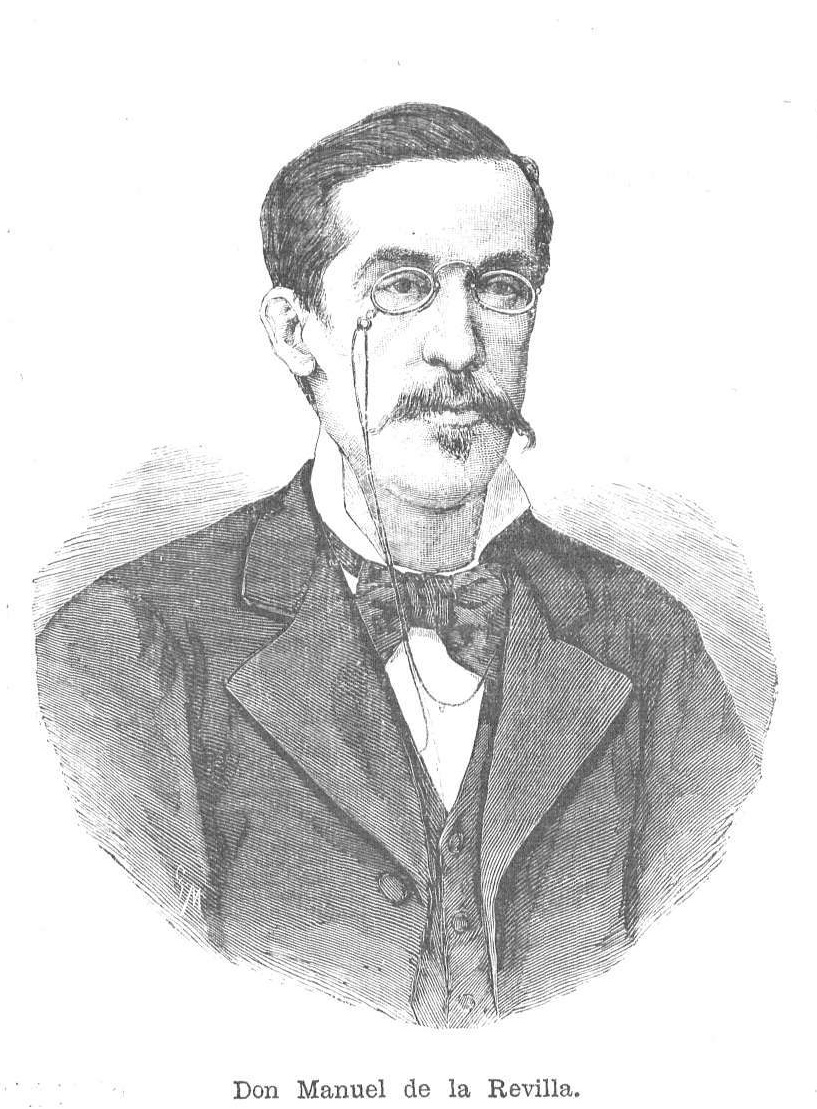
El republicano «moderado» Manuel de la Revilla, continuador de la visión de Castelar y Morayta, consideró el federalismo como algo absurdo en «naciones ya constituidas» en respuesta al libro de Pi y Margall Las nacionalidades.

Continuador de la visión de Castelar (y de Morayta) fue el también republicano «moderado» Manuel de la Revilla quien consideraba el federalismo como algo absurdo en «naciones ya constituidas» y que respondió al libro de Pi y Margall Las nacionalidades alegando que la puesta en práctica del pacto federal solo traería «la ruina y la vergüenza».

Si de la teoría descendemos a la práctica, lo absurdo del sistema salta a la vista. Supongamos deshecha en horas, por un capricho de utopista, la obra de los siglos; supongamos aniquilada la nación española y devuelta a las provincias, o mejor, a los municipios, su independencia primitiva. El pacto se va a celebrar y la nuevas unidades a formarse. ¿Con qué criterio? [...]

No ya de reino a reino; de provincia a provincia, de pueblo a pueblo se establecería la lucha, y el pacto federal vendría a tierra entre ruinas y sangre como en 1873. ¿Y cómo se daría a este pueblo esa organización? Este pueblo, que ni como nación sabe gobernarse a sí mismo, ¿cómo ha de constituirse federalmente? ¿Cómo han de ser Estados esos atrasados y bárbaros municipios, devorados por el caciquismo, hundidos en la ignorancia, desgarrados por odios de localidad, ineptos por completo para el gobierno? El federalismo sería en España la más espantosa anarquía, sería la ruina y la deshonra de la nación.[...]
Lo que sucedió [en 1873] es que en España el federalismo no es ni puede ser más que el despertamiento de las rivalidades provinciales; lo que sucedió es que el federalismo es un absurdo aplicado a naciones ya constituidas, y nunca puede dar otros frutos que la ruina y la vergüenza.

Entre los sectores conservadores la rebelión cantonal fue descrita con tintes tremendistas. Ildefonso Antonio Bermejo en su Historia de la interinidad y guerra civil de España desde 1868 (1875-1877) escribió:

Los robos de ganado y todo género de efectos no tenían número; los secuestros de personas se sucedían uno y otro día; los crímenes de todo linaje se aumentaban cada vez más, y el resultado de todo este diluvio de males, unidos a las insoportables cargas del Estado y otras calamidades que todos experimentaban eran de prever... la muerte del país.

Pero el conservador que más se distinguió en su ataque a la República Federal fue Marcelino Menéndez y Pelayo quien en su Historia de los heterodoxos españoles (1882) escribió:

Imperaba aquí una especie de república... Eran tiempos de desolación apocalíptica; cada ciudad se constituía en cantón; la guerra civil crecía con intensidad enorme; [...] Andalucía y Cataluña estaban, de hecho en anárquica independencia; los federales de Málaga se destrozaban entre sí...; en Barcelona el ejército, indisciplinado y beodo, profanaba los templos con horribles orgías; los insurrectos de Cartagena enarbolaban bandera turca y comenzaban a ejercer la piratería por los puertos indefensos del Mediterráneo; dondequiera surgían reyezuelos de taifas... y entretanto, la Iglesia española proseguía su calvario.

A finales del siglo el historiador liberal Antonio Pirala escribió sobre los cantonales que perturbaron «en muchas partes el orden público... tiranizando en nombre de la libertad; se temió por la propiedad y la seguridad individual; se ultrajó la religión y hasta se vio en peligro la unidad nacional».
Los rasgos característicos de la imagen de la rebelión cantonal y de la «República del 73» que legaron a la posteridad estos autores, según José María Jover Zamora, «se corresponden con otros tantos aspectos reales de la situación histórica de referencia, si bien deformados por una visión antagónica»:

Así, el federalismo se convierte en "separatismo" (Castelar, Menéndez Pelayo); la neutralidad religiosa del Estado es expresada como "irreligión" y como "ruptura de la unidad católica", si bien coadyuvan a ello las sectarias medidas anticlericales, no específicas del 73, adoptadas en determinados puntos de Cataluña y Andalucía (Coloma, Menéndez Pelayo); el predominio del poder civil -sobre todo bajo las presidencias de Figueras y Pi- es traducido como "crisis de autoridad" en relación con el "desorden" existente en la España levantina y meridional y que curiosamente parecerá merecer más duros dicterios que la sangrienta guerra civil encendida en el norte (Bermejo, Menéndez Pelayo...); el formidable aliento popular del Sexenio, y específicamente del 73, será manifestación de "desorden", de "anarquía", de "ineducación", de "tiranía de la plebe" (Bermejo, Coloma, Pereda); la vinculación ética de actitudes y comportamientos políticos será presentada, bien como coartada de pequeñas ambiciones o resentimientos sociales ("intereses bastardos": Pereda), bien como manifestación de un idealismo ajeno a la realidad y, por tanto, de eficacia negativa; la vigorosa proyección utópica del 73 será asignada por su nombre -"utopías"-, si bien dando a esta palabra la significación vulgar de ensueño irrealizable, sin valor de futuro y ajeno a la razón y al sentido común (Revilla); las actitudes críticas y reformistas ante las formas de propiedad establecidas y sacralizadas tras el proceso desamortizador recibirán, por tímidas que sean, un solo nombre vitando, que evoca los fantasmas de la Comuna de París: "socialismo" (Castelar). En fin, la misma forma de Estado propia del 73, la república, ganará una nueva acepción en el el lenguaje coloquial, como si la venerable palabra clásica fuera obligada a recoger y simbolizar el conjunto de contravalores acumulados sobre la frustrada experiencia del 73. En efecto, la edición de 1970 del Diccionario de la Lengua Española de la Academia nos trae esta séptima acepción: "lugar donde reina el desorden por exceso de libertades".

En 2002 Gloria Espigado Tocino recordaba que «el cantonalismo no ha gozado de muchas simpatías entre los historiadores» y que la imagen que prevalecía, como ya había advertido José María Jover, era la acuñada durante la Restauración sobre la Primera República como «la encarnación viva del desorden y el desgobierno» y cuya «fase más extremista, o cantonal, era asimilada al terror comunalista». Según esta historiadora «era previsible que la clase propietaria [de la Restauración], deseosa de reconducir la cosa pública otra vez al terreno de lo exclusivo, anatematizara... en especial el cruce de democracia y federalismo que subyacía en la revuelta promovida por los cantonales, que quedarían estigmatizados bajo la acusación de separatismo en el futuro». Por otro lado, destacaba la paradoja de que esta visión tan negativa hubiera sido asumida por la inmensa mayoría de los republicanos, que renegaban del federalismo.
Veintiún años después, en 2023, Ester García Moscardó insistía de nuevo en que la visión negativa seguía siendo «la explicación clásica de la revolución cantonal: una insurrección separatista, encabezada por oportunistas despechados ["escasa minoría de frustrados buscadores de empleo", los había llamado el historiador C.A.M. Hennessy] que habían agitado interesadamente a las masas contra la república y que, en última instancia, habrían sido los responsables de su caída». «Una imagen caótica de 1873 que marcó la memoria colectiva durante generaciones». García Moscardó reiteró también lo que ya había señalado Espigado Tocino: que la revolución cantonal «sigue siendo uno de los episodios más desconocidos de la historia contemporánea española». Una apreciación compartida por Florencia Peyrou: «en los últimos tiempos han aparecido numerosos estudios locales centrados en la revuelta cantonal, pero queda aún mucho por investigar y, sobre todo, no existe todavía una visión general, integradora y comparada de la cuestión». La única monografía existente seguía siendo la publicada en 1998 por José Barón Fernández.
Frente a la explicación clásica que sigue teniendo sus defensores, como Alejandro Nieto o Jorge Vilches, Ester García Moscardó plantea entender «la propuesta cantonal» «como una de las posibles soluciones al problema de la construcción efectiva de la democracia que se planteó tras el triunfo de la Revolución Gloriosa en 1868». Una propuesta «que se había mostrado capaz de sintetizar las aspiraciones de capas amplias de la sociedad desde mediados del siglo XIX y que, además recogía una larga tradición política que legitimaba la insurrección como forma de expresión de la voluntad general de la nación». En la misma línea renovadora Florencia Peyrou considera que «el cantonalismo constituyó por encima de todo un intento de llevar a cabo la federación, para conjurar el riesgo de involución del proceso revolucionario y para implementar toda una serie de reformas que se vinculaban con el republicanismo más avanzado desde hacía tiempo. Los dirigentes intransigentes... querían implementar un comunalismo municipalista; un modelo de democracia directa...». «Durante un breve lapso, parecía que el ideal de los ciudadanos en armas, libres, dueños de sus destinos, participativos y autónomos podía hacerse realidad, aunque los desbordamientos y desmanes, el déficit de recursos y los ataques militares pusieron muy rápidamente las cosas en su sitio», añade Peyrou.
Esta visión renovadora también es compartida por Quintín Casals Bergés quien, tras hacer un balance de las investigaciones realizadas en las últimas décadas, concluye que «el cantonalismo, lejos de ser un movimiento anárquico y socialista, como fue presentado por los monárquicos, progresistas y demoliberales republicanos, fue un proyecto político coherente con el republicanismo federal planteados en los años previos en la dirección del partido [republicano federal] y que alcanzó un apoyo amplio en virtud de las medidas sociales que planteó».
Jeanne Moisand también denuncia la «memoria sesgada» sobre el cantonalismo, presentado como «culminación del caos sembrado por la Primera República». Por el contrario, en su monografía sobre el cantón de Cartagena se propone «dar la vida al pueblo cantonal en toda su complejidad social y política», «dar la voz» a los hombres y mujeres de las clases populares que fueron los auténticos protagonistas del cantón, y cuya derrota «los condujo, al exilio, a la deportación y al silencio». «Los comentarios malintencionados sobre ellos han predominado sin problemas» hasta el punto que «el uso peyorativo del término “cantonalismo” está arraigado en el vocabulario común: el diccionario actual de la Real Academia Española lo define como “una tendencia a la fragmentación de un Estado unitario en territorios casi independientes”… Forjado por el republicanismo conservador y por las corrientes monárquicas de la época, este uso negativo prevalece en todas las sensibilidades políticas en España», concluye Moisand.